# Норвегия
Норве́гия (букмол Norge МФА: [ˈnɔ̂rɡə]о файле, нюнорск Noreg), официальное название — Короле́вство Норве́гия (букмол Kongeriket Norge, нюнорск Kongeriket Noreg) — государство в Северной Европе, располагающееся в западной части Скандинавского полуострова и на огромном количестве прилегающих мелких островов, а также на архипелаге Шпицберген (Свальбард), островах Ян-Майен и Медвежий в Северном Ледовитом океане.
Заморской территорией Норвегии является остров Буве в южной части Атлантического океана. Страна также претендует на территории в Антарктике, подпадающие под действие конвенции 1961 года, — остров Петра I и Землю Королевы Мод.
Форма правления — конституционная монархия, форма государственного устройства — унитарная. Король — Харальд V, премьер-министр — Йонас Гар Стёре. Норвегия подразделяется на 15 фюльке (губерний), которые, в свою очередь, делятся на 357 муниципалитетов.
Столица Норвегии и резиденция правительства — Осло. Это многонациональное государство с широким этнокультурным, религиозным, расовым и национальным многообразием.
Государственный язык — норвежский (германская группа языков), распадающийся на букмол и нюношк (или нюнорск); обе разновидности языка признаны государственными. В некоторых коммунах широко используется также северносаамский язык; ранее на территории страны были распространены другие саамские языки — например, южносаамский.
Страна входит в НАТО с момента основания в 1949 году, Скандинавский паспортный союз и Шенгенскую зону.
С 2001 по 2006 и с 2009 по 2020 год Норвегия возглавляла список стран по индексу человеческого развития.

## Этимология
Название страны происходит от древнескандинавского Norreweg — «северный путь». Первоначально название относилось к прибрежному морскому пути, по которому норманны выходили в северные моря, но впоследствии им стали обозначать западное побережье Скандинавского полуострова вдоль морского пути, а затем и возникшее здесь государство.
Страна имеет два названия, на обеих разновидностях норвежского языка, принятых на государственном уровне, — Norge на букмоле и Noreg на нюношке.

## География

### Географическое положение

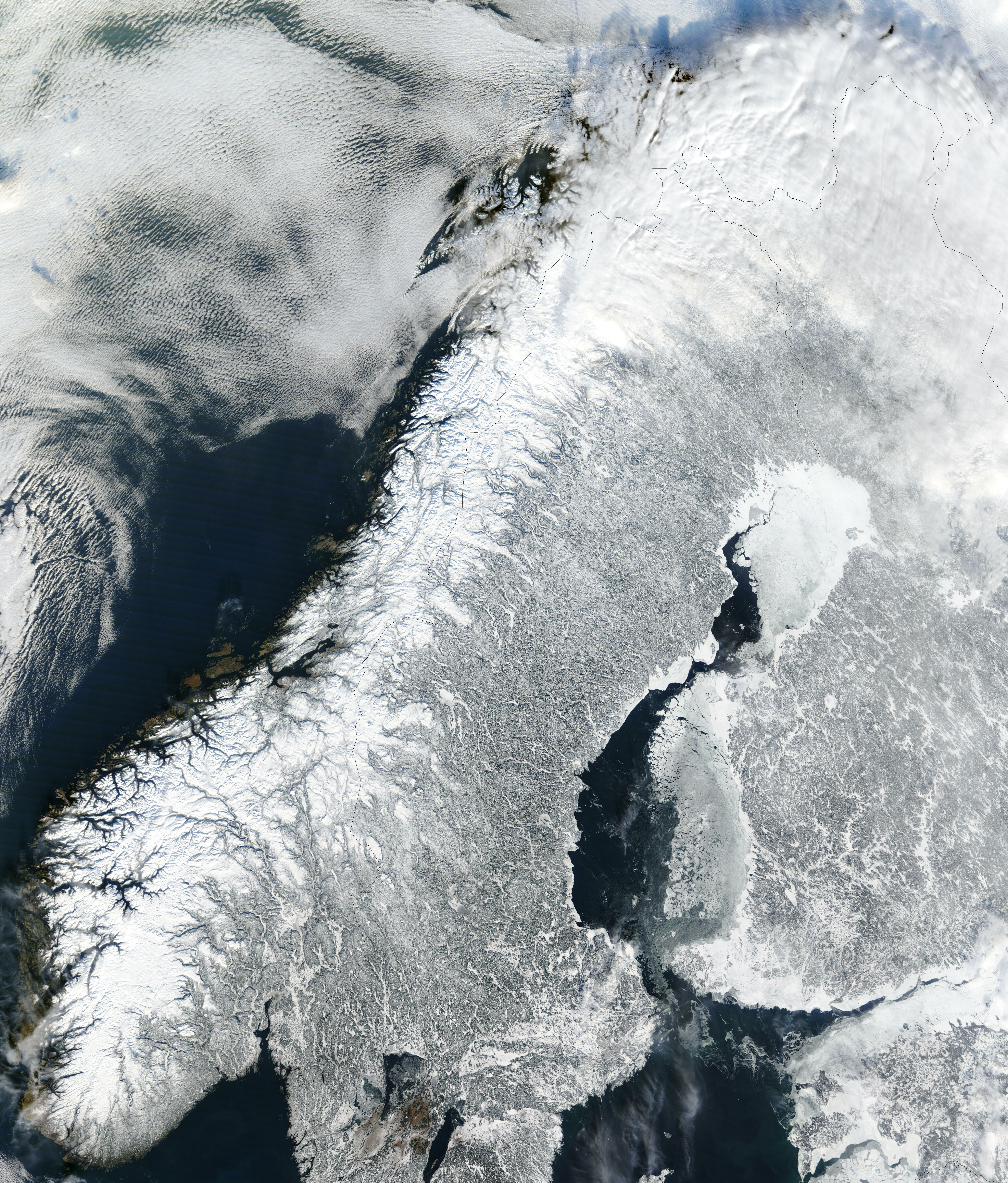
Скандинавский полуостров, на котором расположена Норвегия, зимой

Норвегия расположена между 57° и 81° северной широты и 4° и 32° восточной долготы. Её территория тянется узкой полосой (самая широкая часть — менее 420 км) вдоль северо-западного побережья Скандинавского полуострова и включает в себя все острова, островки и скалы, находящиеся в её территориальных водах.
С востока и юго-востока Норвегия граничит со Швецией (на протяжении 1630 км), Финляндией (736 км) и Россией (196 км). С северо-запада её омывает Норвежское море, с северо-востока — Баренцево море, а с юга — Северное море. Протяжённость береговой линии составляет 25 148 км.
Некоторые острова, принадлежащие этому государству, находятся на большом удалении от Скандинавского полуострова:
- архипелаг Шпицберген (Свальбард) в северной части Норвежского моря, суверенитет над которым является международно признанным с 17 июля 1925 года;
- Ян-Майен между Гренландским и Норвежским морями;
- остров Буве на юге Атлантического океана;

Также Норвегия претендует на территории, подпадающие под действие Антарктической конвенции 1961 года:
- Остров Петра I у побережья Антарктиды;
- Земля Королевы Мод в Антарктиде.

Тем не менее эти территории, согласно закону от 27 февраля 1930 года, резолюции парламента от 23 апреля 1931 года и постановлению монарха от 14 января 1939 года, не являются частью Норвегии.

### Климат

Виды климата в Норвегии

Из-за влияния течения Гольфстрим и преобладающих западных ветров в Норвегии, в целом, наблюдаются более высокая температура воздуха и большее количество осадков, чем бывает в таких северных широтах, особенно вдоль побережья. На материковой части страны бывают все четыре времени года, с более холодной зимой и меньшим количеством осадков внутри страны. В самой северной части преобладает морской субарктический климат, а на Шпицбергене — арктический. В южной и западной частях Норвегии, полностью открытых атлантическим воздушным массам, выпадает больше осадков, а зима там более мягкая, чем в восточной и северной частях страны. В районы к востоку от прибрежных гор осадков выпадает меньше, чем на западе. В низменностях вокруг Осло самое тёплое лето в стране, но зимой холодно и снежит. Самое большое количество солнечных дней наблюдается на южном побережье, но иногда даже на крайнем северном побережье может быть очень солнечно — самый солнечный месяц с 430 солнечными часами был установлен в Тромсё.

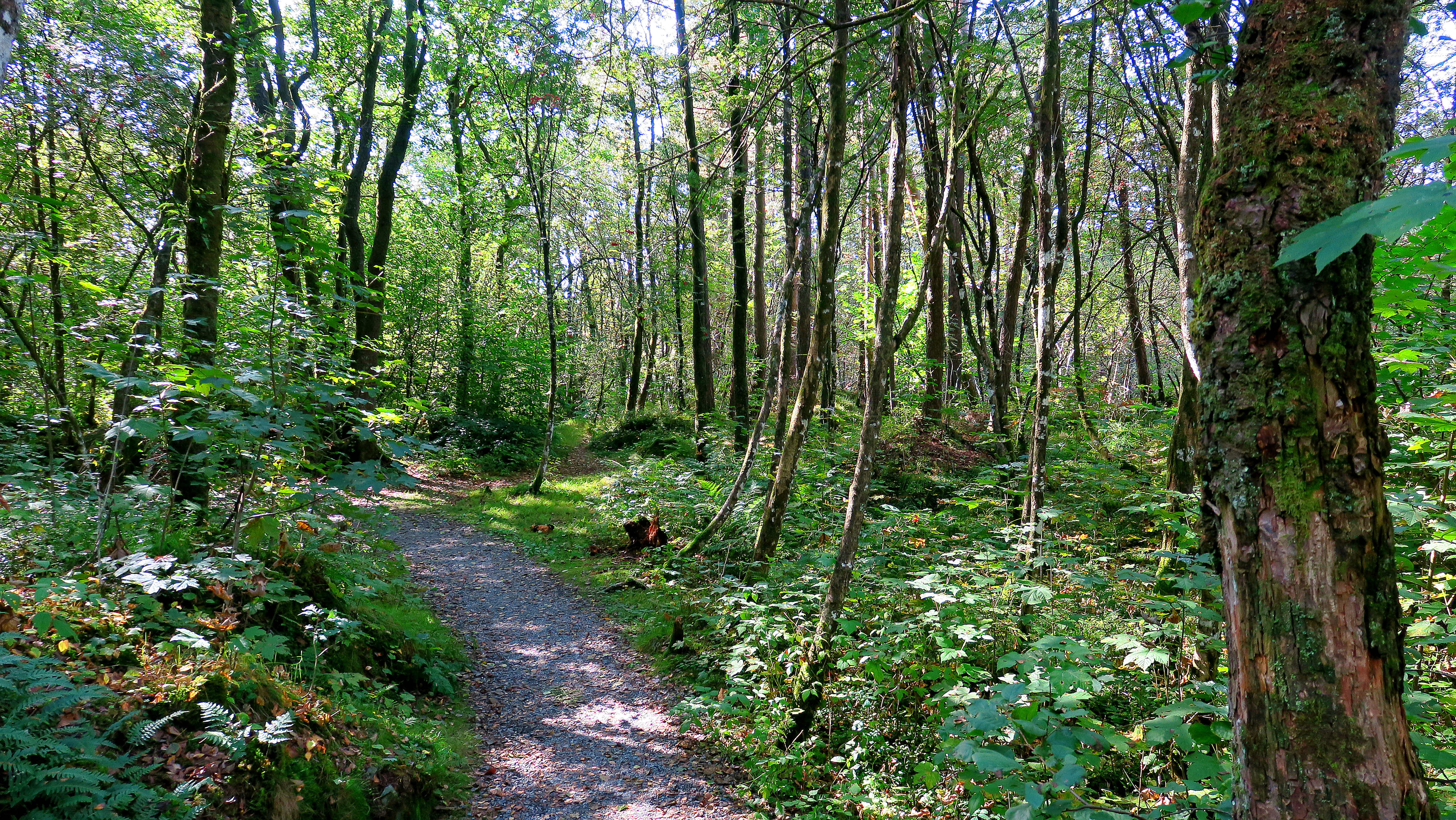
Лиственный лес в Норвегии

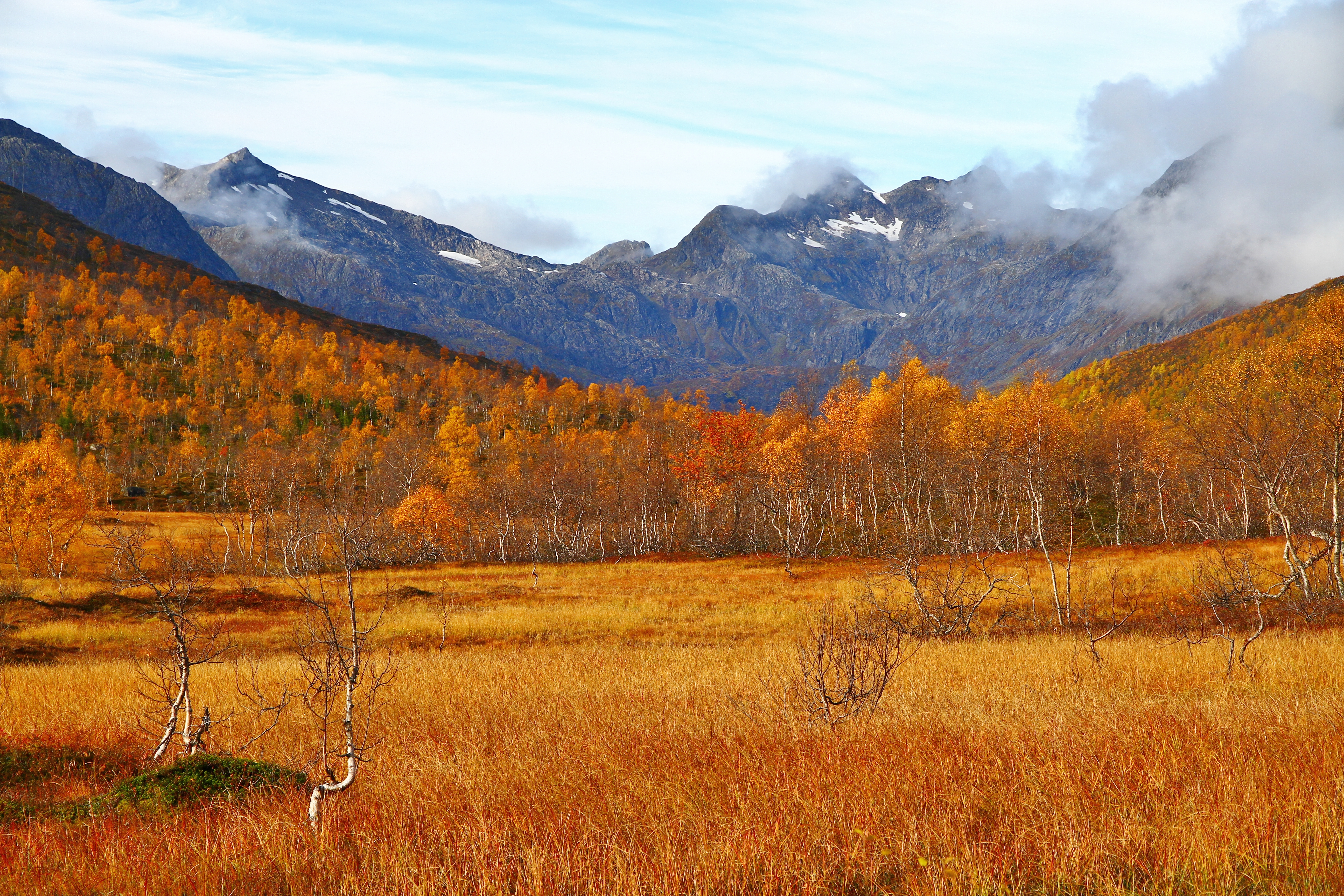
Осень в Норвегии

### Физико-географические условия
Вся страна чрезвычайно гориста; она образует огромное нагорье, состоящее из гнейса, гранита и других образований архейского и палеозойского периодов; в восточной части она изрезана большими долинами, а в западной и северной — глубоко вдающимися в сушу морскими фьордами. Во многих местах горы имеют округлую форму, и пейзаж носит по преимуществу вид большого волнообразного плато, на котором долины и заливы кажутся лишь совершенно незначительными трещинами.
Из всей площади, занимаемой страной, 39 000 км² лежат выше 1000 м над уровнем моря, 91 000 км² — на высоте от 500 до 1000 м. Средняя высота всей территории Норвегии над уровнем моря составляет около 490 м. Ввиду всего этого площадь обрабатываемой или вообще пригодной для сельского хозяйства земли составляет весьма незначительную часть всей территории: всего лишь 2400 км² занято пашнями, тогда как необитаемые горы, болота и т. п. занимают 235 000 км², а ледники — 7000 км².

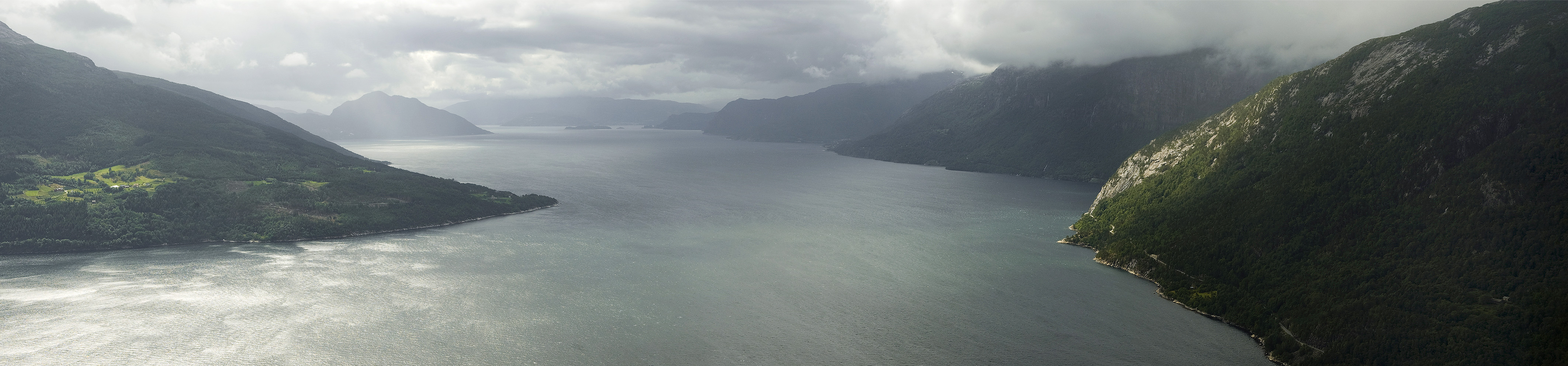
Хардангер-фьорд, один из многих фьордов, которыми славится Норвегия

#### Финнмарк

Герб местности Финнмарк

Самая северная местность Норвегии называется Финнмарк (также см. Баренц-регион); её восточная часть, граничащая с Россией, не представляет никаких значительных возвышенностей и наполнена лишь закруглёнными холмами и нагорьем; омывается бурными волнами Северного Ледовитого океана. Внутри же страны орошаемые крупными реками (в особенности Таной) долины, покрываясь летом богатой растительностью, производят впечатление более южных стран, но по причине долгой суровой зимы большого значения для земледелия не имеют.

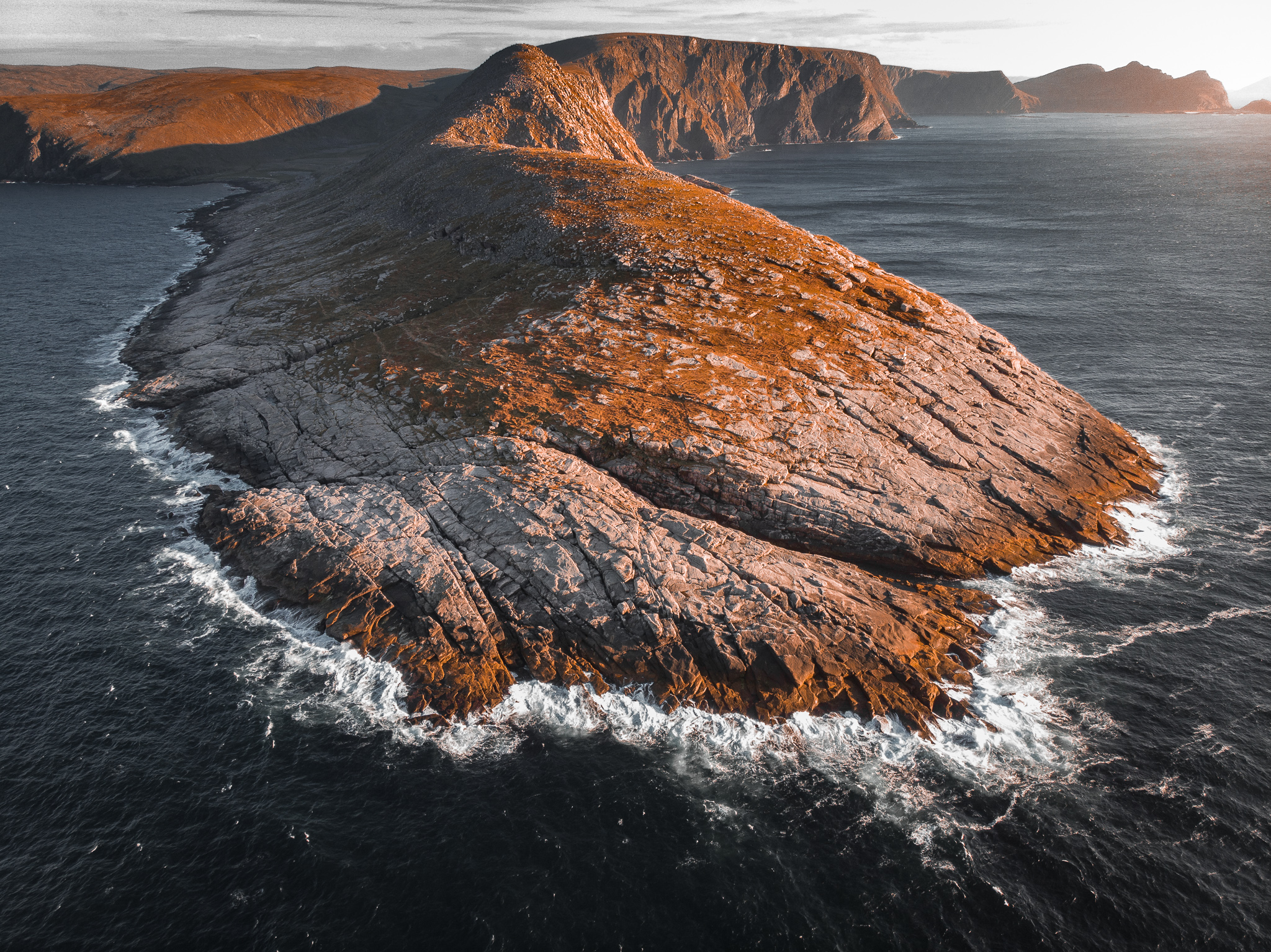
Нордкап

К западу от Нордкапа горы принимают почти совершенно плоский вид и на высоте 200—400 м спускаются почти отвесно к морю. Здесь также имеются значительные реки и прежде всего широкая Алта, которая, подобно р. Тана, уже не одно столетие славится ловлей лососей. На её берегах лежит плодородная местность, носящая то же название, с прекрасными лесами и хорошо обработанными полями; это самая северная точка, где выращивают рожь. В то время как восточная часть Финнмарка со своими крупными фьордами (Тана, Лаксе, Порсангер и Варангер, или Варяжский) вовсе не защищена со стороны моря какими-нибудь островами, от Нордкапа начинается целый ряд островов, прикрывающих берега Норвегии со стороны моря и представляющих характерную для Норвегии черту в орографическом отношении. Ближе всего лежат более крупные острова (как Магерёй с Нордкапом и др.); далее к югу идут вперемешку большие и мелкие острова, и здесь они уже принимают своеобразный характер скандинавского Skjærgård, как здесь называют этот ряд защищающих материк островов, из которых самый меньший носит название Skjær (шхеры). Тут же лежат вблизи и широкий Альтафьорд, и достигающий почти 100 км в длину Лингенфьорд, который с запада ограничивается могучей (альпийской) снеговой и ледниковой цепью, доходящей до 1500—2000 м в высоту (Goatzapaise, Golzevarre, Jiehkkivarre, Nialavarre и др.). Эта цепь представляет собой орографический предел Финнмаркского нагорья.

#### Нурланд

Герб местности Нурланд

С Лингена начинается так называемая «северная страна» Nordland, политические границы которой почти совпадают с географическими. Этнографическая северная граница в Средние века находилась немного южнее Лингена. Эта изрезанная местность тянется на пространстве нескольких градусов широты на юг, сохраняя повсюду тот же самый характер. Горы здесь имеют высоту в основном 1000—1800 м; их высочайшая вершина Сулитьельма (Sulitjelma, 1880 м) находится на шведской границе, с большим ледником.

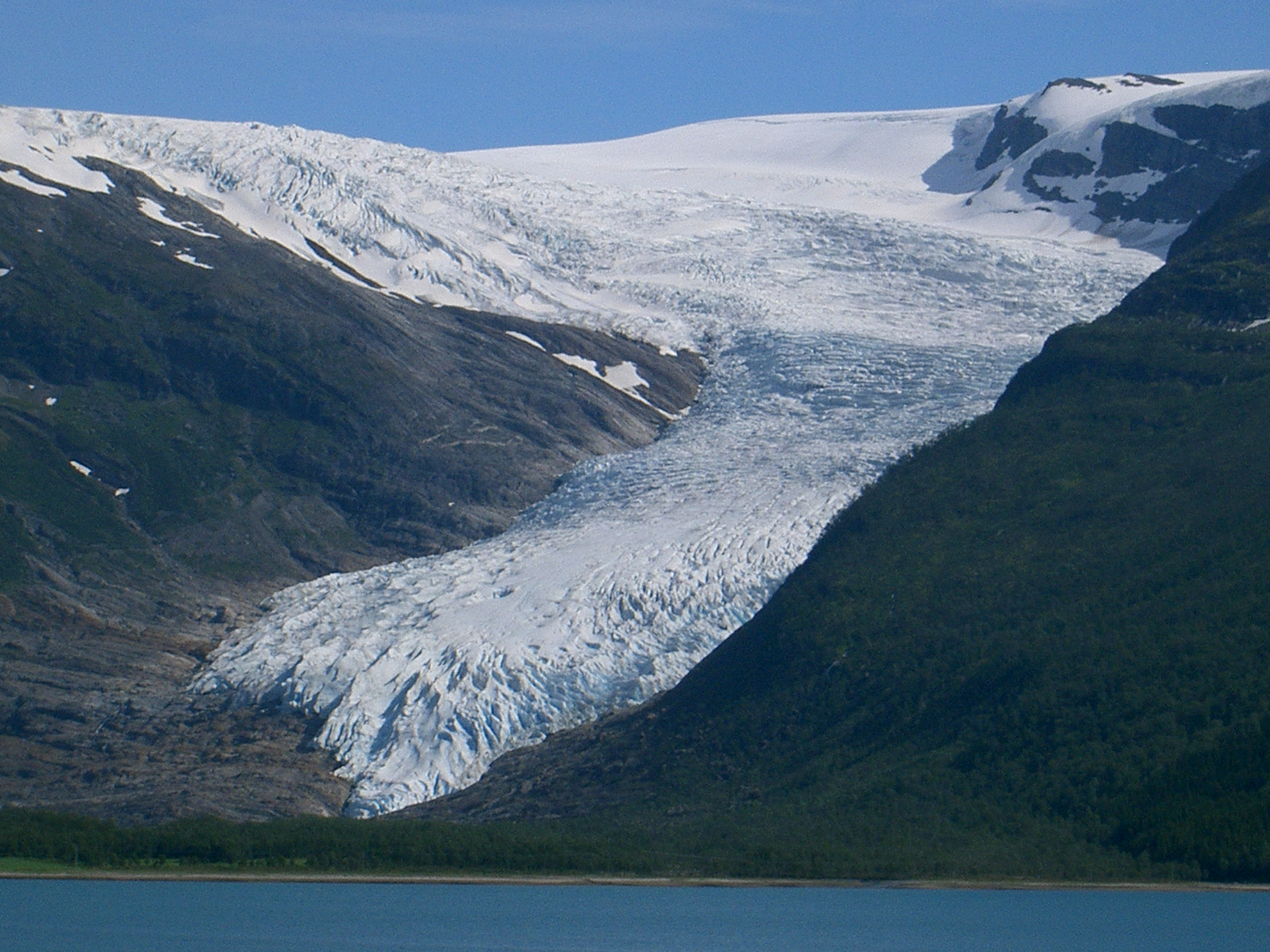
Ледник Свартисен

Ближе к берегу лежит большой ледник Свартисен (Svartisen, 65 км длины, площадью более 1000 км², 1097 м высоты). Только западный склон горы принадлежит Норвегии, остальная же часть, по ту сторону высочайшего горного хребта, шведская. От внутренних углов морских заливов граница королевства проходит местами всего в 20—30 км, а в одном месте — даже в 15 км. Важнейшими фьордами на этом берегу являются Бальс (ниже Лингена), Маланген, Офотен, Сальтен, Рана и Вефсен. Перед материком расположены многочисленные и в основном крупные гористые острова; севернее других лежит большая группа островов Вестеролен, из которых группа островов Лофотен далеко выходит в море.
Ниже Вефсенфьорда полоса твёрдой земли становится шире, горы ниже и широкая долина Наумудаль (проходящая по которой р. Намсен впадает в Намсенфьорд) представляет собой переход к равнинам; за ней расходятся в широкий бассейн Трондхеймсфьорда. Здесь лежат плодородные и хорошо обработанные местности (Trøndelag, в древнейшее время — ядро Норвегии), которые, однако, в основном всё-таки сохраняют характер долин Норвегии. Приблизительно под 63°, вблизи лежащего на высоте 600 м горного г. Рёруса (Røros), нагорье разрывается, причём значительные горы идут в южном направлении между обоими государствами и реками Дал-ельв и Клар-ельв, огибают водораздел, следуя направлению морского берега на юго-запад и на всём этом протяжении, вплоть до спуска у Лесьеверксванда (лежащего на высоте 620 м озера, воды которого стекают на ЮВ в Скагеррак и на СЗ в Атлантический океан), обыкновенно называются Доврефьелль (Dovrefjell), хотя это название окрестности жителями применяется к той лишь части, через которую проходит главная большая дорога из Осло в Трондхейм. Эта часть гор на востоке ниже и менее дика. Но к западу местность становится более дикой и абсолютные отметки увеличиваются и достигают наибольшей высоты в виде вершины Снёхетты (Snøhetta), которая прежде долгое время считалась высочайшей горой в Норвегии, по новейшим измерениям высота её равна 2286 м. Северный отрог Доврефьелля довольно велик и пересекается двумя большими долинами (Оркдаль и Гэульдаль). Западнее идущая от Снёхетты Дрива образует долину Сюнндаль, окрестности которой представляют переход от Трёнделага к западному, береговому устройству поверхности. Главный горный хребет здесь сворачивает под прямым углом на юг и носит далее общее название Лангфьелла. Отсюда западный отрог рассекается большим отрогом, который вдаётся на 209 км в горную массу и образует одну из живописнейших местностей Европы.
Затем уже южнее Трондхеймсфьорда идут Стангвиксфьорд и Сундальсфьорд и окружённый альпийской местностью Ромсдальсфьорд, самый внутренний отрог которого принимает в себя воды реки Рёумы (Rauma), протекающей через суровую и дикую Ромсдальскую долину (с Трольдтинд и Ромсдальсхорн, 1600—1900 м).

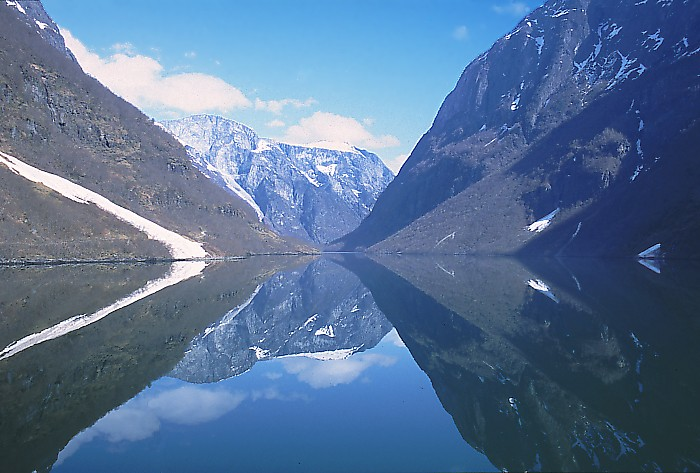
Согнефьорд зимой

Затем идёт сложная система фьордов местности Сюннмёре, окружённой горами, высота которых достигает 1500—2300 м; прибрежья и острова здесь отличаются диким характером. К югу лежит Нордфьорд, отделённый длинным горным хребтом, который оканчивается мысом Стат (Stadt). Отдельные боковые заливы этого фьорда отличаются особенной дикостью, в то время как Фёрдефьорд и Дальсфьорд в южной части Сюндфьорда менее величественны и дики.
Затем идёт большой Согнефьорд, получивший своё имя от прилежащей к нему местности Согн. Внутри этой местности, на пространстве около 15 000 км², находятся высочайшие и самые дикие горные массивы Норвегии, которые имеют название Исполиновый Край (Jotunheimen). Здесь средняя высота нагорья, на котором поднимаются острые зубцы скал, достигает почти 1300 м. Так как снеговая граница здесь проходит на высоте 1400 м, то вершины гор должны были быть покрыты вечным снегом, если бы этому не препятствовали гладкие склоны гор; но зато каждая расселина или щель, каждая малозаметная отлогость, не совершенно крутой подъём горы сплошь покрыты снежной массой, и во многих местах сквозь расселины виднеются довольно часто и довольно большой глубины ледники (Jøkler). Всё это пространство представляет собой горную пустыню, по которой лишь изредка ступает нога человеческая. Более 60 вершин Исполинового Края (Jotunheimen) были подвергнуты измерениям и почти все показали высоту выше 2000 м. Наиболее значительны Гальдхёпигген (Galdhøpiggen, 2469 м) и Глиттертинд (Glittertind, 2452 м; 2464 м, если считать ледник), оба в Ломском (Lom) приходе в Гудбрандской долине (Gudbrandsdal), высочайшие изо всех известных пунктов северной Европы, окружённые целой массой почти таких же высоких скалистых вершин.

#### Hurrungane

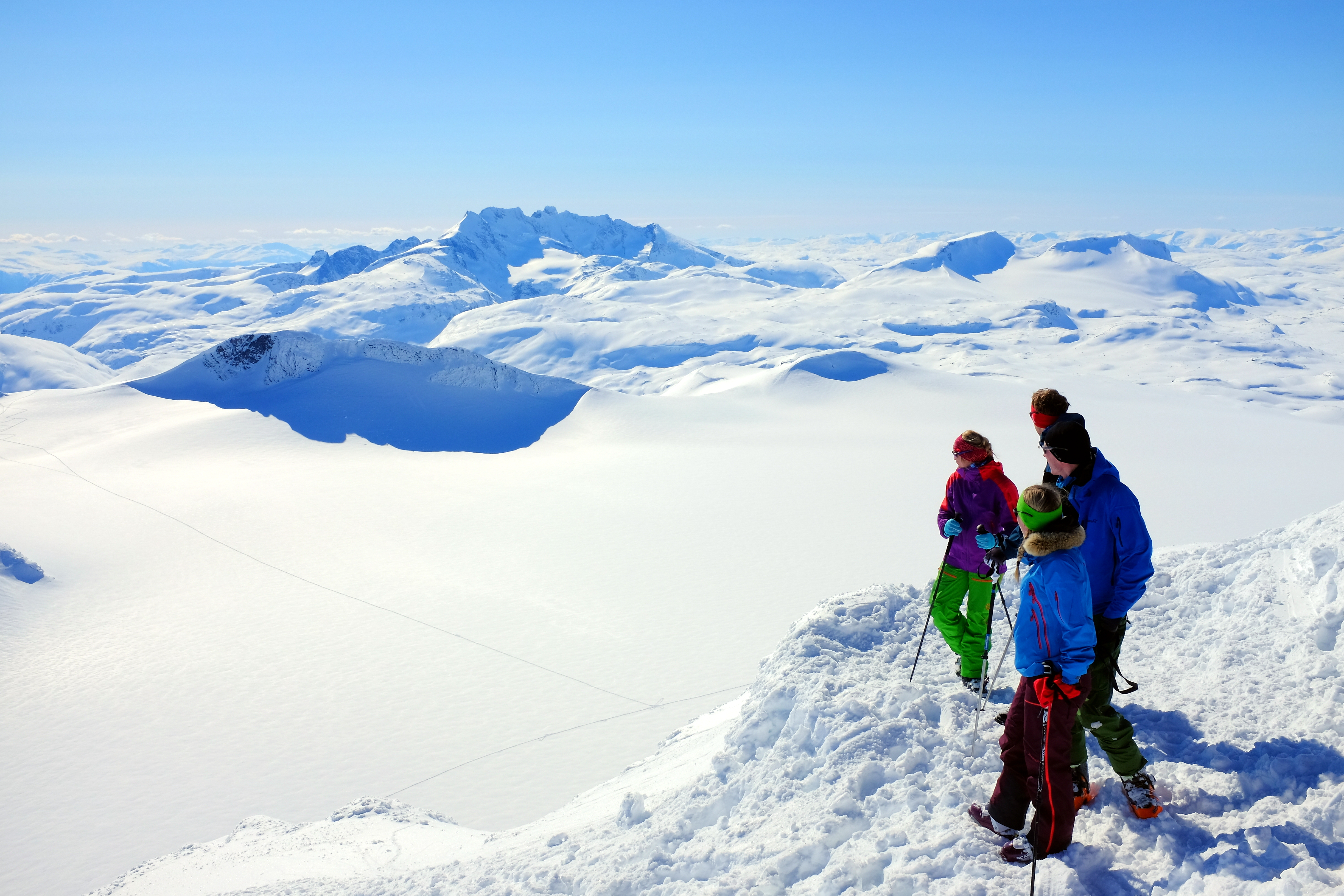
Горы Hurrungane

В западной части Исполинового Края (Jotunheimen) возвышается группа Блудных детей (норв. Hurrungane, нем. Hurenkinder), достигающая 2000—2400 м в высоту. Со стороны Согнефьорда в это царство гор врезается несколько долин — прежде всех, Ордал (норв. Årdal), являющаяся чрезвычайно дикой, скалистой долиной, жителям которой постоянно грозят лавины.
Западнее, между Согном, Сюндфьордом и Нордфьордом лежит ледник длиной 90 км и шириной 80 км. Эта занимающая около 1600 км² снежная область называется Юстедальсбреен (Jostedalsbreen) и достигает высоты 1600 м, тогда как нижний край спускающегося в долины ледника (глетчера) местами возвышается лишь на 130 м над поверхностью моря и лежит всего в 3 км от него. Эти ледники (в том числе 24 могут быть отнесены к первому разряду) наполняют собой долины Согна, Нордфьорда и Сондфьорда.
К югу от Ютунхеймена (Jotunheimen) идёт внутреннее горное плато с многочисленными поднимающимися над ним высокими вершинами, под названием Филлефиелль (Fillefjell). Сам Согнефьорд разделяется на несколько меньших заливов, из которых особенно Нерёфьорд (Nærøfjord), Фьерландсфьорд (Fjerlandsfjord) и Листерфьорд (Listerfjord) отличаются величественностью окружающей природы.
На юг от Согнефьорда лежит широкая горная страна, внутренняя часть которой состоит из плодородной местности Фосс, а берег с юга омывается водами Хардангер-фьорда. Места, лежащие по берегу этого фьорда, называются Хардангера и носят такой же характер, как и Согн. Внутри этой страны лежит большая плоская возвышенность, носящая название Хардангервидда, ограниченная с севера глетчером Хардангеръёкуль (Hardangerjøkulen) и высокими стенообразными скалами Халлингскарвена (Hallingskarven). Она занимает пространство в 12—15 тыс. км².

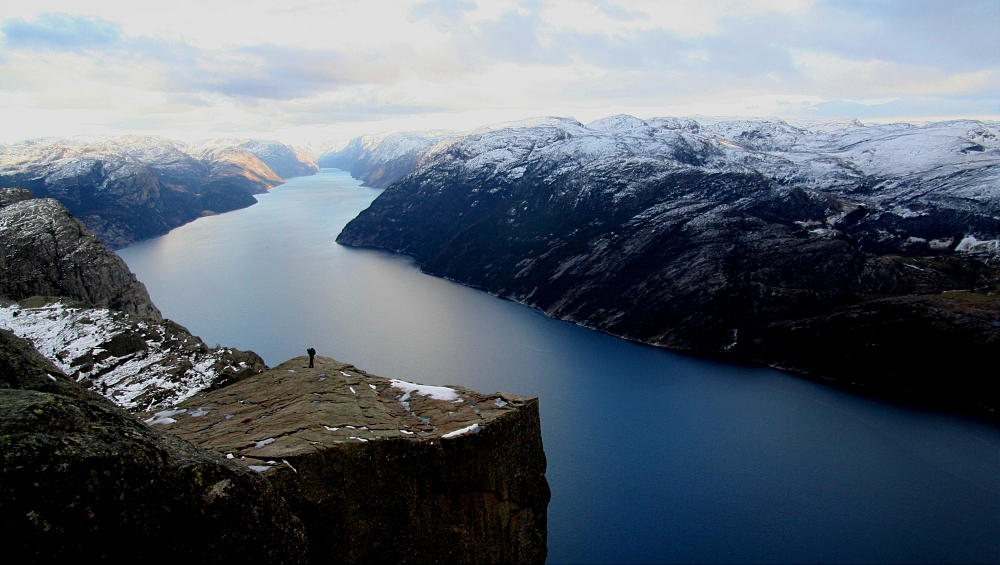
Вид на Прекестулен и Люсе-фьорд

В западной части Хардангер-фьорда, на плоской сверху возвышенности одного полуострова, с трёх сторон окружённого Хардангер-фьордом и его рукавами Серфьордом и Аакрефьордом, лежит глетчер Фольгефон, длиной в 60 км и шириной 12—46 км, покрывая собой пространство в 150 км² и представляя величественное зрелище со стороны моря. Высшие пункты его доходят до 1654 м, нижняя граница вечного льда имеет очень разнообразную высоту, от 300 до 1000 м.
За чертой всех этих фьордов лежит с небольшими перерывами целый ряд островов, защищающих местность Ryfylke, расположенную южнее Хардангера по одному из заливов Бёмлофьорда. Ryfylke, в общем, ниже Хардангера, но у берега его в Люсе-фьорде (Lysefjord) лежит один из самых страшных рифов норвежского побережья.
После Бёмлофьорда местность меняется совершенно. Ряд островов прерывается и морские волны с полной силой несутся на незащищённое побережье Йэрена (Jæren). Йэрен, как и следующий за ним Листер (Lister), представляет собою длинную, но неширокую равнину, внутри которой снова возвышаются горы, не достигающие, однако, сколько-нибудь значительной высоты. Лежащие между ними долины в основном очень скудно одарены природой, и только Сетесдальская (Setesdal) долина имеет значительную длину и орошается большой рекой Отра (Otra), которая берёт начало в горах к югу от Хардангервидды. В этой местности лежит Линдеснес (Lindesnes), самый южный пункт на территории Норвегии.

#### Горы Телемарка
К востоку отсюда снова начинается ряд защищающих сушу островов, тогда как горы ещё долго продолжают оставаться низкими и обнажёнными. Называются эти плато Heier и ни одно из них не поднимается выше 1500 м. Постепенно этот ряд плоских возвышенностей переходит в разорванные горы Телемарка (Telemark), образующие как бы спутанный горный узел, в котором изолированным конусом поднимается гора Гёуста (Gausta), достигающая высоты 1890 м. Между горами тянутся в разных направлениях большие долины, наполненные реками, речками и озёрами. Мона (Måna), одна из этих рек, образует в своём течении большой водопад Рьюкан (Rjukan), 245 фт высотой.
За Телемарком идут одна за другой пять больших главных долин, которые все свои воды направляют в Ослофьорд, окружённый низкими и плодородными местностями. Первой, начиная с запада, идёт Нумедаль (Numedal), река которого Логен (Lågen) берёт начало в небольшом озере на Хардангервидде; затем Халлингдаль (Hallingdal), также начинающийся на этой плоской возвышенности, и Вальдрес (Valdres) с вытекающей из Филлефьельда р. Бэгна (Begna); дальше идёт Гудбраннсдален (Gudbrandsdalen) и составляющий границу со Швецией Эстердален (Østerdalen), оба выходящее из Доврефьелля. Все эти долины имеют между собой много сходства: от водораздела они тянутся в виде небольших борозд между сжимающих их с обеих сторон гор, затем мало-помалу расширяются и, наконец, по мере приближения к берегу и исчезновения гор, принимают характер долины. Эти восточные долины, природа которых совершенно отлична от западных, носят общее название «восточной горной» или «лежащей к востоку от гор» Норвегии (Østafjeldske Norge), а вместе с западными местностями вплоть до Линдеснеса (а прежде до вост. границы Йэрена (Jæren)), составляют так называемую Søndafjeldske Norge («южно-горную», или «к югу от гор лежащую») Норвегию.
Остальные части (первоначально — от Йэрена) в древние времена назывались «Nordafjeldske Norge», южные части которой (начиная от города) в настоящее время называются «Vestafjeldske Norge». Это разделение страны основано на естественных условиях ландшафта, подобное дробление страны на части чрезвычайно высокими и малодоступными горными массами обусловливает большое разнообразие в характере и обычаях населения.
В южной горной Норвегии реки, из которых самая большая Гломма в Эстердалене, имеют значительную длину и образуют часто большие озёра, которые, однако, следует считать лишь расширениями русла реки. Таково, например, самое большое из всех озёр восточной (и всей) Норвегии Мьёса, которое принимает в себя воды выходящей из Гудбраннсдалена реки Логен и в свою очередь через Ворма отдаёт их Гломме: оно при длине в 117 км занимает площадь всего в 364 км². Берега его отчасти низки и плодородны, в особенности юго-восточный берег, на котором широко раскинулась равнина Хедемаркена (Hedemarken). Эти реки образуют многочисленные водопады, например, на реке Гломма — водопад Сарпсфоссен (Sarpfossen) в 20 м высоты; в Телемарке же и в западных местностях нередки водопады в 150—190 м (Веттисфоссен в Согне, Вёрингсфоссен и Рингедалсфоссен в Хардангере).

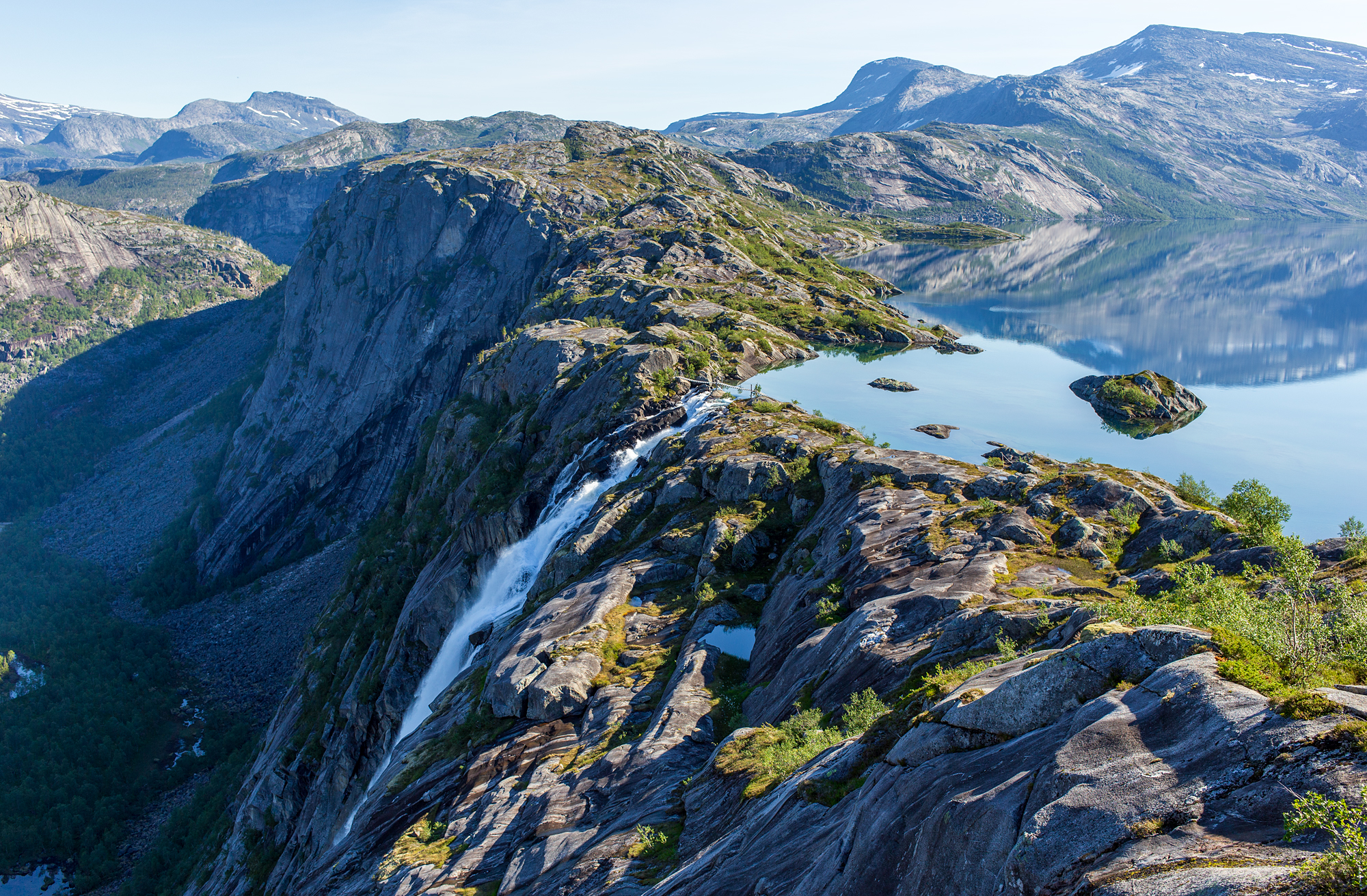
Национальный парк Rago
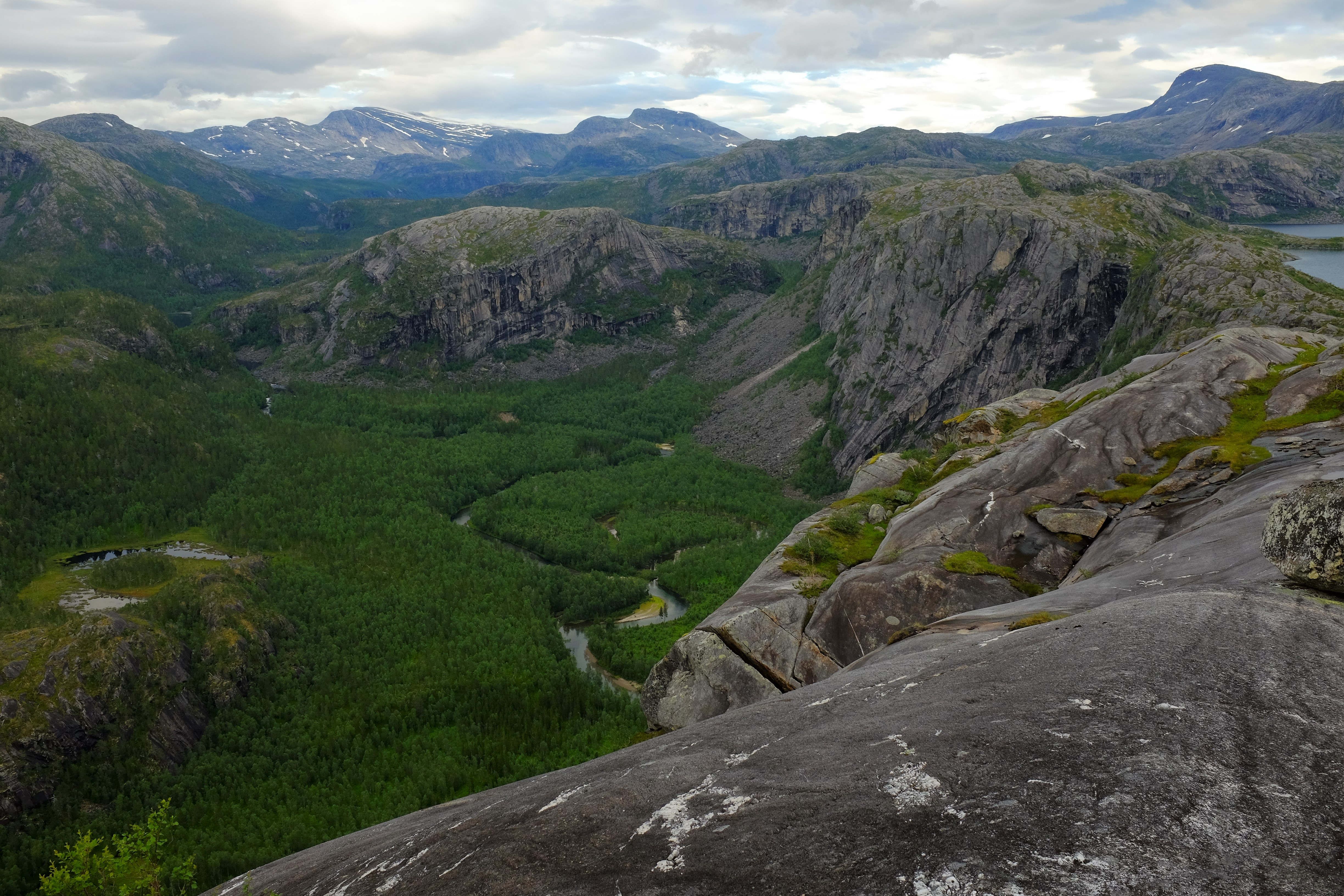
Речка в горной долине
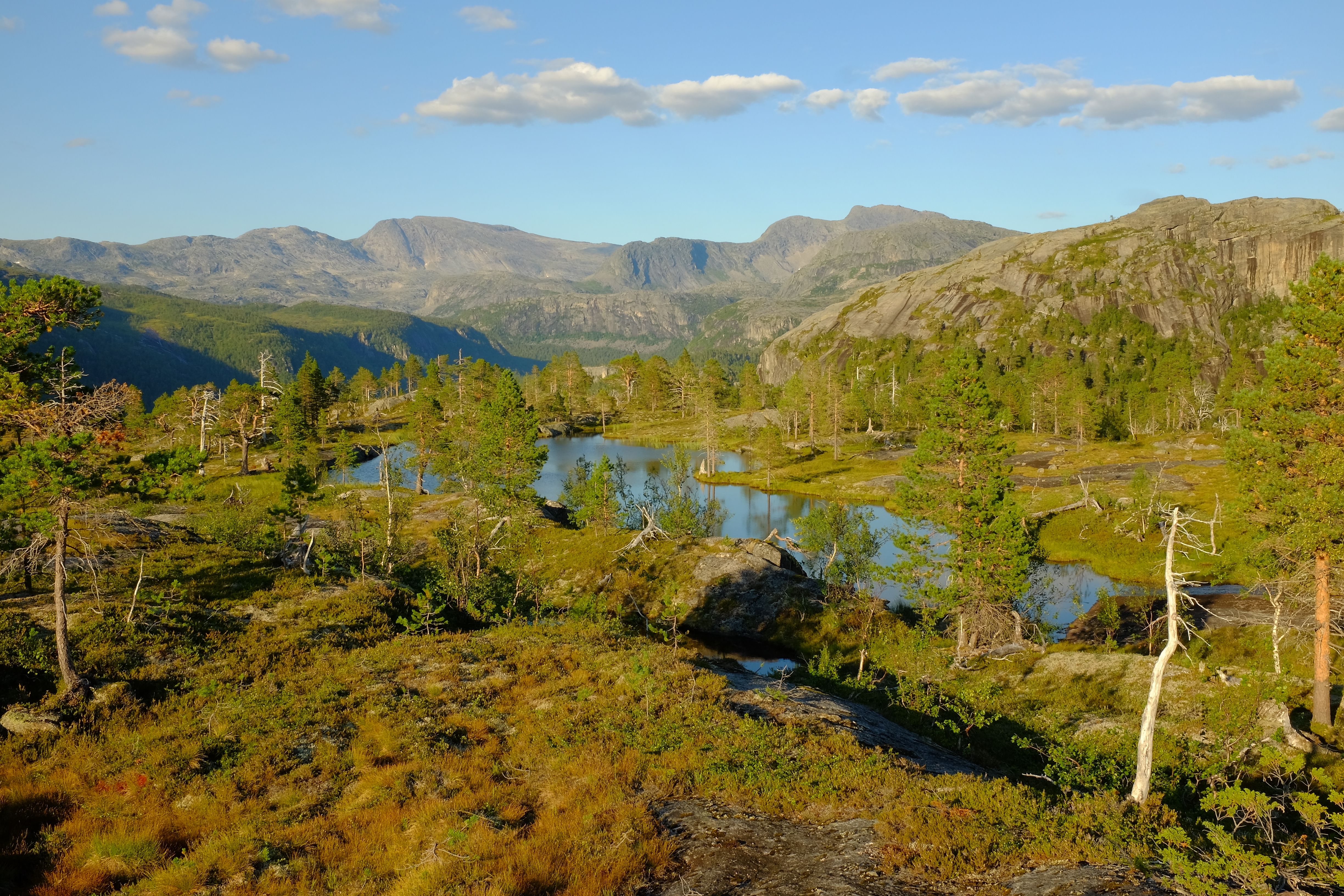
Лес из низкорослых леревьев
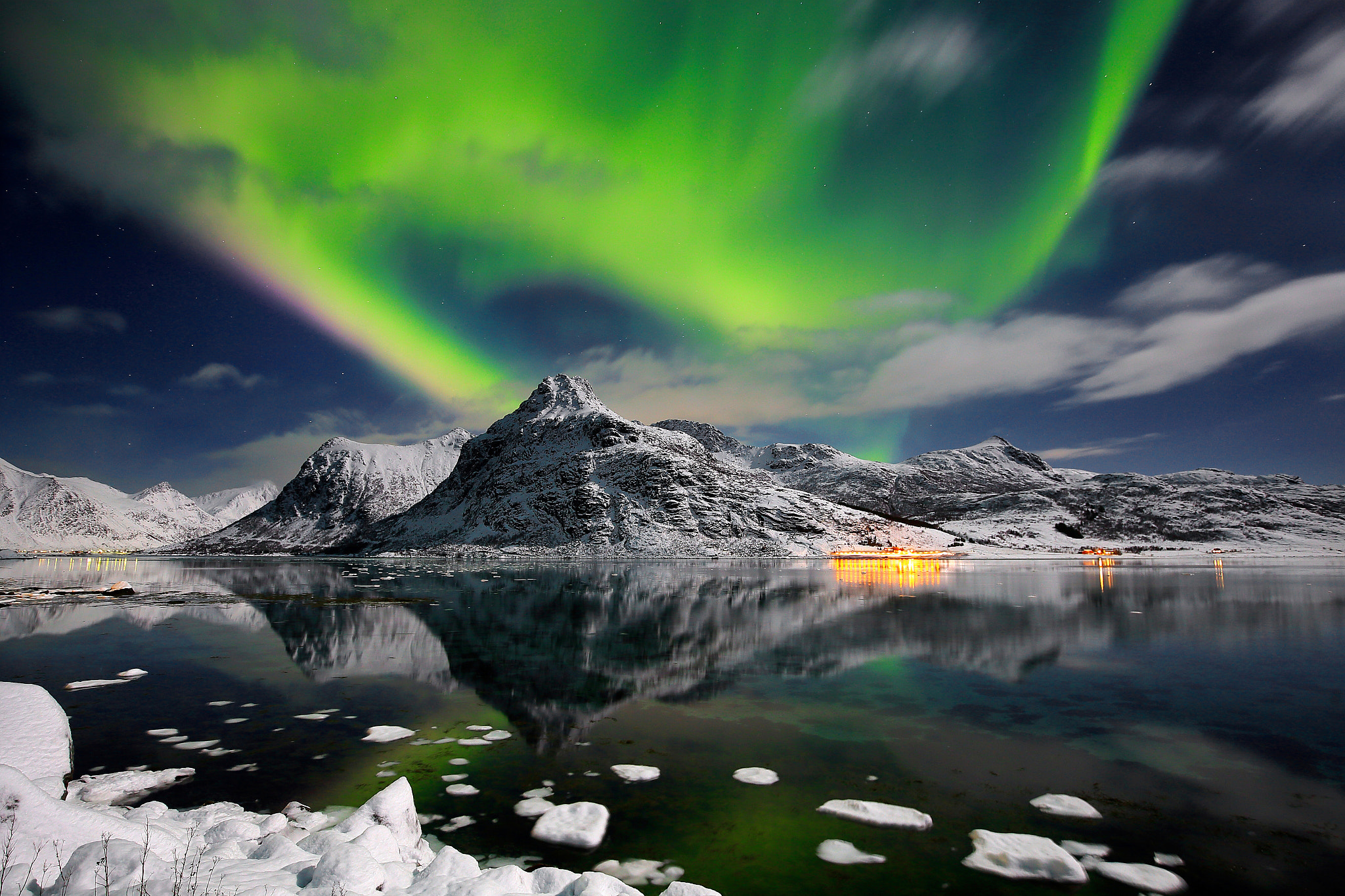
Северное сияние на Лофотенских островах
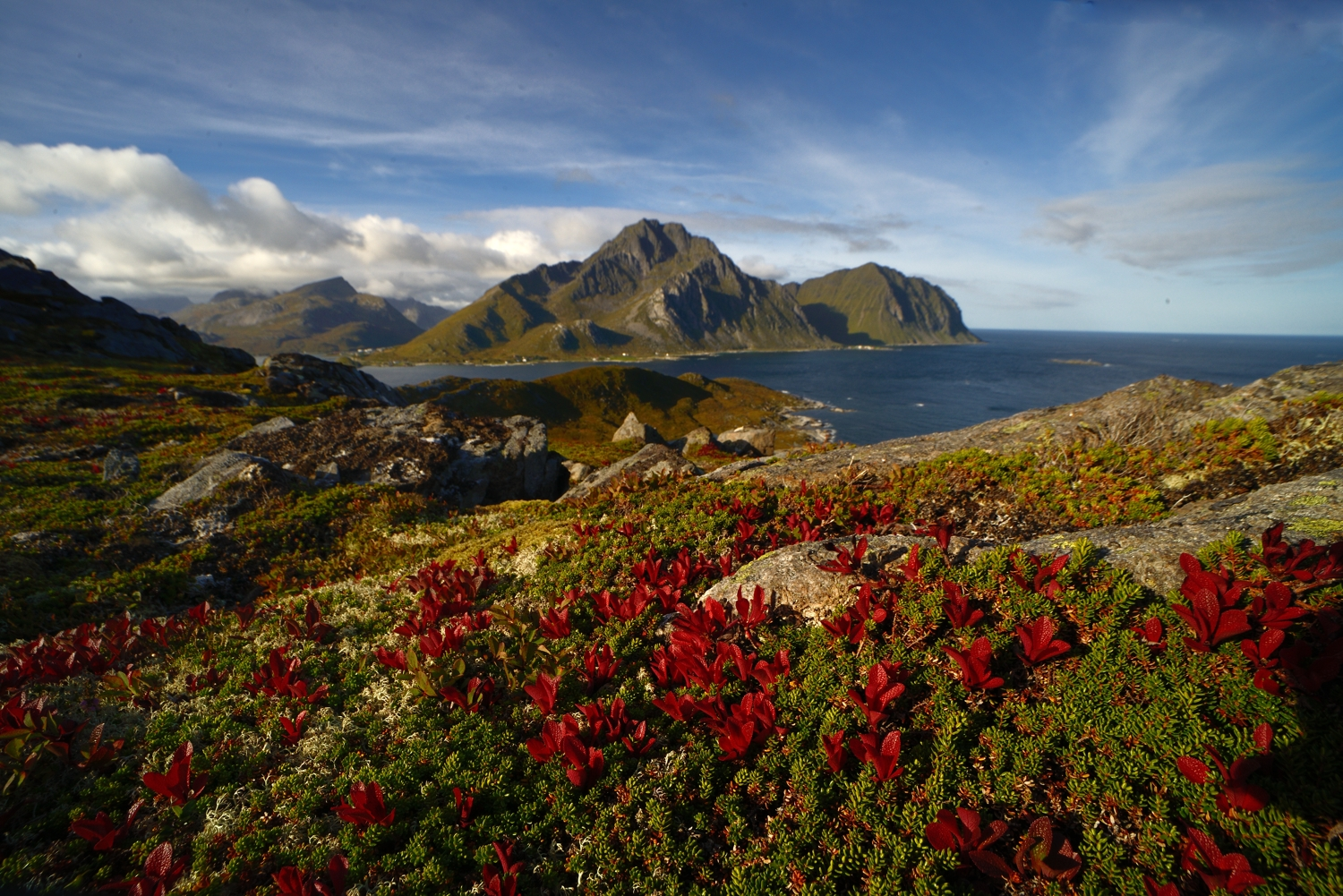
Побережье Лофотенских островов
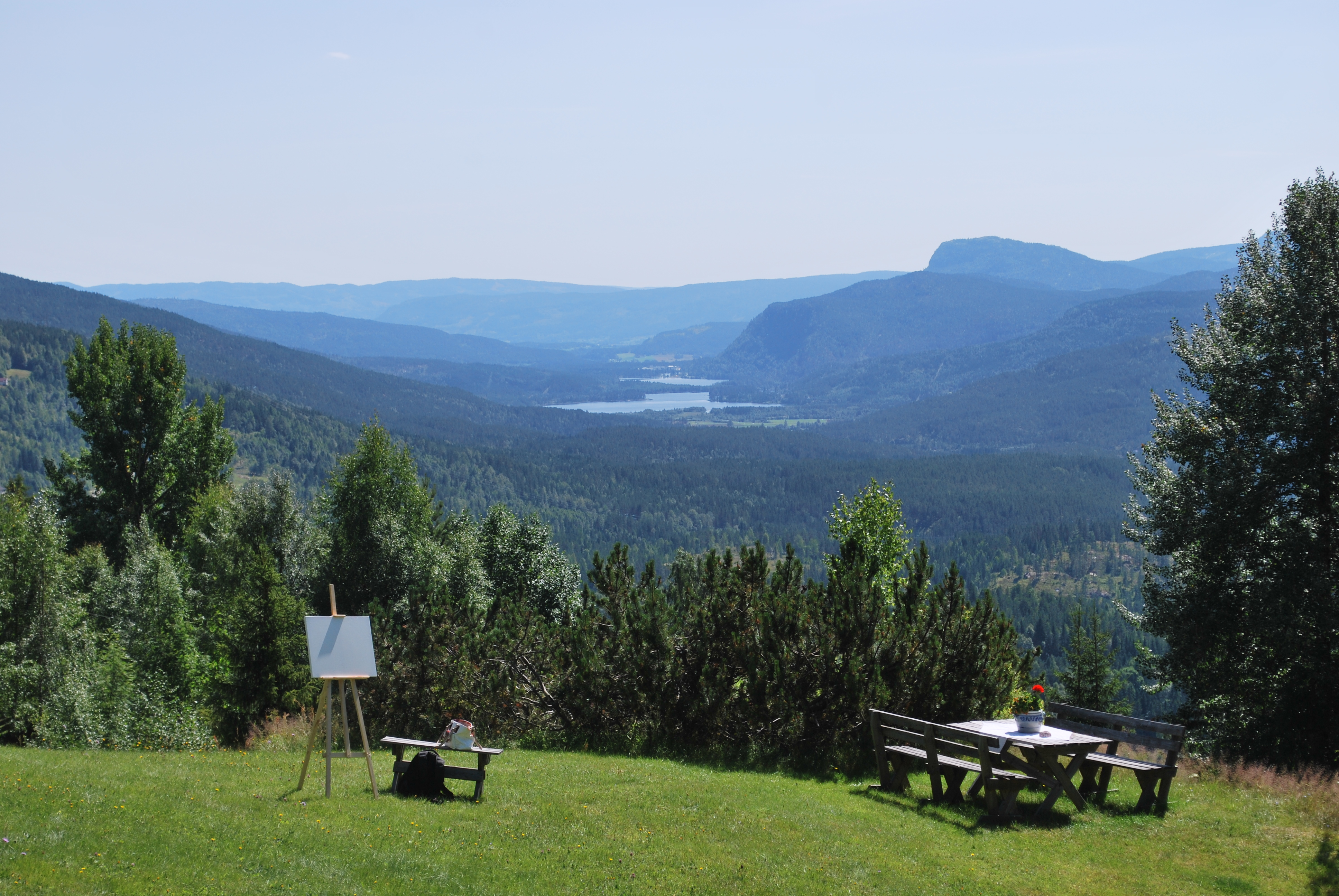
Леса Норвегии

## История

### Доисторический период

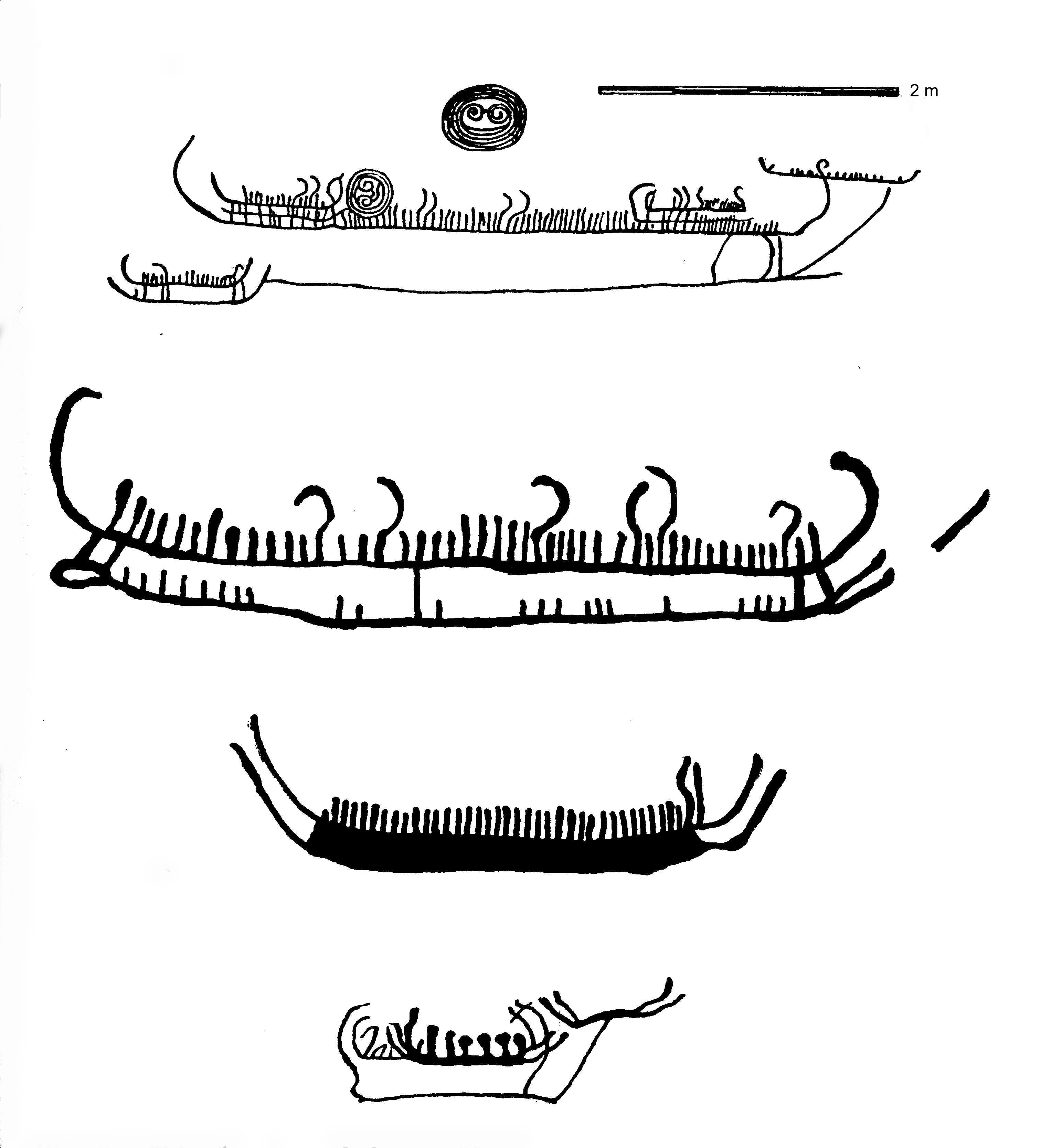
Доисторические изображения, обнаруженные на скалах Норвегии

В эпоху раннего мезолита на территорию Норвегии вслед за отступающим на север ледником проникли две родственные культуры охотников и собирателей, впоследствии названные по основным памятникам Фосна и Комса. Климат в Норвегии после окончания ледникового периода был исключительно благоприятным, и Норвегия была одной из наиболее густонаселённых территорий в тот период истории Земли.
В период неолита на юге Норвегии существовала мегалитическая, предположительно доиндоевропейская культура воронковидных кубков, а на востоке — культура ямочно-гребенчатой керамики (последняя была предположительно финно-угорской).

### Древняя история

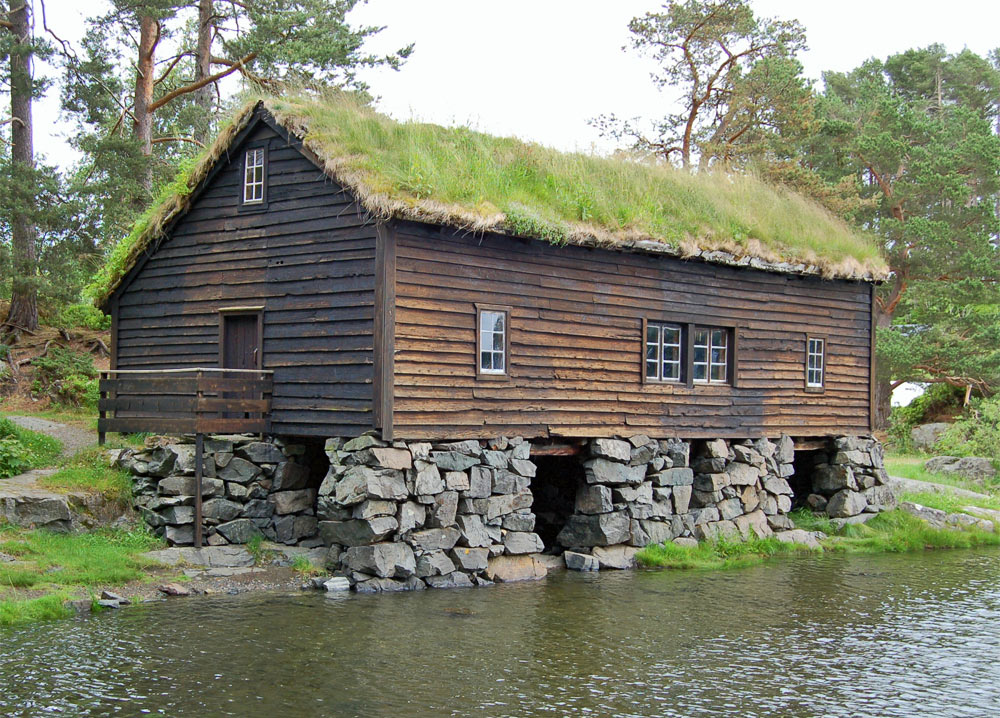
Традиционный норвежский дом

Предки современных норвежцев, оттеснившие финские племена к северу, принадлежали к отдельному древнегерманскому племени, родственному данам, свеям, ютам и англам.
До конца не выяснено, как именно заселялась Норвегия. По одной из версий, Норвегия заселялась с севера, но затем поселенцы обосновались на западном берегу и в центре. Некоторые историки, напротив, предполагают, что заселение происходило с юга на север — мнение, подтверждаемое археологическими раскопками. Возможно даже, что заселение происходило сразу с нескольких сторон, так как племена переселенцев очень быстро распространились по территории Норвегии. Достоверно известно, что самые первые люди пришли в Норвегию более 10 000—9000 лет назад, обосновавшись в районе деревни Комса в Финнмарке и Фосна в Нурмёре. Эти места дали название первым норвежским культурам охотников и собирателей. Согласно сагам, норвежцы занимали область от южной части залива Вике до Дронтгейма, (прежнее название Нидаросе), но, как готы и шведы, не имели централизованной власти. Население распадалось на 20—30 отдельных групп, называемых фюльк (норв. fylke, народ). У каждого фюлька был свой король, или ярл. С целью создания единого государства, несколько фюльков соединялись в одно общее собрание — Тинг (Thing). Тинг созывался в определённом месте, и на нём присутствовали все свободные члены общества, но дела вели назначенные каждым королём в отдельности уполномоченные, которые составляли верховное собрание, или верховный суд. В ряды уполномоченных не допускались лица, зависимые от короля.
Позднее страна была разделена на четыре больших округа, каждый со своим отдельным тингом, со своими отдельными законами и обычаями; а именно: Фростатинг, включавший фюльке, расположенные к северу от Согнефьорда; Гулатинг, охватывавший юго-западные фюльке; тинги Оппланна и Вика, расположенные к югу и востоку от Центральной горной цепи, собиравшиеся сначала вместе в Ейдзатинге, но впоследствии округ Вик отделился и стал отдельным тингом.
Внутри фюлька существовало разделение на сотни (herad); во главе герада стоял hersir, занимавший эту должность по наследственному праву. Он заведовал гражданскими и религиозными делами округа. Короли, носившие название yngling, считались происходившими от бога и являлись представителями фюльков во внешних делах и предводителями войск во время войн, но их права определялись их личными качествами и размером их личных владений; наиболее важные дела решались самим народом на тинге.
Крестьяне платили королю виру в случае нарушения ими мира и приносили ему добровольные дары. Если король «водворял насилие вместо права», то всем обитателям фюлька посылалась стрела в знак того, что короля следует схватить и убить. Если убить не удавалось, короля навеки изгоняли из страны. Права на престол имели, наравне с законными, и незаконнорождённые дети, происхождение которых доказывалось испытанием железом.
Древненорвежское общество состояло, таким образом, из двух сословий: князей и свободных поселян, или крестьян. В строгой зависимости от них находились несвободные люди, или рабы, с которыми они обращались, однако, не сурово. Это были, большей частью, пленники. Два свободных сословия не составляли обособленных друг от друга каст. Звание крестьянина считалось почётным. Поступление на службу к королю считалось позорным для крестьян и налагалось в некоторых случаях в виде наказания.
Король был наиболее крупным землевладельцем и своими землями управлял с помощью лиц, называвшихся armadr. При дворе короля жил отряд воинов — хирдманнов. Они находились в зависимости от короля, хотя пользовались полной личной свободой. Занятиями дружинников были войны, грабительские набеги, военные упражнения и охота. Они устраивали пиры, на которых присутствовали и женщины, любили веселиться, но в то же время жаждали умереть геройской смертью. Вера в судьбу, которой не может избежать никто, возвышала отвагу норвежцев. Они верили, что победу даёт Один, и потому смело шли в бой.

### Эпохавикингов

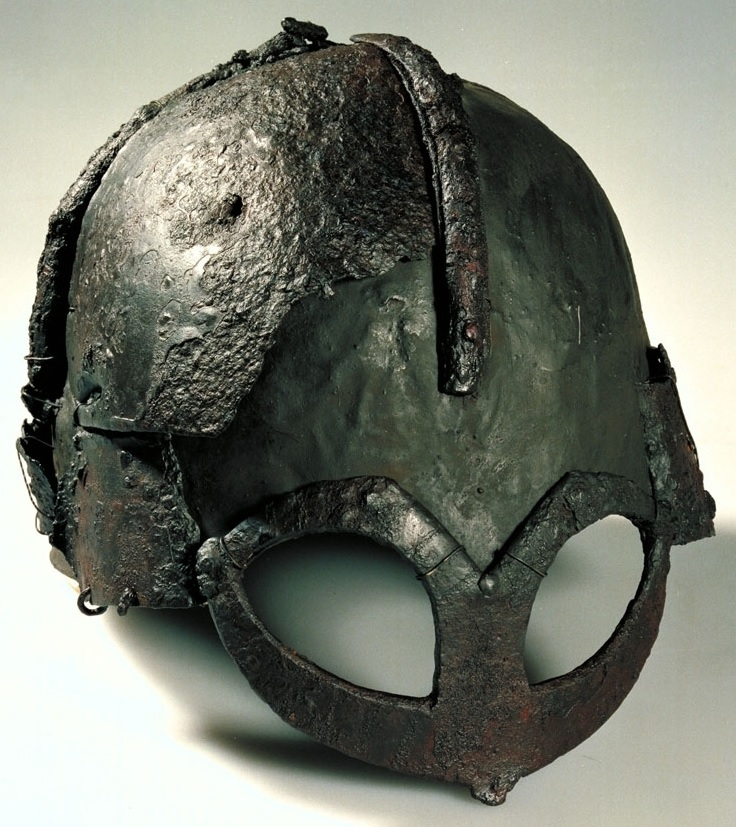
Шлем эпохи викингов

В связи со скудностью почвы, с жаждой славы и обогащения увеличивалась страсть к экспедициям в чужие земли, так что уже в VIII веке норвежцы начали наводить ужас на соседние страны своими набегами.
Когда в конце IX века в Норвегии стали образовываться обширные государства, короли которых стесняли свободу отдельных округов, число уезжавших в дальние плавания ещё более увеличилось. Иногда пускались в поход, для завоеваний или грабежа, сами короли, желая прославить своё имя. Почётными назывались только те экспедиции, которые предпринимались под начальством князей, которых называли морскими королями. Различаются два периода экспедиций викингов: в первом норвежцы плавают за море небольшими отрядами, нападают лишь на берега и острова и удаляются домой при наступлении зимы; во втором периоде они собираются большими войсками, заходят далеко от берега, остаются на зиму в стране, которую грабят, овладевают ею, строят там укрепления, поселяются в них. Этот период начинается в некоторых из посещаемых викингами землях раньше, в других позже — в Ирландии в 835 году, в устье Луары — около того же времени, в Англии и по низовьям Сены — в 851 году.

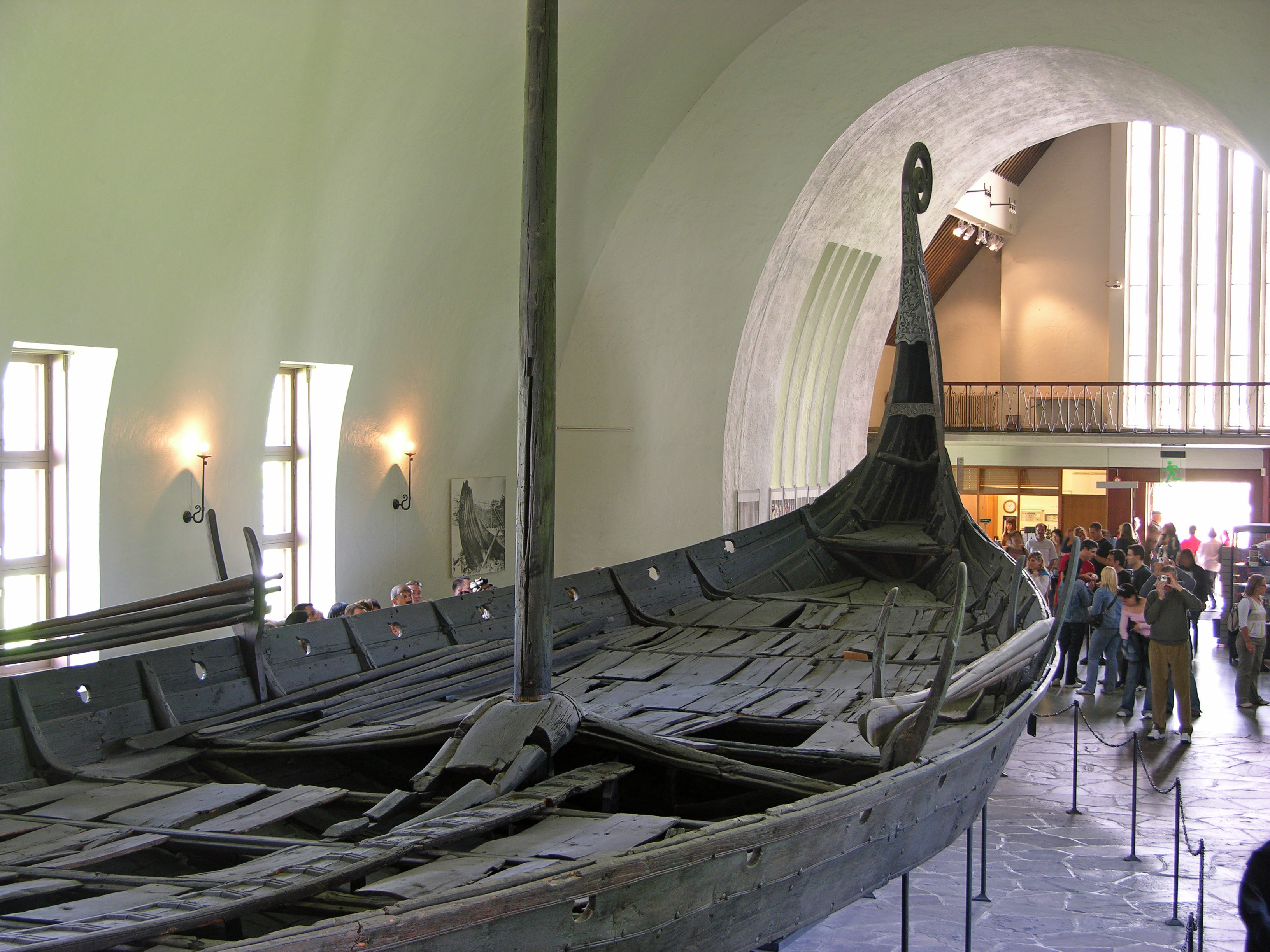
Корабль викингов в музее Осло

Норвежцы нападали даже на территорию Византии, где их привлекали богатства Константинополя, называвшегося ими Мюккльгордом. В конце IX века Норвегия сплотилась в одно королевство, и с тех пор имеются более достоверные сведения о её судьбе. На западном берегу Вика, теперешнего Христиансфьорда, находилась небольшая область Вестерфюльд, управляемая потомками королей, которые, по народному преданию, царили некогда в Уппсале. Первый король Вестерфьорда, оставивший о себе память, был Хальвдан Чёрный, который, отчасти благодаря семейным связям, отчасти путём завоеваний, присоединил к своему королевству все области около верхней оконечности залива и простиравшиеся внутрь страны до озера Мьезен. Хальвдан рано умер, оставив десятилетнего сына, Харальда Хорфагера (около 860). Последний продолжал начатое отцом дело, подчиняя своей власти соседних ярлов и королей и устанавливая в Норвегии единовластие. Он достиг успеха, но гордые родоначальники неохотно подчинялись королю, которому прежде были равны; очень многие знатные люди были изгнаны Харальдом за сопротивление ему и поплыли искать себе новые земли. Позже всех была подчинена область, лежащая к югу от Согнефьорда. Её вожди собрали значительное войско, но в жестокой битве при Хаврсфьорде победил Харальд (872). Харальд произвёл полный переворот в экономическом и общественном строе страны. Массы недовольных уничтожением старых вольностей выехали в Исландию, на Шетландские, Гебридские и Оркнейские острова. Оттуда они часто производили набеги на берега Норвегии, но Харальд победил их и поставил норвежских ярлов на островах. Харальд под конец жизни изменил принципу единовластия: он разделил страну между своими сыновьями, каждому выделив по королевству, а потомкам женской линии дал по графству вместе с титулом ярла. Образовалось всего 16 королевств, связь между которыми Харальд думал сохранить, объявив старшего своего сына Эйрика старшим королём. Харальд был ещё жив, когда Эйрик сделал попытку утвердить вновь единую монархию и получил прозвище Кровавая Секира за истребление братьев. Его суровый, тиранический характер способствовал оживлению реакции, возбуждённой строгим управлением Харальда. В год смерти последнего (934) в Норвегию вернулся из Англии его младший сын Хокон Добрый, рождённый от рабыни и отданный на воспитание Этельстану Английскому. Хокона I выбрали королём после того, как он торжественно обещал крестьянам восстановить их древние права и вернуть им родовые земли. Эйрик вынужден был бежать в Англию. Хокон Добрый исполнил данные им обещания. Крещёный при дворе Этельстана, Хокон сделал попытку водворить христианство и в Норвегии, но крестьяне резко отказались и упорно настаивали на том, чтобы король неуклонно исполнял языческие обряды, так что между ним и народом чуть было не произошёл разрыв. Хакон погиб в битве у Фитьяра, после которой власть перешла к сыну Эйрика Кровавой Секиры, Харальду II, а затем попала в зависимость от королей Дании.

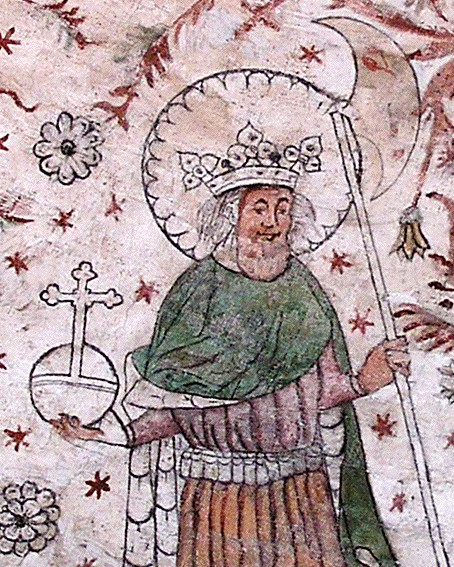
Олаф II, фреска из церкви в Стренгнесе

После Хакона целый ряд королей, из которых самые знаменитые — Олаф I Трюггвасон (995—1000) и Олаф II Толстый (1015—1028), старались ввести христианство, выдерживая упорную борьбу с народом. Благодаря своим личным качествам, Олаф Трюггвасон стал любимым героем норвежской истории. Олаф II Толстый, прозванный по смерти Святым и считающийся патроном Норвегии, был праправнуком Харальда Прекрасноволосого. Он соединил под своей властью всю Норвегию, отстроил Нидарос, основанный Олафом Трюггвасоном и затем разрушенный, и сделал из него столицу государства. Он был ревностным христианином; вековое сопротивление народа новой вере было подавлено. Утвердив христианство, Олаф изменил законы страны согласно новым условиям жизни и составил церковное уложение. Могущественные роды, пользовавшиеся при его предках полной независимостью, должны были покориться ему. Он уничтожил наследственность должностей лендерменов и верзиров. Даже звание ярлов было уничтожено; ярлом стали называть ближайшего помощника короля на войне и в мирное время. При иных королях ярлы вступали в борьбу с королевской властью и получали громадное значение, что чаще всего случалось в малолетство королей. Соседние короли, шведский и датский, всячески старались вредить королю норвежскому. Хотя король шведский Олаф Любимый, вынужден был, в конце концов, примириться с ним по настоянию своих крестьян и даже выдать за него свою дочь, но Кнуд Датский постоянно возбуждал против него мятежи и поддерживал инсургентов. Олаф воспользовался отъездом Кнуда в Рим, чтобы напасть на его государство, но Кнуд, вернувшись, прогнал врагов и в следующем же году сам поплыл в Норвегию. Народ, раздражённый против Олафа за его своевольное управление, присягнул Кнуду. Олаф вынужден был бежать и нашёл приют у великого князя Ярослава в Киевской Руси. В 1029 году он собрал войско и поплыл в Норвегию, но при Стиклестаде его встретило норвежское войско, в три раза более многочисленное, и он был убит. Кнуд назначил наместником в Норвегии своего сына Свена; но невыносимые притеснения, которые норвежцам пришлось терпеть под датским игом, возбудили их раздражение, и все с горьким сожалением вспомнили об Олафе. Те самые люди, которые убили Олафа, привезли из Руси его десятилетнего сына Магнуса и провозгласили его королём. Свен бежал в Данию, с которой был заключён договор: Магнус I должен был стать королём Дании после смерти Хардекнуда. Когда последний умер, власть Магнуса была действительно признана в Дании. Он назначил своим наместником Свена, но через год Свен отказал ему в повиновении. Магнус одержал победу в нескольких сражениях, но, после победы в большой битве на острове Зеландии (1047) был убит. Преемник его, Харальд III Суровый, вёл непрестанные войны с датчанами: его называли северной молнией, губителем датских островов. Он увлёкся надеждой завоевать Англию, но в 1066 году во время похода против короля англосаксов Гарольда Годвинссона погиб. После этого наступило более миролюбивое царствование Олафа Спокойного, который правил Норвегией мирно 27 лет. В его правление Норвегия достигла значительного благосостояния. После смерти Олафа, в 1095 году, Норвегия вновь разделилась на два государства, и опять начались усобицы, пока один из королей, Магнус Барфуд, не стал вновь государем объединённой Норвегии. Он совершил экспедиции в чужие страны, покорил острова Гебридские и Оркадские и английский остров Мэн и пал в Ирландии в 1103 году. Ему наследовали сыновья его, Эрих и Сигурд. Первый мудрым управлением способствовал мирному присоединению к Норвегии новых областей, строил церкви, монастыри и т. д. Сигурд, напротив, отличался отважным, беспокойным духом древних викингов. В 1107—1111 годах он предпринял крестовый поход в св. Землю и вернулся со множеством награбленных сокровищ. В Иерусалиме он обязался перед патриархом устроить в Норвегии епископство и установить церковную десятину, что и было им исполнено. После его смерти (1130 год) начинается длинный период междоусобных войн. Государство иногда раздроблялось между несколькими государями, иногда соединялось под властью одного. Духовенство сумело воспользоваться смутным временем, чтобы расширить свои права и привилегии. Это значительно ослабило королевскую власть, которая в Норвегии никогда не могла получить такого большого значения, как в остальной Европе, потому что права норвежского народа были весьма обширны, и он упорно отстаивал их, защищаясь от всяких попыток подчинить его. Аристократия норвежская всё более и более отдалялась от народа и после введения христианства начала сближаться с духовенством, стремясь, совокупно с ним, сосредоточить в своих руках управление страной. В 1161 году, в царствование Хокона II Широкоплечего, Норвегию посетил папский легат, который заставил признать запрещение браков священников и ввёл разные другие реформы. В Бергене он помазал на царствование 8-летнего Магнуса, избранного королём в 1162 году. Сам Магнус V происходил от Харальда Прекрасноволосого по матери; церковь, освятив его наследственные права, дала возможность целому ряду потомков королевских дочерей предъявлять притязания на норвежский престол. Король Магнус в 1174 году, по убеждению архиепископа нидаросского Эйстейна, обнародовал закон, называемый грамотой Золотого пера и предоставлявший норвежскому духовенству очень большие права. Магнус, называвший себя в этой грамоте королём Божией милостью, обещал установить десятину в пользу церкви, отказался от всякого вмешательства в выборы епископов и других церковных сановников и предоставил архиепископу нидаросскому и его духовным советникам преобладающее влияние в решении вопроса о том, которому из сыновей или родственников короля должна быть отдана корона. Таким образом назначение короля народным собранием было заменено в Норвегии влиянием духовенства и коронованием. Объяснялось это тем, что каждый король получал Норвегию как бы в лен от св. Олафа. Такого нарушения своих прав народ не мог спокойно вынести и восстал под предводительством Эйстейна Мойла, называвшего себя внуком одного из норвежских королей, Харальда Гилле. Возникла борьба между двумя партиями, из которых одна называлась Берёзоногой (биркебейнеры), а другая Кривожезловой (баглерами), от кривого епископского жезла. Берёзоногие противились расширению прав духовенства и отстаивали права народа, а кривожезловые были клерикалами. Борьба продолжалась более столетия и послужила причиной ряда переворотов. Биркебейнеры были уже близки к гибели, когда во главе их стал бывший священник Сверрир Сигурдссон, исландец по происхождению, выдававший себя за сына короля Сигурда Мундса. В 1184 году Магнус был убит, а Сверрир избран королём. Царствование его является новой эпохой в истории Норвегии; он нанёс решительный удар обоим союзникам — духовенству и аристократии — и утвердил демократические начала, на которых опиралось норвежское государство. Он уничтожил могущество дворянского сословия, назначив для управления страной новых лиц, зависевших исключительно от него; титулы сохранились, но они представляли теперь не более, как пустой звук. Он уничтожил также преобладание духовенства на том основании, что король получает своё звание от Бога и властвует над всеми своими подданными. Духовенство восстало против него, папа Иннокентий III отлучил его от церкви, все епископы выехали из Норвегии, но Сверрир оставался непреклонен. Если ему не удалось довести дело централизации до конца, то лишь потому, что ему приходилось бороться всё время не только со внутренними, но и со внешними врагами. Борьба продолжалась и после его смерти (1202), как при его сыне Хоконе III, так и во время наступившего за тем периода междуцарствия, когда биркебейкеры назначали одного короля, а духовная партия — другого, пока побочный внук Сверрира, Хокон, не был признан королём обеими партиями на собрании в Бергене, на котором присутствовали высшее духовенство, ярлы и крестьяне. Наступил для Норвегии период мирного развития. Хокон IV не согласился признать грамоты Золотого пера, но в то же время он выступил в качестве примирителя между крестьянами и духовенством. В деле юрисдикции духовенству была предоставлена полная независимость от гражданского суда; оно избирало своих сановников без королевского вмешательства, а церковные имения были объявлены свободными от воинской повинности. В благодарность за то духовенство помогло Хокону покорить почти всю Исландию и Гренландию. Сын его Магнус VI вступил на престол (1263 год) уже не по выбору на тинге, а по желанию отца, предложившего народу присягнуть ему на верность перед предполагаемым походом в Данию и обнародовавшего в 1257 году закон о престолонаследии, уничтожавший влияние епископов на это дело и предотвращавший раздробление государства на части. Магнус поддерживал спокойствие внутри государства и мир с соседями и заслужил название Улучшителя законов (Laegebaetr); он установил общий закон для всего королевства, положив в его основание старое законодательство страны, гулатинг, фростатинг и т. д. Наказания были смягчены, установлены были более точные правила престолонаследия, совершенно устранившие выборы короля. Существенные перемены, произведённые в государственном строе, заключались в увеличении значения королевских служилых людей и возвышении власти самого короля.

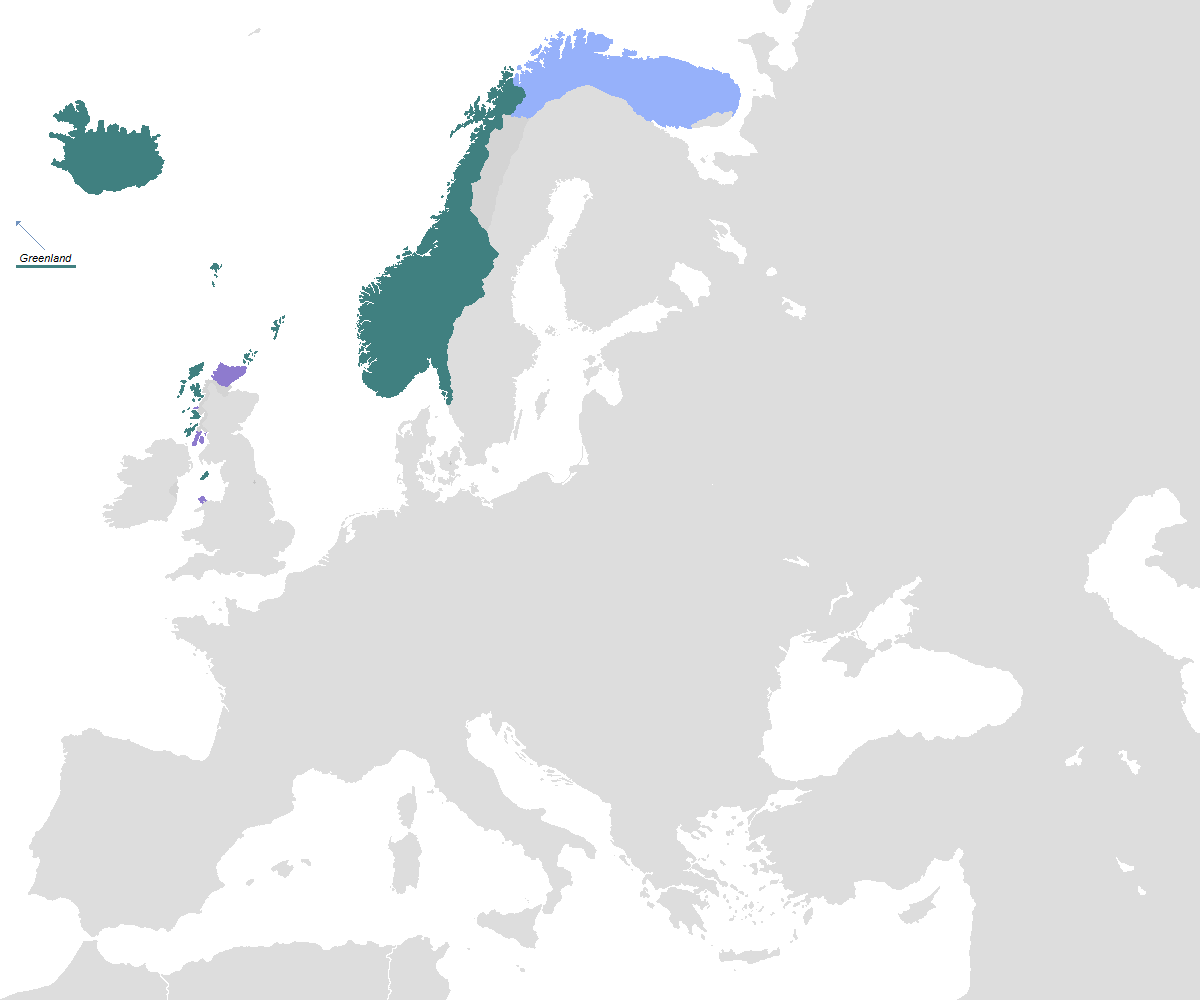
Норвежское королевство в XIII веке

Конунг Хакон V Святой (1319) уничтожил совсем звание лендерменов, не встретив никакого сопротивления: лендермены перестали быть вождями народа, представляя лишь крупных свободных землевладельцев. Норвегия осталась страной крестьян — мелких землевладельцев. Хакон умер без наследников мужского пола, и, так как по матери малолетний шведский король Магнус Эрикссон был внуком Хакона, то норвежцы избрали его своим королём: престол Норвегии перешёл в шведскую линию, причём обе страны сохранили свои законы и свои верховные советы. В Норвегии было 4 местных совета (Orething) и один общий, собиравшийся большей частью в Бергене. Более крупные города имели собственное самоуправление.

### Уния с Данией и Швецией

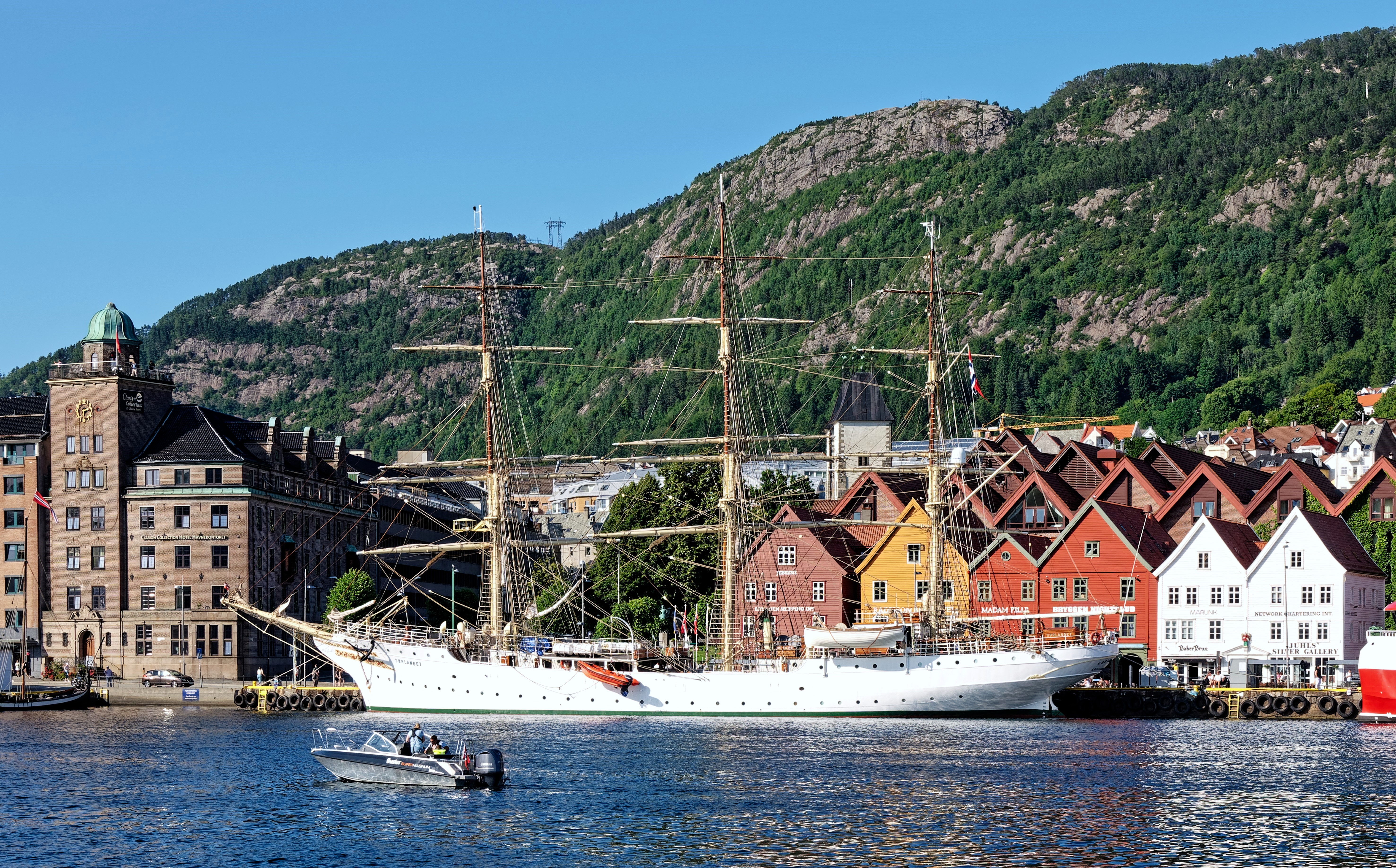
Берген известен как ганзейский город

С момента избрания норвежского короля Магнуса Эрикссона шведским королём в 1319 году история Норвегии нераздельно связана с историей других скандинавских государств и утрачивает самостоятельное значение. Норвегия идёт на буксире Швеции, участвуя, между прочим, в войнах Швеции с Ганзой, усиливших господство последней и задержавших на долгое время развитие норвежской торговли. В Норвегии вся власть сосредоточивалась в руках чиновников; не было ни аристократии, ни постоянного народного собрания, которые могли бы оказать им противодействие, хотя крестьяне и города сохраняли свои исконные вольности. В 1349 году разразилась чума, унёсшая более трети населения страны. Норвежцы настоятельно требовали присутствия короля, и Магнус в 1350 году прислал своего младшего сына Хокона 12 лет, назначенного норвежским королём ещё в 1343 году.
В 1376 году датский государственный совет по прекращении мужской линии царствовавшей династии выбрал королём шестилетнего Олафа, сына Хокона Магнуссона и жены его датчанки Маргариты, причём Маргарита была назначена регентом. Вслед за тем и Ганза признала датским королём Олафа Хоконссона. Когда Хокон Магнуссон умер в 1380 году, то Маргарита Датская была признана также и норвежским регентом. Но власть её в Дании и Норвегии была очень слаба. В 1387 году 17-летний Олаф умер, и как датский, так и норвежский сеймы избрали Маргариту королевой, а в 1388 году и шведы избрали её королевой шведской. Таким образом, все 3 скандинавских государства соединились в одно.
Как только Маргариту избрали шведы, норвежский сейм признал своим королём внука её сестры Эрика Померанского. Спустя 7 лет, в июле 1396 года датский и шведский сеймы также избрали Эрика королём по достижении совершеннолетия и обещали, что скандинавские государства не будут вести войны между собой. Чтобы упрочить положение своего наследника, Маргарита созвала государственные советы всех трёх королевств в Кальмаре; они в июне 1397 года выработали закон, называемый Кальмарской унией. На основании него Дания, Норвегия и Швеция должны были иметь всегда одного короля, избираемого из династии Поммернов по линии первородства; скандинавские государства не должны воевать между собой, а должны защищать друг друга при нападении врагов; договоры с иностранными государствами должны быть общие для всех трёх государств; объявленный мятежником в одном из них должен подвергаться преследованию и в двух других, но каждое из трёх скандинавских государств сохраняет свои особые законы. Кальмарская уния принесла мало пользы скандинавским государствам; они были вовлечены ею в политику завоеваний, которой придерживалась царствующая династия и которая принесла им много вреда. Норвегия должна была несколько десятилетий приносить жертвы для целей, ей совершенно неизвестных, платить громадные налоги для расходов на войны, чуждые её интересам. Короля норвежцы никогда не видели, а его чиновники угнетали народ, вытягивали все соки из страны, заставляли брать по нарицательной цене монету дурной чеканки. Норвежцы просили прислать им наместника, если король не мог приехать сам; не имея ни аристократии, ни общего сейма, они нуждались в непосредственной заботе короля об их государственных делах — но на просьбы их не обращали внимания. «Нами правят иностранные жестокие фогты, у нас нет ни порядка в монете, ни наместника, ни даже печати, так что норвежцы должны бегать за своей печатью за границу», — так жаловались норвежцы в 1420 году. Отсюда происходило враждебное отношение к владычеству Поммернов и Виттельсбахов и возник целый ряд смут; народ отказывался подчиняться немцам и энергично сопротивлялся всякого рода покушениям на местные законы и обычаи.
Смуты в Дании дали норвежцам возможность отстоять свою самостоятельность и превратить унию в личную и равноправную. Каждое государство сохраняло своё отдельное наименование и свои законы, управлялось своими соотечественниками, имело свои отдельные финансы и казну. Выбранный норвежцами шведский король Карл Кнутсон в 1449 году уступил свои норвежские, а в 1457 году — шведские права королю датскому Кристиану I. Было решено, что Норвегия всегда будет иметь общего с Данией короля; выбор короля должен происходить в Хальмстаде, и если король Кристиан I оставит по себе сыновей, то они должны прежде всего подвергнуться избранию. С этих пор и до 1814 года у Норвегии и Дании были общие короли.
В течение всего XV века и до 1536 года, когда вольности Норвегии были окончательно подавлены, норвежцы не переставали волноваться и возмущаться против всякого посягательства на их права. Датских королей они признавали только после долгих колебаний и сопротивления. Особенно возмущало норвежцев то обстоятельство, что наиболее важные и старинные их колонии, Оркнейские и Шетландские острова, были без разрешения отданы Кристианом I в 1468 году в залог шотландскому королю и с тех пор не были выкуплены, так что остались во владении Шотландии. Постоянно происходили вооружённые восстания против датчан.

### Уния с Данией

Кальмарская уния в 1500 г.

После того, как датский король Кристиан II, изгнанный из Дании в 1523 году и поддерживаемый Норвегией, был взят в плен датчанами и низложен Фредериком I, датский ригсдаг в 1536 году, вопреки Кальмарской унии, обратил Норвегию из равноправного члена союза в подвластную провинцию. Уничтожены были отдельный норвежский сейм, отдельные армия и флот, отдельные финансы и пр. Уничтожен был Верховный норвежский суд; все процессы решались в Копенгагене датскими судьями; там же рукополагались епископы, там училось юношество, посвящавшее себя государственной и церковной службе. Норвежские солдаты и матросы пополняли собой ряды датского флота и войска. Управление Норвегией было поручено датским фогтам, посылаемым датским правительством и совершенно самостоятельно распоряжавшимся в ней. Единственное, чего датчане не решились затронуть — это права на землю крестьян, «odelsret».
Утрата политической самостоятельности подействовала угнетающим образом на развитие Норвегии. Она как бы застыла на месте, в особенности после реформации, которая была введена в Норвегии почти такими же насильственными путями, как и само христианство. Торговля Норвегии была уничтожена всемогущей Ганзой; промышленность не развивалась. Как финансы страны, так и её население страдали от постоянных войн со Швецией, солдаты которой опустошали её пограничные области. При этом Швеция захватила три Норвежские области: Емтланд, Херьедален и Бохуслен. В умственной жизни водворился полный застой. Даже переписывание старинных рукописей прекратилось; можно было думать, что норвежцы даже забыли читать, — говорит один писатель.
Но если в этих отношениях господство Дании оказывало неблагоприятное действие на Норвегию, зато в других оно действовало благодетельно, направляя жизнь Норвегии по тому руслу, по которому она начала идти, и укрепляя демократические начала, положенные в основание её государственного строя. Последние остатки феодализма исчезли в XVII веке, а новая аристократия не могла образоваться ввиду отсутствия двора, отсутствия короля и постоянной смены чиновников, которые являлись пришлым элементом и не могли пустить прочных корней в стране. После уничтожения зависимости от Ганзы в 1613 году торговля Норвегии сильно развилась, а также судоходство, рыбный и лесной промысел, и население значительно увеличилось, причём весь прирост населения устремлялся в города, способствуя их процветанию.
В конце XVIII века, когда Норвегии пришлось много перестрадать во время войн Дании с Англией, дух национализма и любовь к свободе проснулись у норвежцев. Английский флот на целые годы прервал сообщение между Данией и Норвегией, и последняя уже тогда отделилась бы от Дании, если бы не привязанность к штатгальтеру принцу Августу Кристиану Гольштейн-Глюксбургу, сумевшему своим управлением завоевать народную любовь. После его смерти в 1809 году мысль о восстановлении независимости проявилась вновь. Образовалось общество для блага Норвегии, деятельно работавшее в этом направлении. Ему удалось в 1811 году, после долгого сопротивления со стороны датчан, основать в Христиании университет, благодаря которому Копенгаген перестал быть центром норвежской культуры. С особенной силой заговорил дух национализма тогда, когда норвежцы узнали, что датский король Фредерик VI, вынужденный к тому победившей в упорной борьбе Швецией, уступил свои права на Норвегию шведскому королю Карлу XIII по кильскому договору 1814 года.

### Уния со Швецией
Кильский договор был подписан в 1814 году. Им было постановлено следующее: «Норвегия должна принадлежать королю Швеции и составлять соединённое со Швецией королевство, а новый король обязывается управлять Норвегией, как самостоятельным государством, по её собственным законам, вольностям, правам и привилегиям». Норвежские историки обращают особенное внимание на то обстоятельство, что не Дания уступила свои права на Норвегию Швеции, потому что у датского государства не было никаких прав на Норвегию, которые оно могло уступить: Норвегия и Дания были братья-близнецы, составлявшие в правовом отношении равноправные части одной и той же монархии. Король Дании властвовал в Норвегии не по чьей-либо чужой воле, а в силу древнего наследственного закона Норвегии. Он мог распоряжаться ею, как её законный государь, но только в пределах законности, следовательно, он не имел права передавать её кому-либо без её согласия. Он мог сделать только одно — отказаться от престола, и тогда Норвегия получала право на самостоятельное распоряжение своей судьбой. В силу таких соображений норвежцы воспротивились кильскому договору. В 1814 году, таким образом, Норвегия заключила личную унию со Швецией.

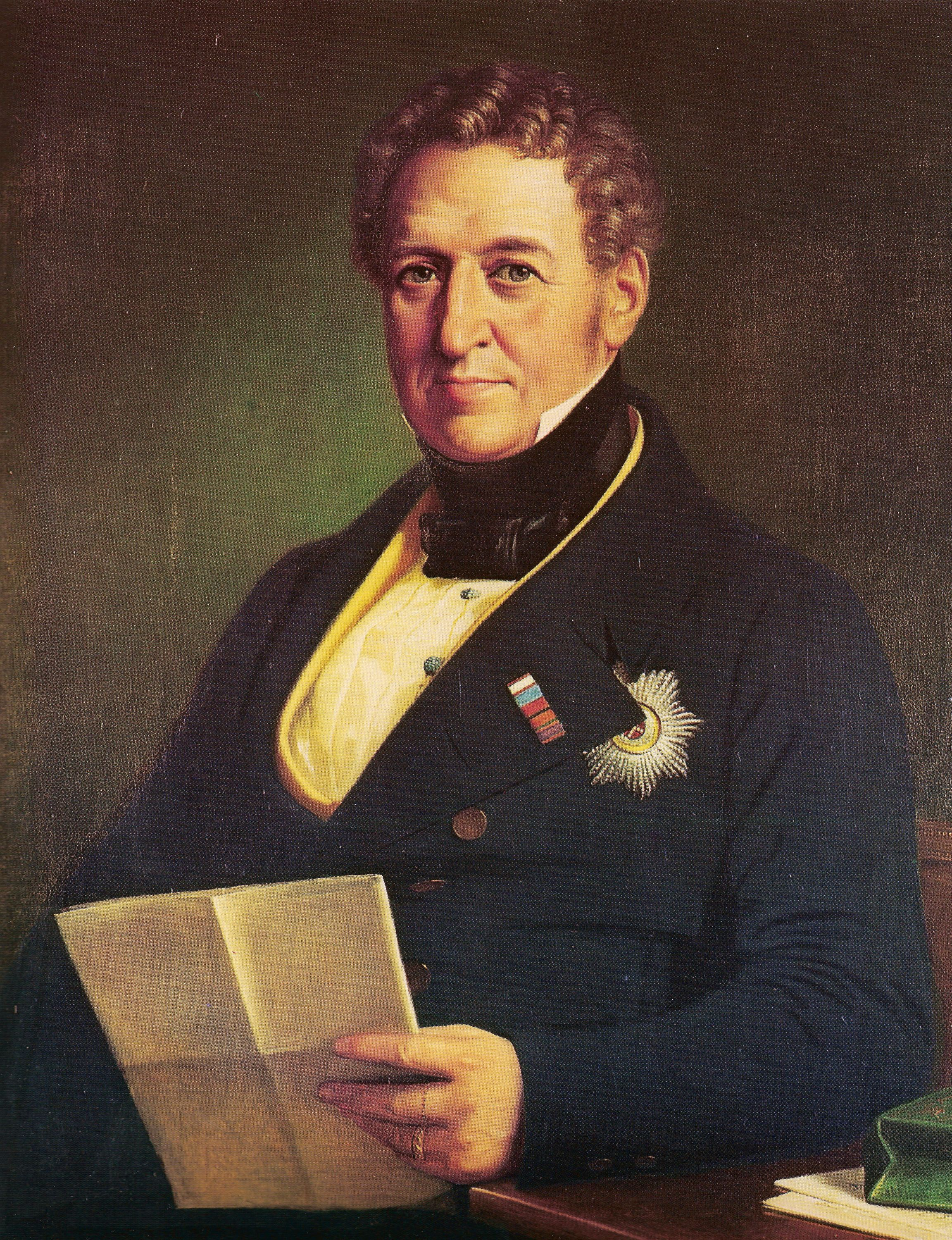
Кристиан VIII

Правителем Норвегии был в то время 28-летний принц Христиан-Фридрих, отличавшийся, по сообщениям современников, решительностью и энергией. Убедившись в непоколебимой решимости норвежцев не допустить обращения страны в шведскую провинцию, принц созвал высших сановников Норвегии, предоставил им все документы касательно шведско-датского соглашения, объявил себя регентом на время междуцарствия и пригласил норвежцев избрать представителей на сейм в Эйдсвольде, уполномоченный выработать новую конституцию. После этого войска и гражданская гвардия на площади торжественно поклялись защищать самостоятельность Норвегии: эту клятву повторили за ними народ и принц-регент, присягавшие в церквах. Произведены были выборы в национальное учредительное собрание. 10 апреля собрание было открыто, и в комитете из 15 лиц, под председательством Фальзена, выработан был законопроект конституции, принятый затем в общем собрании. В качестве его основных положений можно выделить следующее:
- Норвегия образует свободное, независимое и нераздельное королевство. Законодательная власть принадлежит народу, который отправляет её через посредство представителей.
- Обложение налогами составляет исключительное право представителей народа.
- Право объявлять войну и заключать мир принадлежит королю.
- Судебная власть отдельна от законодательной и исполнительной.
- Свобода печати.
- Евангелическо-лютеранская вера признаётся государственной религией, но допускается полная свобода религии; только иезуитам не разрешается вступать в пределы государства; не допускаются также монашеские Ордена и евреи.
- Король может, за выдающиеся услуги государству, давать ордена, но он не имеет право возводить в какое-либо звание или чин, не связанные с должностью, занимаемой данным лицом. Никакие личные и наследственные преимущества не могут быть никому предоставляемы. Это было подготовление к полному уничтожению дворянства, так как дворянство наследственное обращалось в личное. Фальзен заявил при этом, что, не желая иметь, даже по имени, какого-либо преимущества перед своими согражданами, он за себя и своих потомков отказывается от своего дворянства и от всех связанных с ним преимуществ.
- Королю предоставляется veto suspensivum, но не absolutum.
- Король не имеет права принимать какой-либо другой короны без согласия ⅔ стортинга.
- Король должен жить внутри теперешних пределов государства.

19 мая 1814 года королём Норвегии единогласно был избран принц-регент Христиан-Фридрих. Шведское правительство не подчинилось решению норвежского народа; шведскому войску было приказано выступить в поход, чтобы овладеть Норвегией. Со стороны иностранных держав были сделаны попытки уладить дело дипломатическим путём, но они ни к чему не привели. Норвежскими войсками руководили неопытные люди, вследствие чего норвежские солдаты стали вскоре терять уверенность в победе и говорить об измене. С другой стороны, шведский наследный принц Карл-Иоанн действовал с крайней осторожностью и, после долгих колебаний, согласился вступить в непосредственные сношения с норвежским народом, вести переговоры с ним, как со вполне независимой нацией. Предложение было принято; Морская Конвенция подписана 14 августа, а кильский договор уничтожен самим шведским правительством. Король Христиан созвал стортинг на 7 октября 1814 года. Во время прений всё более и более выяснялась необходимость объединения, так как Норвегия оказалась не в силах продолжать дорогостоящую борьбу. Король Христиан передал собранию послание, в котором окончательно отрекался от данной ему власти и освобождал Норвегию от присяги. Для переговоров со стортингом относительно соединения Норвегии со Швецией были посланы шведские комиссары, с инструкцией выказывать возможно большую предупредительность и уступчивость. Был выработан следующий договор: Норвегия образует свободное и самостоятельное королевство, имеющее общего со Швецией короля. Во всех собственных делах Норвегия должна управляться самостоятельно, а в общих пользоваться равным со Швецией влиянием. Та же идея лежала и в основании устройства внешних отношений. Норвегия должна была иметь своё собственное управление внешними делами, но внешние дела, касавшиеся обоих государств, должны были решаться в соединённом норвежском и шведском государственном совете, согласно принципу: равное влияние или полное равенство. Норвегия могла, в лице двух членов государственного совета, состоявших при короле, участвовать и в шведском государственном совете всякий раз, когда в нём обсуждался вопрос, имевший государственное значение. В таком случае для решения его требовалось и согласие норвежского правительства. Лишь тогда, когда комиссары согласились от имени короля на поставленные стортингом условия соединения, стортинг принял отставку короля Христиана и избрал Карла XIII конституционным королём Норвегии не в силу кильского договора, а в силу Норвежской конституции. Кронпринц передал письменную присягу короля «управлять Норвегией согласно с её конституцией и её законами»; члены стортинга, со своей стороны, принесли клятву в верности конституции и королю, и прения закончились полной достоинства речью президента, в которой он выражал надежду, что священные узы, соединяющие оба народа, увеличат общую пользу и безопасность и что «день соединения будет праздноваться нашими потомками».
Прекрасным надеждам не суждено было осуществиться. Швеция стала преследовать излюбленную свою идею — покорение Норвегии, а Норвегия — отстаивать свою самостоятельность. В первое время шведы горячо радовались соглашению с Норвегией; большинство было убеждено, что Норвегия уже завоёвана, другие надеялись на добровольное слияние обеих народностей. Но так как дело не шло на лад, то в Швеции начали зарождаться недовольство и разочарование. Первое столкновение Норвегии со Швецией вспыхнуло в 1815 году, когда стортинг уничтожил дворянство и наследственные привилегии. Карл-Иоанн не согласился с постановлением стортинга. Закон прошёл через троекратную вотировку и стал обязательным без санкции короля, что страшно возмущало последнего. Один угрожающий рескрипт посылался в стортинг за другим; делалась даже попытка ограничить свободу печати, угрожали вмешательством иностранных держав, но демократическая Норвегия настояла на своём. В том же духе продолжали народные представители Норвегии действовать и дальше. Король предложил, в 1824 году, целый ряд ограничительных изменений в конституции. Все эти предложения были отвергнуты стортингом. Большие затруднения создавал вопрос о внешнем представительстве Норвегии. После ряда всё обострявшихся переговоров в 1836 году установлено было, чтобы норвежский член государственного совета «присутствовал» всякий раз, когда обсуждаются общие дипломатические дела; при обсуждении чисто норвежских дел он высказывал своё мнение, но голос его не имел решающего значения. Такая уступка никого не удовлетворила. Созвано было несколько unionskomité для обсуждения этого вопроса и пересмотра акта соединения; но пересмотр встретил неблагоприятное отношение в норвежском стортинге. Июльская революция ещё раньше подействовала оживляющим образом на демократические стремления Норвегии. В 1836 году уничтожен был последний поземельный налог. В 1838 году преобразовано было сельское самоуправление, влияние на него администрации было устранено. Отвергнуты были в 1839 году предложения правительства заменить задерживающее королевское veto абсолютным, ограничить право стортинга на натурализацию и т. д. В 1842 году стортинг решил, что при натурализации иностранцев в Норвегии не требуется санкция короля. В 1840-х же годах возникла и борьба за штатгальтерство. § 14 Конституции определял, что штатгальтером в Норвегии мог быть безразлично норвежец или швед. Вскоре норвежцы почувствовали всё неудобство этого постановления и начали просить об уничтожении должности штатгальтера. Карл XV, при своём вступлении на престол в 1859 году, обещал исполнить их желание, но шведский ригсдаг воспротивился этому, и король подтвердил решение ригсдага. Это страшно возмутило норвежцев; стортинг протестовал против вмешательства шведского ригсдага в чисто норвежские дела. Так как ригсдаг в своём адресе к королю предлагал пересмотреть конституцию, с целью расширить сферу вопросов, рассматриваемых общим советом, а следовательно, увеличить верховную власть Швеции, то стортинг протестовал и против такого рода пересмотра конституции, нарушающего её основное начало — равноправность. Тем не менее unionskomité был созван и постановил учредить новый союзный совет, а с ним и общих министров для обоих государств, с общей конституцией, стоящей выше отдельных конституций того или другого королевства, и с общим кругом действий, очень обширным и обнимающим наиболее значительные вопросы, касающиеся обеих наций. Стортинг продолжал стоять за прежнее положение дел, но за новое высказалось 17 голосов: это было первым указанием на то, что на столь стойких в прежнее время норвежских чиновников нельзя было уже опираться во время борьбы с правительством за самостоятельность. По вступлении своём на престол в 1872 году король Оскар II сумел расположить в свою пользу норвежский стортинг разными уступками, так что последний согласился на преобразования таможенного дела (1874), на введение общей скандинавской монеты (1875) и т. д. В 1880 году борьба вновь разгорелась. Ещё в 1872 году в стортинг был внесён законопроект о том, чтобы министры, по первому требованию его, являлись в его заседания. В 1880 году стортинг стал настаивать на исполнении этого закона; министерство Станга не согласилось и вынуждено было подать в отставку. Затем на сцену выступили новые причины для несогласий: правительство требовало увеличения флота и армии, стортинг отверг это требование и принял проект об учреждении милиции наподобие швейцарской. Король не утвердил этого проекта. Стортинг подвергнул суду министров, и они были осуждены, но король кассировал приговор.

#### Вопрос о представительской функции единого монарха

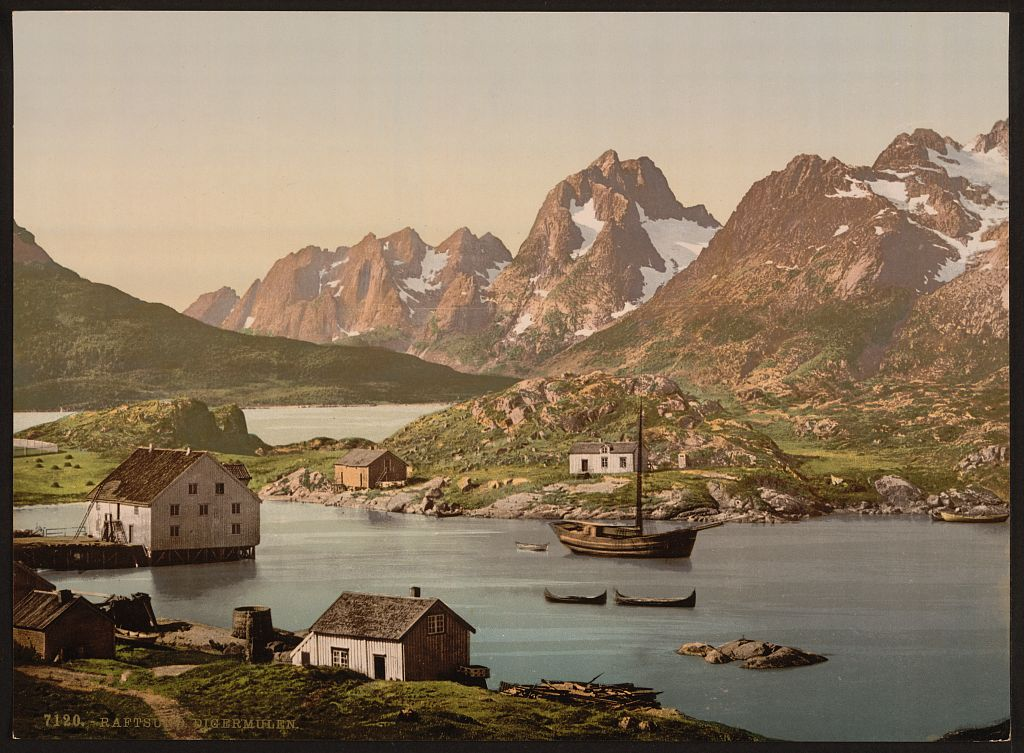
Лофотенские острова Норвегии, 1890—1900 гг.

После выхода в отставку министерств Сельмера и Сквейгорда в 1884 году образовано было радикальное министерство Свердрупа, которое, уступив Оскару II вопросы об абсолютном veto и др., добилось принятия им закона о праве стортинга требовать в свои заседания министров, реорганизации армии, расширения избирательных прав и т. д. Вопрос об унии всплыл вновь на поверхность в 1885 году, когда Швеция самостоятельно изменила своё управление иностранных дел, не испросив согласия у Норвегии. Король Оскар II перестал быть руководителем иностранной политики унии: ей теперь управляет министр иностранных дел Швеции, на которого возлагается конституционная ответственность. Но так как шведский министр иностранных дел стал в то же время и руководителем норвежских внешних дел, то и право Оскара II как норвежского короля заправлять внешней политикой Норвегии перешло, таким образом, к Швеции. Помимо своего идейного значения, вопрос представлялся очень важным и с практической точки зрения: неловкий шаг во внешней политике мог грозить опасностью для политического и национального существования страны. Внешняя политика представляла особенно важное значение для Норвегии как страны преимущественно торговой в противоположность Швеции — страны преимущественно земледельческой. Начались переговоры между норвежским министерством Свердрупа и шведским. В результате получился протокол 15 мая 1885 года: постановлено было, чтобы в состав министерского совета входило столько же норвежских чиновников, сколько и шведских; норвежские будут участвовать в решении дел и нести ответственность перед стортингом, но взамен этого Норвегия должна признать, что руководство внешней политикой принадлежит Швеции. Стортинг пришёл в такое негодование, что Свердруп был вынужден выйти в отставку в 1889 году; вслед за тем прекратились и переговоры.
При следующих выборах и правая, и левая партии норвежского стортинга внесли в палату вопрос о внешней политике. Левая победила, но так как две её группы, чистая и умеренная, не могли никак прийти к соглашению, то правая стала во главе управления, образовав министерство Эмиля Станга, и переговоры со Швецией возобновились, но не привели ни к каким результатам. Бесплодность всяких переговоров и всякого рода совместных политических действий становилась всё более и более очевидной, и дела перешли в новую стадию, выраженную в программе для выборов 30 января 1891 года: «новый порядок управления дипломатическими делами, который возложил бы более основательную конституционную ответственность на норвежские государственные власти».
Левая партия победила на выборах, и во главе управления стал министр Стеен, который высказал прямое требование о назначении отдельного норвежского министра иностранных дел. Стортинг, не желая действовать слишком резко, ограничился пока учреждением отдельных норвежских консульств, представляющих большое практическое значение для страны, живущей почти исключительно мореходством и торговлей. 10 июня 1892 года стортинг назначил деньги на произведение требуемых изменений, но Оскар II отказался утвердить это решение и отставил министерство Стеена, обладавшее большинством в 64 голоса; министром был назначен Эмиль Станг, что представляло само по себе нарушение парламентского режима.
Радикалы провели в 1893 году постановление об уменьшении цивильного листа короля и содержания министров; большинство стортинга назначило сроком для отделения норвежских консульств от шведских 1 января 1895 года и определило на содержание их 340 450 крон. Правительство Швеции ответило на это отказом отделить консульства и употребило на общие консульства деньги, назначенные на отдельные норвежские. Страна разделилась между двумя партиями: правой и левой. Правая желает проведения принципа равенства в границах существующего теперь соглашения, но это с точки зрения левой не более как химера; левая видит только один выход из унизительного и неудовлетворительного для Норвегии положения дел — разделение обеих стран, отмену союза относительно всего, что не вошло в договор об унии. Надежда консервативного кабинета Э. Станга добиться большинства на выборах в стортинг в 1894 году оказалась тщетной: левая партия потеряла несколько мест, но всё же располагала в новом стортинге большинством 59 против 55 умеренных и консерваторов. Кабинет Э. Станга подал 31 января 1895 года прошение об отставке. Король Оскар II вступил в переговоры с левой стороной парламента, требуя от неё некоторых обязательств относительно дальнейшего её образа действий, и когда такие обязательства даны не были, категорически отказался принять отставку Эмиля Станга (3 апреля 1895 года). Вследствие этого оппозиция левой стороны стортинга крайне обострилась; раздавались речи столь резкие по тону и содержанию, каких раньше нельзя было в нём услышать. Однако кабинету Э. Станга удалось добиться от стортинга согласия на ведение переговоров со Швецией, для чего был выбран парламентами Комитет соглашения из 7 шведов и 7 норвежцев (в ноябре 1895 года). Ещё раньше, в октябре, министерство Э. Станга окончательно вышло в отставку, уступив место коалиционному кабинету Хагерупа, состоявшему из представителей всех партий стортинга.

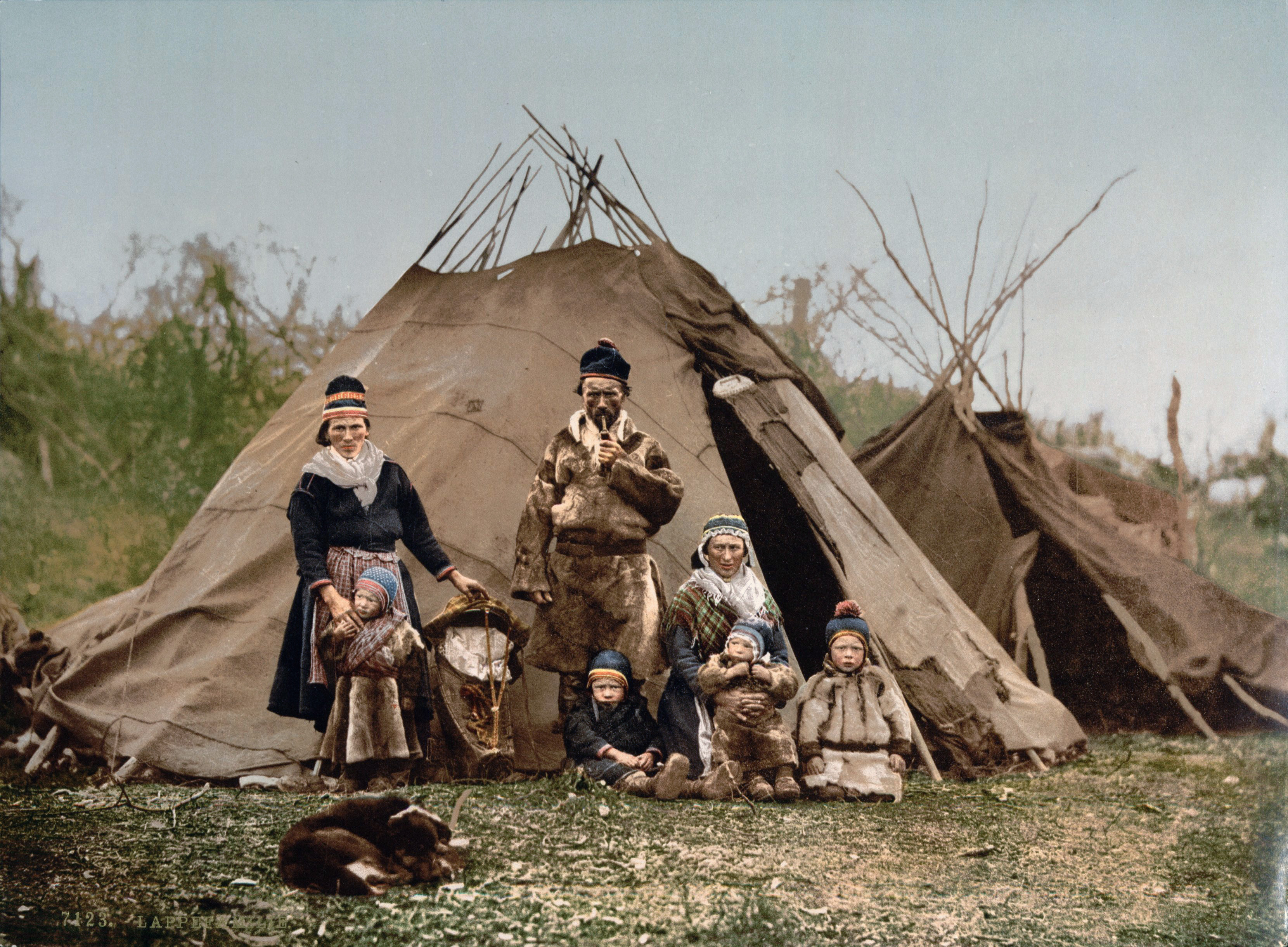
Саамская семья в Норвегии, примерно 1900 г.

Однако дело примирения шло плохо. В 1896 году стортинг ничтожным большинством голосов (41 против 40) постановил заменить шведско-норвежский флаг исключительно норвежским. Постановление сделано было во второй раз, и король вторично отказал в своей санкции. В ответ на это стортинг опять-таки ничтожным большинством (58 против 56) отклонил внесённое консерваторами предложение вновь возвысить цивильный лист короля и кронпринца до прежнего уровня 326 000 крон первому и 88 000 крон второму, на котором он находился до 1893 года. Участие Норвегии в Стокгольмской выставке, предложенное шведским правительством, было принято также ничтожным большинством (58 против 56). Обсуждение шведско-норвежского торгового договора с Японией дало повод к резким нападениям против Хагерупа, который, по мнению радикалов, пренебрёг интересами Норвегии в пользу Швеции; тем не менее, договор был утверждён, хотя и ничтожным большинством голосов. В то время, когда в других странах Европы за усиление армии стоят обыкновенно консерваторы, а либералы и радикалы борются против него, в Норвегии происходило как раз обратное: предложенное правительством Хагерупа усиление и перевооружение армии было не только принято стортингом, но даже расходы на реформу были значительно увеличены сравнительно с требованием правительства, потому что Норвегия серьёзно считалась с возможностью войны со Швецией. В 1896—1897 годах стортингом было проведено несколько важных законопроектов в области конституционного и социального законодательства. Право голосования на выборах в стортинг предоставлено лицам, находящимся вне пределов Норвегии. Значительно расширено избирательное право при выборах в органы местного самоуправления. Требование радикалов о распространении права голоса на женщин было отклонено. Законом 1897 года была назначена уголовная санкция в дополнение к постановлению конституции, в силу которого стортинг имеет право вызывать к себе каждое лицо по делам государства, за исключением короля и членов королевской фамилии. Лица, таким образом вызванные и не явившиеся на призыв стортинга, подвергаются штрафу в размере от 1000 до 10 000 крон; всякое заявление, сделанное вызванным, по своим юридическим последствиям приравнивается к заявлению, сделанному под присягой. Этот закон был уже вотирован в 1894 году, но тогда король отказал ему в своей санкции; на этот раз он её дал. В 1897 году постановлено закрытие в праздничные дни значительного числа торгово-промышленных предприятий. В том же 1897 году выработана новелла к закону 1894 года о страховании рабочих от несчастных случаев.
На выборах в стортинг в 1897 году левая партия провела 79 своих представителей, тогда как число членов правой понизилось с 55 до 35. Таким образом, левая располагала достаточным большинством как для пересмотра конституции, так и для обвинительного приговора против членов государственного совета (министерства). Первым результатом выборов был выход в отставку министерства Хагерупа. 18 февраля 1898 года был сформирован радикальный кабинет под председательством бывшего премьера Стеена. В 1898 году проведена реформа избирательного права. Число избирателей, в 1880-х годах не превышавшее 6 % населения, а к 1897 году поднявшееся до 11 %, этой реформой сразу поднято до 20 %. В марте 1898 года шведско-норвежский Комитет соглашения представил парламентам обеих стран свой доклад, из которого оказалось, что соглашения не последовало. Шведы настаивали на сохранении общего шведско-норвежского министра иностранных дел. Среди норвежских членов обнаружились разногласия; большинство (умеренное) согласилось на временное сохранение общих консулов, с тем чтобы по истечении нескольких лет были назначены отдельные норвежские консулы; меньшинство (радикальное), действовавшее под влиянием торжества радикалов на выборах, настаивало на немедленном назначении норвежского министра иностранных дел и норвежских консулов. В ноябре 1898 года стортинг в третий раз принял постановление о замене шведско-норвежского флага флагом норвежским. Король вновь отказал в санкционировании этого закона, и проект стал законом без его санкции, как принятый подряд тремя стортингами. Члены норвежского государственного совета (министерства) усиленно советовали королю не подрывать своего авторитета отказом в санкции этого проекта, практически совершенно бесполезным; но король упорно стоял на своём, ссылаясь на то, что шведско-норвежский флаг был принят в своё время норвежским народом с восторгом и что он с честью развевался на всех океанах. 15 февраля 1899 года кронпринц Густав заявил, что на Гаагской мирной конференции Швеция и Норвегия будут представлены одним общим делегатом, а не двумя делегатами, как того желает норвежский стортинг. Это решение было одним из ближайших поводов того, что при въезде Густава в Христианию он был встречен враждебной манифестацией со стороны народа; напротив, при обратном въезде в Стокгольм он был восторженно встречен шведским народом. Резче, чем когда-либо, здесь сказалось, что борьба между Швецией и Норвегией ведётся не только правительствами, но и народами, из которых каждый в этом вопросе был почти единодушен. В мае 1899 года стортинг без дебатов единогласно принял экстраординарный кредит на армию и флот в размере 11,5 миллиона крон. 11 мая король Оскар II вновь принял от кронпринца в свои руки управление Унией.
В начале 1905 года правивший с 1903 года Хагеруп вышел в отставку и был заменён Микельсеном. В мае 1905 года через стортинг прошёл новый избирательный закон, которым введены прямые выборы, установлено единоличное избрание по округам и число членов стортинга увеличено с 114 до 123. Разделение на округа, однако, произведено не равномерно, в силу стремления дать по возможности каждому городу (свыше 2000 жителей) отдельного депутата; вследствие этого городки свыше 2000 жителей имеют по 1 депутату, а Христиания с населением свыше 200 тысяч — только 5 депутатов. В начале 1905 года король Оскар II по болезни уступил королевскую власть своему наследнику Густаву, антипатичному норвежцам. Через стортинг прошёл закон о разделении шведско-норвежского министерства иностранных дел на два особых и о создании особых норвежских консульств; Густав отказался его санкционировать; министерство Микельсена ответило выходом в отставку. Регент, после неудачных попыток сформировать новый кабинет, отказался её принять.

#### Односторонний неконституционный выход из Унии
Тогда стортинг единогласно, 7 июня 1905 года, принял постановление о расторжении унии со Швецией. Не желая, однако, доводить дело до войны, стортинг всеми голосами против 4 социал-демократов постановил просить Оскара II разрешить одному из его младших сыновей занять место короля Норвегии; социал-демократы, голосовавшие против этого предложения, желали воспользоваться удобным случаем, чтобы провозгласить Норвегию республикой. Принятая стортингом резолюция гласила: «ввиду того, что все члены министерства отказались от своих должностей; ввиду заявления короля, что он не в состоянии составить новое правительство; ввиду того, что конституционная королевская власть этим самым перестала исполнять свои функции, стортинг поручает членам министерства, подавшего теперь в отставку, временно облечься властью, принадлежащей королю и под названием норвежского правительства править страной на основании конституции норвежского королевства и действующих законов, внеся в них те изменения, которые неизбежно вызываются разрывом Унии, связывавшей Норвегию со Швецией под властью одного короля, который перестал исполнять свои функции короля норвежского». Одновременно с этой резолюцией стортинг постановил составить адрес королю Оскару II, где настойчиво проводилась мысль, что характер унии истолковывается Швецией неправильно. Солидарность интересов и непосредственное единение более ценны, чем политические узы; уния стала опасностью для этого единения; уничтожение унии не связано с неприязненным чувством ни по отношению к шведскому народу, ни по отношению к династии. В заключение стортинг выражал надежду, что выбор нового короля приготовит для Норвегии новую эру спокойной работы и истинно дружественных отношений к народу Швеции и её королю, к личности которого норвежский народ неизменно сохранит чувства уважения и преданности. В прокламации стортинга к норвежскому народу была высказана надежда, что норвежский народ будет жить в мире и согласии со всеми народами, в особенности со шведским, с которым его связывают многочисленные естественные узы. Министерство составило адрес королю, в котором, упомянув о решении его не принимать их отставки, заявляло, что в силу конституции король обязан дать стране конституционное правительство. С того момента, когда король воспрещает образование ответственного кабинета, норвежская королевская власть перестаёт функционировать. Политика короля по вопросу о реорганизации консульского законодательства несовместима с конституционным режимом; никакое другое правительство не расположено взять на себя ответственность за эту политику, а нынешний кабинет не может принять в ней участие. Король Оскар II протестовал против образа действий стортинга и не согласился на вступление одного из сыновей на норвежский трон, ссылаясь на произведённое стортингом нарушение конституции. С формальной точки зрения такое нарушение несомненно имело место, так как акт унии со Швецией является в Норвегии конституционным актом и в качестве такового мог быть изменён или отменён только после двукратного принятия в двух последовательных стортингах и согласия короны. С норвежской стороны отвечали на это, что первым вступил на дорогу нарушения конституции король, отказавший в санкции принятому стортингом закону, давший отставку министерству и не смогший сформировать нового, так что вся деятельность его происходила без контрассигнации ответственного перед стортингом министерства. В ответ на это заявление король обратился с посланием к председателю норвежского стортинга, в котором доказывал, что он не перешёл за пределы прав, предоставленных ему конституцией, а норвежский стортинг совершил революционный акт. В первое время после этих переговоров король явно вёл дело к войне; в свою очередь и норвежское временное правительство, во главе которого стоял Микельсен, энергично готовилось к ней. Имя короля перестали поминать на богослужении в церквях; правосудие стали отправлять от имени временного правительства, которому единодушно присягнула вся армия. Все норвежцы, состоявшие на дипломатической службе Швеции и Норвегии, вышли в отставку; только посланник в США Грип остался на своём посту. Временным правительством было организовано министерство иностранных дел, но назначить консулов оно не могло до признания его европейскими державами. 20 июня открылась сессия шведского риксдага. Президент шведского совета министров заявил, что прибегать к мерам насилия не входит в интересы Швеции, и высказался за переговоры с Норвегией. Опасность войны была предотвращена. Норвежское временное правительство, желая найти опору в народе, обратилось к референдуму, до тех пор в Норвегии не практиковавшемуся. 13 августа 1905 года состоялось всенародное голосование о разрыве унии со Швецией; референдуму предшествовала страстная агитация.

### Собственный король из династии Глюксбургов
Результат превзошёл самые пылкие ожидания: за разрыв со Швецией подано 321 197 голосов, против — всего 161 голос; приняли участие в голосовании 81 % всех лиц, имеющих право голоса. 31 августа открылась конференция шведских и норвежских делегатов, избранных парламентами обеих стран. На конференции обе стороны пришли к соглашению, на основании которого Норвегия обязалась срыть укрепления, находящиеся вблизи границы. В стортинге это вызвало недовольство крайней левой партии, но большинством голосов Карльстадтская конвенция была ратифицирована и после ратификации её и шведским риксдагом вступила в силу. Вслед за этим на очередь стал вопрос о том, должна ли Норвегия быть монархией или республикой. В стране велась оживлённая агитация; за учреждение республики стояли социал-демократы и радикалы. Вся правая партия, напротив, настаивала на монархической форме правления, указывая на то, что норвежская конституция является наиболее республиканской в мире и даже в качестве королевства Норвегия останется в действительности республикой, только с наследственным президентом, власть которого более ограничена, чем власть английского короля или французского президента республики. Республика может уединить Норвегию в политическом отношении, тогда как король, особенно если королём будет избран принц Карл Датский, принесёт с собой и союз с целым рядом держав. По-видимому, это соображение имело решающее влияние; как стортинг, так и народ на референдуме установили монархическую форму правления и избрали королём Карла, принца датского, который вступил на престол под именем Хокона VII. В ноябре 1905 года Микельсен внёс в стортинг предложение установить цивильный лист норвежского короля в 700 000 крон на всё время его царствования (до сих пор цивильный лист устанавливался на год). Крайняя левая партия протестовала как против удвоения размеров цивильного листа, так и против фиксации его на долгий срок. Тем не менее, обе меры были приняты большинством 100 голосов против 11.
В международных отношениях независимость Норвегии была окончательно зафиксирована в Христианийской конвенции, подписанной представителями четырёх великих держав, которые обязались уважать границы нового королевства и предоставили свои гарантии его территориальной неприкосновенности.

### Норвегия во Второй мировой войне

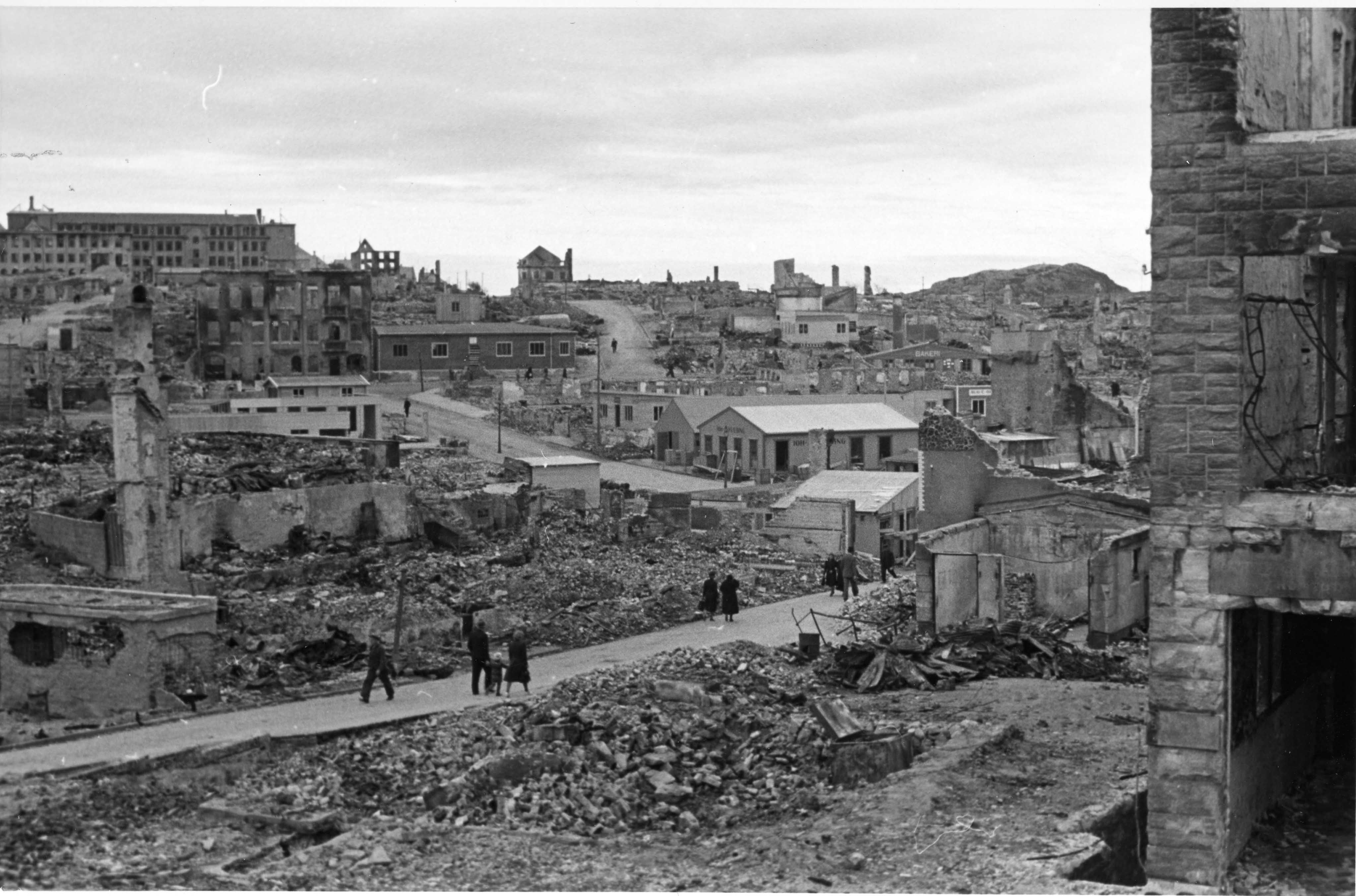
Пострадавший от войны Кристиансунн в 1940 г.

### Норвегия в блоке НАТО
Как член-учредитель Организации Североатлантического договора, Норвегия была активным участником НАТО с момента подписания Североатлантического договора в Вашингтоне 4 апреля 1949 года. Вместе с другими одиннадцатью первоначальными странами-членами и шестнадцатью, которые позже присоединились к НАТО, Норвегия сыграла активную роль в создании НАТО в том виде, в каком мы её знаем сегодня. Этот процесс представляет собой непрерывный процесс реформ, и НАТО всё ещё адаптируется к изменяющимся условиям безопасности XXI века.
Делегация Норвегии в НАТО укомплектована сотрудниками министерства иностранных дел и министерства обороны Норвегии. Миссия норвежской делегации, возглавляемой послом Ойстейном Бё, заключается в том, чтобы представлять Норвегию в Североатлантическом совете и в других директивных органах Североатлантического союза. Вместе с другими странами-членами делегация разрабатывает и реализует политику, программы и деятельность НАТО. Делегация также следит за событиями и деятельностью в рамках НАТО, как в структурном, так и в политическом плане, представляющими интерес для всех областей внешней и оборонной политики Норвегии.

## Вооружённые силы

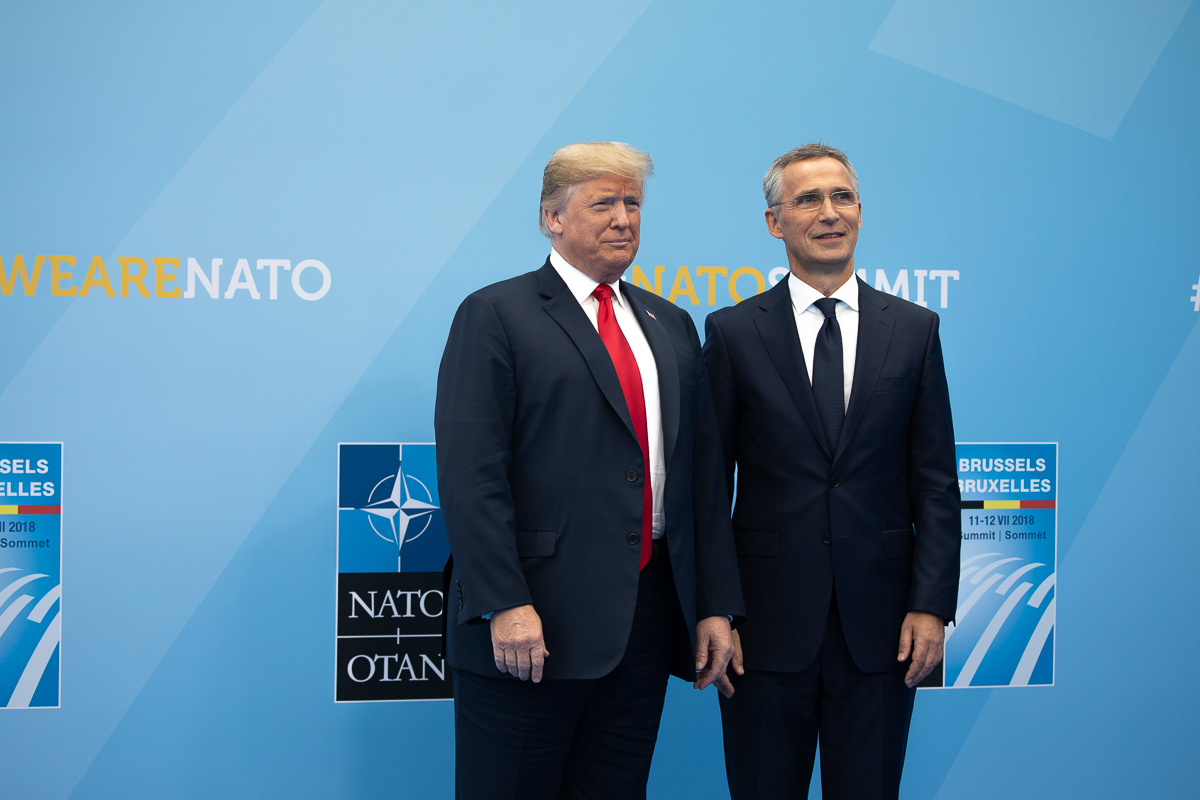
Дональд Трамп и Йенс Столтенберг, Генеральный секретарь НАТО, экс-премьер-министр Норвегии

Вооружённые силы Норвегии (Norges Forsvar) состоят из четырёх родов войск:
- Армия Норвегии (норв. Hæren)
- Королевский военно-морской флот Норвегии (норв. Sjøforsvaret)
  - Береговая охрана Норвегии (норв. Kystvakten)
- Королевские военно-воздушные силы Норвегии (норв. Luftforsvaret)
- Внутренняя гвардия Норвегии (норв. Heimevernet)

4 апреля 1949 года Норвегия вступила в блок НАТО.
С 2014 года обязательной службе подлежат не только мужчины, но также и женщины.

## Население

### Численность и размещение
| 1960       | 1961       | 1962       | 1963       | 1964       | 1965       | 1966       | 1967       | 1968       | 1969       | 1970       | 1971       |
| ---------- | ---------- | ---------- | ---------- | ---------- | ---------- | ---------- | ---------- | ---------- | ---------- | ---------- | ---------- |
| 3 581 239  | ↗3 609 800 | ↗3 638 918 | ↗3 666 537 | ↗3 694 339 | ↗3 723 168 | ↗3 753 012 | ↗3 784 539 | ↗3 816 486 | ↗3 847 707 | ↗3 875 763 | ↗3 903 039 |
| 1972       | 1973       | 1974       | 1975       | 1976       | 1977       | 1978       | 1979       | 1980       | 1981       | 1982       | 1983       |
| ↗3 933 004 | ↗3 960 612 | ↗3 985 258 | ↗4 007 313 | ↗4 026 152 | ↗4 043 205 | ↗4 058 671 | ↗4 072 517 | ↗4 085 620 | ↗4 099 702 | ↗4 114 787 | ↗4 128 432 |
| 1984       | 1985       | 1986       | 1987       | 1988       | 1989       | 1990       | 1991       | 1992       | 1993       | 1994       | 1995       |
| ↗4 140 099 | ↗4 152 516 | ↗4 167 354 | ↗4 186 905 | ↗4 209 488 | ↗4 226 901 | ↗4 241 473 | ↗4 261 732 | ↗4 286 401 | ↗4 311 991 | ↗4 336 613 | ↗4 359 184 |
| 1996       | 1997       | 1998       | 1999       | 2000       | 2001       | 2002       | 2003       | 2004       | 2005       | 2006       | 2007       |
| ↗4 381 336 | ↗4 405 157 | ↗4 431 464 | ↗4 461 913 | ↗4 490 967 | ↗4 513 751 | ↗4 538 159 | ↗4 564 855 | ↗4 591 910 | ↗4 623 291 | ↗4 660 677 | ↗4 709 153 |
| 2008       | 2009       | 2010       | 2011       | 2012       | 2013       | 2013       | 2014       | 2014       | 2016       | 2017       | 2018       |
| ↗4 768 212 | ↗4 828 726 | ↗4 889 252 | ↗4 953 088 | ↗5 018 573 | ↗5 080 166 | ↗5 096 300 | ↗5 109 056 | ↗5 124 383 | ↗5 213 985 | ↗5 258 317 | ↗5 295 619 |
| 2019       | 2020       | 2021       | 2022       | 2023       | 2023       | 2024       | 2025       |            |            |            |            |
| ↗5 328 212 | ↗5 367 580 | ↗5 391 369 | ↗5 425 270 | ↗5 488 984 | ↗5 504 329 | ↗5 550 203 | ↗5 594 340 |            |            |            |            |

| Естественный прирост | Общий прирост |

Годовой прирост населения Норвегии в 1951—2016 годах в тысячах чел.
Естественный прирост
Общий прирост

Численность населения Норвегии — 5 265 158 человек (июль 2016, оценка), это одна из наименее населённых стран Европы. Плотность населения составляет 16 чел./км². Размещение населения, однако, крайне неравномерное. Свыше 1⁄5 населения сосредоточено на юге Норвегии, на узкой прибрежной полосе вокруг Осло-фьорда (1⁄2) и Тронхеймс-фьорда. Более 80 % населения сосредоточено в Южной, Западной и Восточной Норвегии, причём в последней — почти половина. Городское население — 78 %, в том числе свыше 1⁄5 — в столичной агломерации. Под городской местностью понимаются такие поселения, которые имеют население более 200 человек и состоят из домов, удалённых друг от друга на расстояние, не превышающее 50 метров. В районе Осло-фьорда сосредоточена примерно треть населения страны, поэтому это регион с наибольшей его плотностью — 1404 чел./км². Причём в городской агломерации Осло проживает 673 469 человек (по данным на 1 января 2018 года). Другие крупные города — Берген, Тронхейм, Ставангер, Кристиансанн, Фредрикстад, Тромсё и Драммен.

### Половозрастная структура

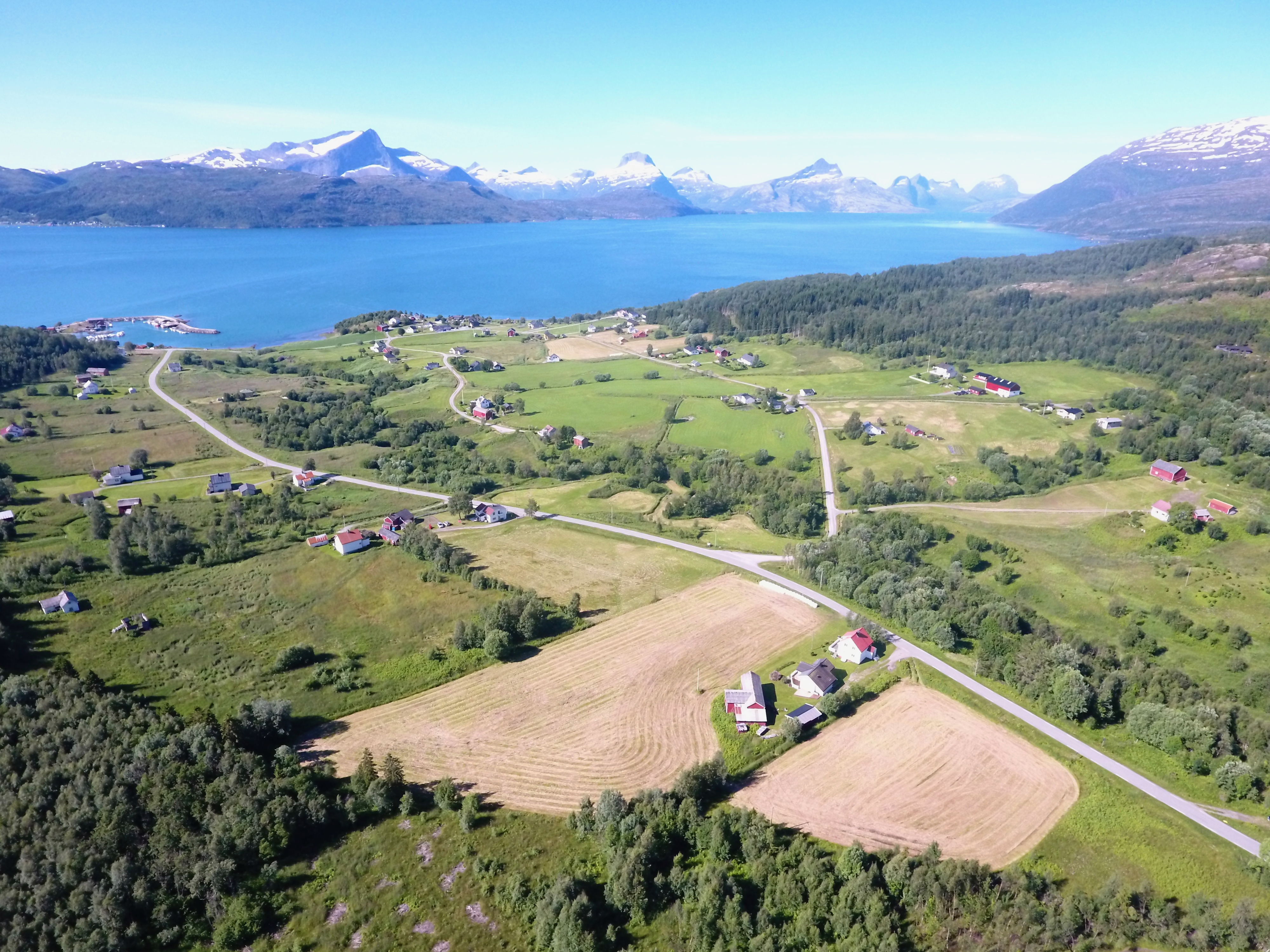
Сельская местность в Норвегии

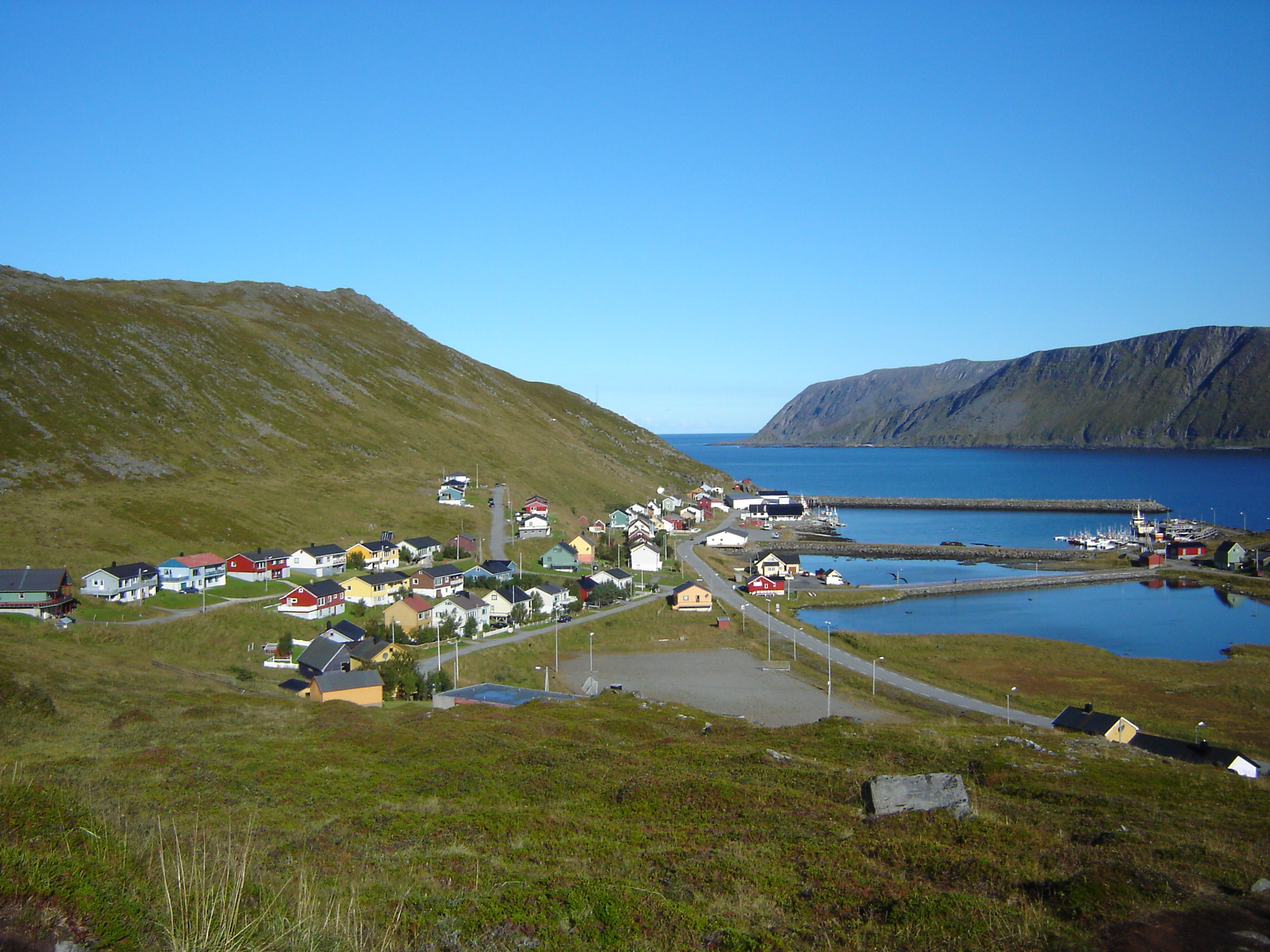
Рыбацкое поселение

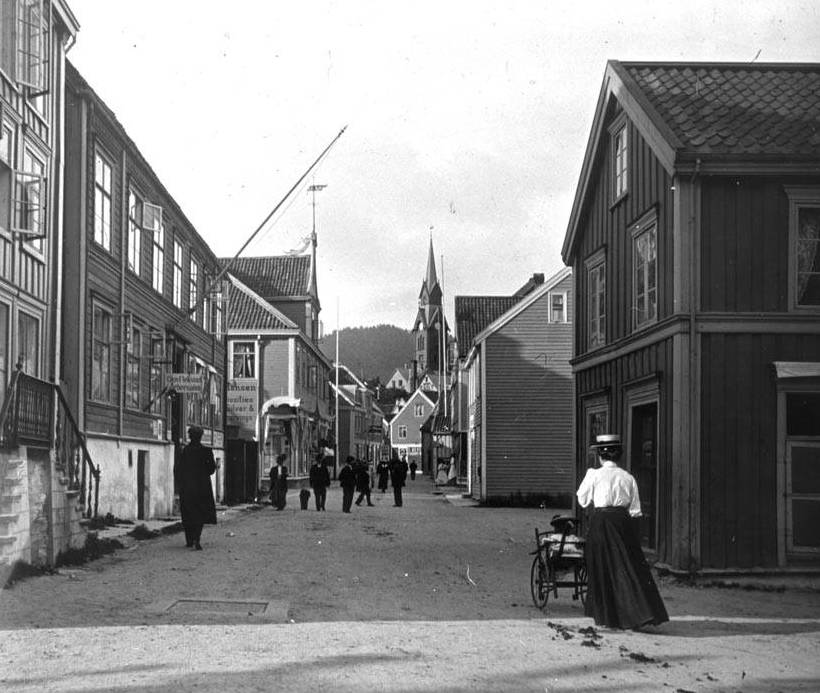
Старый снимок норвежского города

Возрастно-половые пирамиды населения Норвегии в 1846—2021 годах. Население норвежского происхождения изображено в цвете, иностранного — серым цветом

Возрастно-половая пирамида населения Норвегии на 2021 год

В Норвегии преобладает трудоспособное население в возрасте от 16 до 67 лет. Численное превосходство мужчин невелико и сменяется преобладанием женщин с 55—59 лет, что свойственно ряду северных государств.

### Этнический состав
По состоянию на 2021 год, 74,77 % населения Норвегии составляли этнические норвежцы, а 1 360 175 человек (25,23 %) — иммигранты и их потомки (иммигранты в первом поколении, либо с одним или двумя родителями иностранного происхождения).
Среди иностранцев 40 % составляли переселенцы из Европы (больше всего — поляки, литовцы, албанцы), Северной Америки и Австралии. Остальные 60 % — из Азии и Африки (сомалийцы, арабы, пакистанцы, вьетнамцы, филиппинцы, выходцы из Шри-Ланки). В Норвегии проживают также саамы (около 40 тысяч человек, точные подсчёты затруднены), квены (норвежские финны) и цыгане.

### Миграция
На протяжении почти всей своей истории норвежское общество было этнически однородно. К 1980-м годам в Норвегии, для притормаживания негативных экономических последствий демографического старения населения, была принята либеральная иммиграционная политика. К концу XX и началу XXI века беженцы и иммигранты из экономически отсталых стран Африки, Азии, Европы и Латинской Америки начали активно переселяться в Норвегию. Таким образом, по состоянию на 2021 год Норвегия представляет собой многонациональное государство с широким этнокультурным, религиозным, расовым и национальным многообразием: 74,77 % населения — этнические норвежцы, а остальные 25,23 %, то есть 1 360 175 человек, — иммигранты и их потомки (иммигранты в первом поколении либо с одним или двумя родителями иностранного происхождения).
Большой приток мигрантов наблюдается в северных губерниях, что связано с политикой правительства по привлечению в эти неблагоприятные с климатической точки зрения регионы рабочей силы. Сальдо миграции является положительным, несмотря на то, что число эмигрантов с каждым годом увеличивается и уже в 2010 году достигло отметки в 31 506 человек.
Помимо внешней, в Норвегии существует и внутренняя миграция как между муниципалитетами, так и между округами, причём первая из них развита вдвое больше второй. В 2010 году количество переехавших в другой муниципалитет достигло рекордной отметки в 214 685 человек. Миграция не зависит от пола и в основном происходит в направлении с севера и северо-запада на юго-восток.
Пакистанские норвежцы — самое большое неевропейское меньшинство в Норвегии. Большинство из 32 700 норвежцев пакистанского происхождения живут в Осло и его окрестностях. Численность иммигрантов из Ирака и Сомали за последние годы значительно увеличилась. После расширения ЕС в 2004 году волна иммигрантов прибыла из Центральной и Северной Европы, особенно из Польши, Швеции и Литвы. Наиболее быстро растущие группы иммигрантов в 2011 году в абсолютном выражении были из Польши, Литвы и Швеции.
Первое массовое появление русских в Норвегии было в 1920 году в результате Великого Русского исхода на севере России. На пароходах во главе с ледоколом «Козьма Минин» в конце февраля русские беженцы прибыли в город Тромсё для получения необходимых документов. В начале марта Правительство Норвегии выделило для них лагерь в расположении казарм около города Тронхейм, в районе современного аэропорта. Летом 1920 года лагерь был закрыт, а беженцы частично переселены в другой лагерь возле города Лиллехаммер, частично рассеялись по стране.

### Языки
Официальный язык Норвегии — норвежский, распадающийся на большое количество диалектов, причём между некоторыми из них могут быть значительные различия, что мешает их взаимопонятности. Норвежский язык относится к германской группе индоевропейской языковой семьи и является прямым потомком древнескандинавского; он близок современному датскому и шведскому языкам.
Классический литературный норвежский язык — букмол (норв. bokmål «книжный язык»), или риксмол (норв. riksmål «государственный язык») — сложился на основе датского языка во время господства Дании над Норвегией (1397—1814). В конце XIX века, в противовес букмолу, на основе сельских норвежских диалектов с примесью средневекового древненорвежского был создан новый литературный язык — ланнсмол (нюнорск landsmål «язык страны», или «сельский язык»), или нюнорск (нюнорск nynorsk «новонорвежский»), получивший в итоге формальное признание в XIX веке наряду с букмолом. Его создателем был лингвист Ивар Осен. И букмол, и нюнорск считаются равноправными литературными языками, но первый распространён гораздо больше и является основным языком приблизительно для 85—90 % жителей Норвегии. Нюнорск наиболее распространён в Вестланне, где проживают около 87 % его носителей, и широко используется в сельских районах.
В первой половине XX века официально проводилась «политика сближения» (норв. tilnærmingspolitikken) нюнорска и букмола, чтобы в перспективе создать «общенорвежскую» норму (самношк, норв. samnorsk), однако в 1966 году от этой политики было решено отказаться. Королевский декрет 2005 года придал квенскому языку статус языка национального меньшинства.

#### Саамские языки
В ряде коммун Тромса и Финнмарка (по-норвежски такие коммуны называются Forvaltningsområdet for samisk språk) на севере страны равный с норвежским статус имеют северносаамский (около 15 000 носителей в Норвегии), луле-саамский (около 500 говорящих) и южносаамский (около 300 говорящих) языки. В этих коммунах носители саамских языков имеют право на общение на них с местными властями, а также на получение на них образования.

#### Другие признанные языки
Ещё один признанный финно-угорский язык национального меньшинства (вместе с саамскими), на котором говорят в Норвегии, — квенский, хотя в настоящее время большинство квенов родным языком почти или совсем не владеет. Кроме того, признанными языками национальных меньшинств в Норвегии являются цыганский и скандинавско-цыганский языки.

### Религия

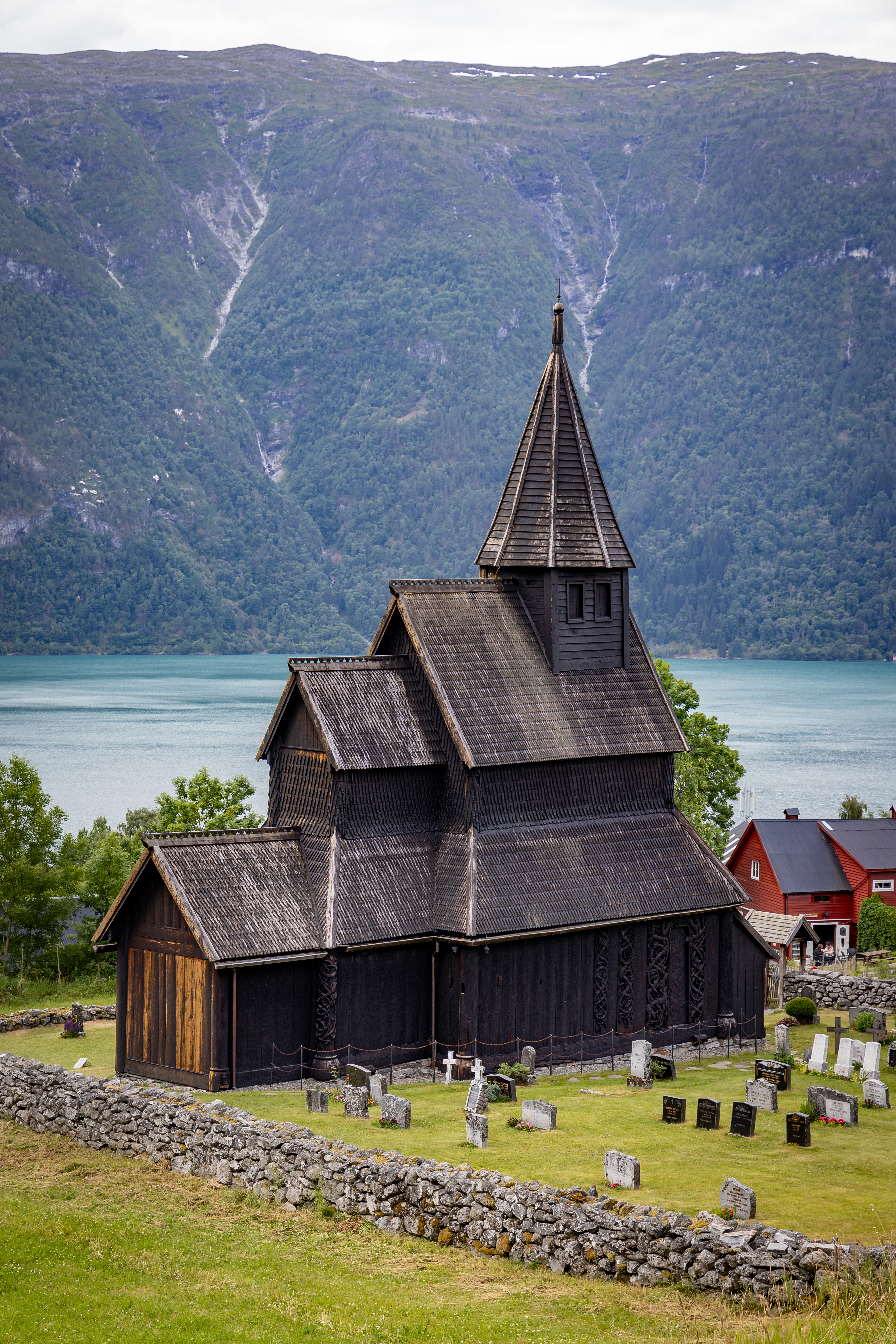
Деревянная церковь в Урнесе

Христианство — самая распространённая религия в стране. По данным исследовательского центра Pew Research Center, в 2010 году в Норвегии проживало 4,21 млн христиан, которые составляли 86,2 % населения этой страны[1][2]. Энциклопедия «Религии мира» Дж. Г. Мелтона оценивает долю христиан в 2010 году в 91,4 % (4,37 млн верующих)[3]. Крупнейшим направлением христианства в стране является протестантизм. В 2000 году в Норвегии действовало 2,7 тыс. христианских церквей и мест богослужения, принадлежащих 70 различным христианским деноминациям[4].
По оценкам на 2020 год, 68,1 % населения Норвегии принадлежат к государственной церкви Норвегии (евангелическо-лютеранская); мусульмане — 3,4 %; католики — 3,1 %; другие христиане — 3,8 %; другие религии — 9,6 %; не религиозны — 15,4 %. Только с 21.05.2012 церковь Норвегии отделена от государства.
Статья 2 раздела А Конституции Норвегии гарантирует каждому гражданину страны право на свободу вероисповедания. В то же время эта же статья по-прежнему указывает, что евангелическое лютеранство является государственной религией Норвегии. По закону, король Норвегии и, по меньшей мере, половина министров должны исповедовать лютеранство. По состоянию на 2006 год, согласно официальной статистике, 3 871 006 человек, или 82,7 % населения, принадлежат к государственной Церкви Норвегии (норв. Den norske kirke). На 1 января 2014 года, по данным самой церкви, 75 % населения страны принадлежали к Церкви Норвегии, однако лишь около 2 % населения регулярно посещало церковь. Многие из норвежцев «записаны» в число прихожан Церкви Норвегии «по умолчанию». Если в семье по крайней мере один из родителей является членом этой официальной церкви, то ребёнок сам по себе «получает» веру зарегистрированного родителя, поэтому подавляющее большинство участников норвежской церкви сами не сделали ничего для того, чтобы присоединиться к числу её членов.
Помимо норвежцев, христианами также являются большинство живущих в стране поляков, саами, шведов, немцев, литовцев, датчан, русских, сербов, финнов и др.
Христианский совет Норвегии был создан в 1992 году и объединяет католиков, православных и протестантов. Церковь Норвегии является членом Всемирного совета церквей. Консервативные евангельские церкви страны объединены в Норвежский совет по миссии и евангелизации, связанный со Всемирным евангельским альянсом.
В Норвегии насчитывается 403 909 человек, или 8,6 % населения, по состоянию на 2007 год принадлежащих к иным конфессиям и учениям.
Среди них наиболее многочисленными являются приверженцы ислама (43 068 человек или 1,09 % населения), Римско-католической церкви (51 508 человек или 1,1 %) и Пятидесятнического Движения Норвегии (40 398 человек или 0,86 %).
В стране официально зарегистрирована община неоязычников Foreningen Forn Sed.

## Административно-территориальное деление

### Губернии

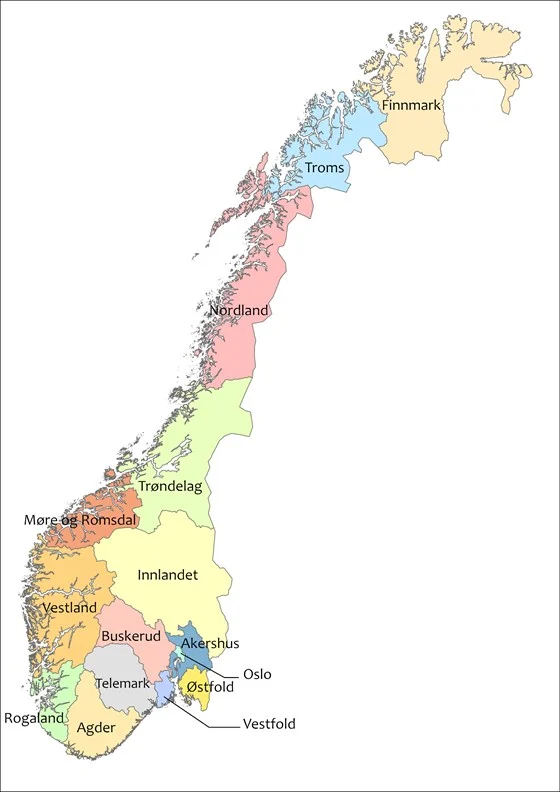
15 фюльке Норвегии с 2024

Норвегия подразделяется с 1 января 2024 года на 15 фюльке (губерний, областей или провинций), которые в свою очередь делятся на 357 муниципалитетов.
Фюльке объединяются в 5 основных неофициальных регионов:
- Нур-Норге (Северная Норвегия):
  - фюльке Нурланн — административный центр: Будё;
  - фюльке Тромс — административный центр: Тромсё;
  - фюльке Финнмарк — административный центр: Вадсё;
- Трёнделаг (Центральная Норвегия):
  - фюльке Трёнделаг — административный центр: Стейнхьер;
- Вестланн (Западная Норвегия):
  - фюльке Мёре-о-Румсдал — административный центр: Молде;
  - фюльке Вестланн — административный центр: Берген;
  - фюльке Ругаланд — административный центр: Ставангер;
- Эстланн (Восточная Норвегия):

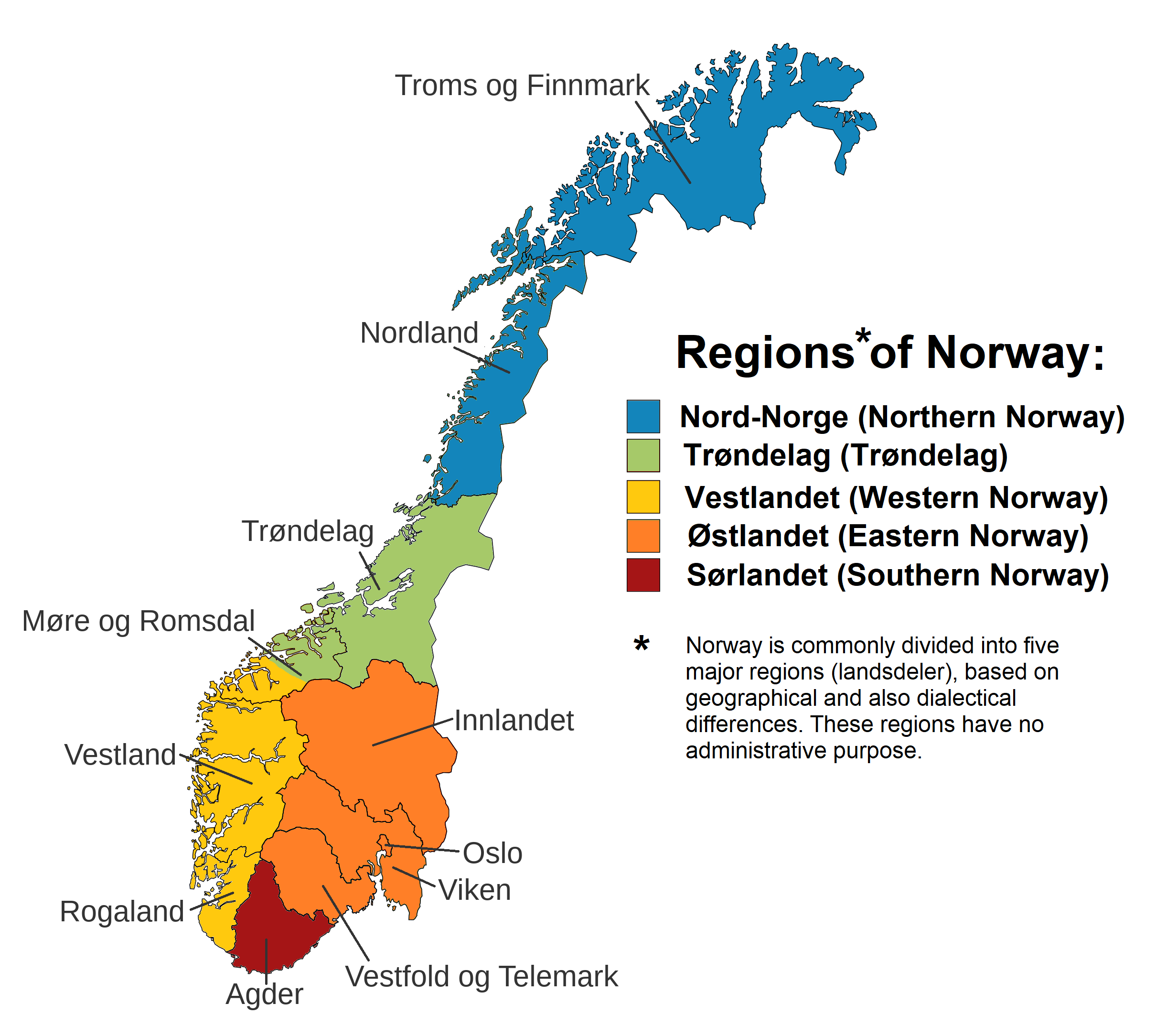
5 неофициальных регионов Норвегии

  - 5 неофициальных регионов Норвегиифюльке Осло — административный центр: Осло;
  - фюльке Акерсхус — административный центр: Осло;
  - фюльке Эстфолл — административный центр: Мосс;
  - фюльке Бускеруд — административный центр: Драммен;
  - фюльке Вестфолл — административный центр: Тёнсберг;
  - фюльке Телемарк — административный центр: Шиен;
  - фюльке Иннландет — административный центр: Хамар;
- Сёрланн (Южная Норвегия):
  - фюльке Агдер — административный центр: Кристиансанн.

Каждой фюльке соответствует коммуна фюльке, которая подразделяется в свою очередь на коммуны (до 1992 года — на городские коммуны и уездные коммуны). Общее число коммун Норвегии — 422. Общая площадь континентальной части Норвегии составляет 323 786 км², а включая архипелаг Шпицберген и остров Ян-Майен — 385 207 км².
Король в губернии представлен губернатором. Представительные органы губерний — губернские собрания (ранее — амтстинги), избираемые населением, исполнительные органы губерний — губернские советы, состоящие из губернских советников.
Представительные органы городов — городские правления, избираемые населением, исполнительные органы городов — городские советы (до 1922 года — магистраты), состоящие из бургомистра и ратманов, каждый из которых состоит из советников (до 1938 года — бургомистров).
Представительные органы коммун — коммунальные правления (до 1992 года — уездные правления), избираемые населением, исполнительные органы коммун — коммунальные советы, состоящие из ратманов (до 1938 года — бургомистров).

### Заморские территории

Норвегия и её заморские территории

Заморские территории Норвегии в число губерний не входят и на коммуны не разделяются. Архипелаг Шпицберген (Свальбард) с административным центром в Лонгьире, а также остров Ян-Майен являются владениями Норвегии; управление Ян-Майеном осуществляет администрация Нурланна. Остров Буве является зависимой территорией Норвегии. Остров Петра I и Земля Королевы Мод в Антарктиде, территориальные претензии на которые предъявляет Норвегия, также относятся ею к числу своих зависимых территорий.
| Флаг | Название территории | Регион      | Год обретения | e-домен  | Столица     | Население, чел. | Площадь, км²    |
| --- | ------------------- | ----------- | ------------- | -------- | ----------- | --------------- | --------------- |
| Зависимые территории |                     |             |               |          |             |                 |                 |
| | Земля королевы Мод¹ | Атлантика   | 1939          | .aq, .no | (Тролль)    | около 40        | около 2 700 000 |
| | Остров Буве         | Атлантика   | 1928          | .bv      |             | 0               | 49              |
| | Остров Петра I¹     | Тихий океан | 1931          | .aq      |             | 0               | 156             |
| Интегрированные территории |                     |             |               |          |             |                 |                 |
| | Шпицберген²         | Арктика     | 1920²         | .sj, .no | Лонгйир     | 2698            | 61 022          |
| | Ян-Майен            | Атлантика   | 1929          | .sj      | Олонкинбюэн | 18              | 377             |
| ¹ Не признаётся международным сообществом согласно Договору об Антарктике. ² С ограничениями согласно Шпицбергенскому трактату. |                     |             |               |          |             |                 |                 |

## Государственное устройство
Норвегия — унитарное государство, основанное на принципах конституционной монархии и парламентской демократии. В стране действует конституция 1814 года с рядом позднейших поправок и дополнений. Король является главой государства и исполнительной власти. Королём Норвегии с 1991 года является Харальд V из династии Глюксбургов.

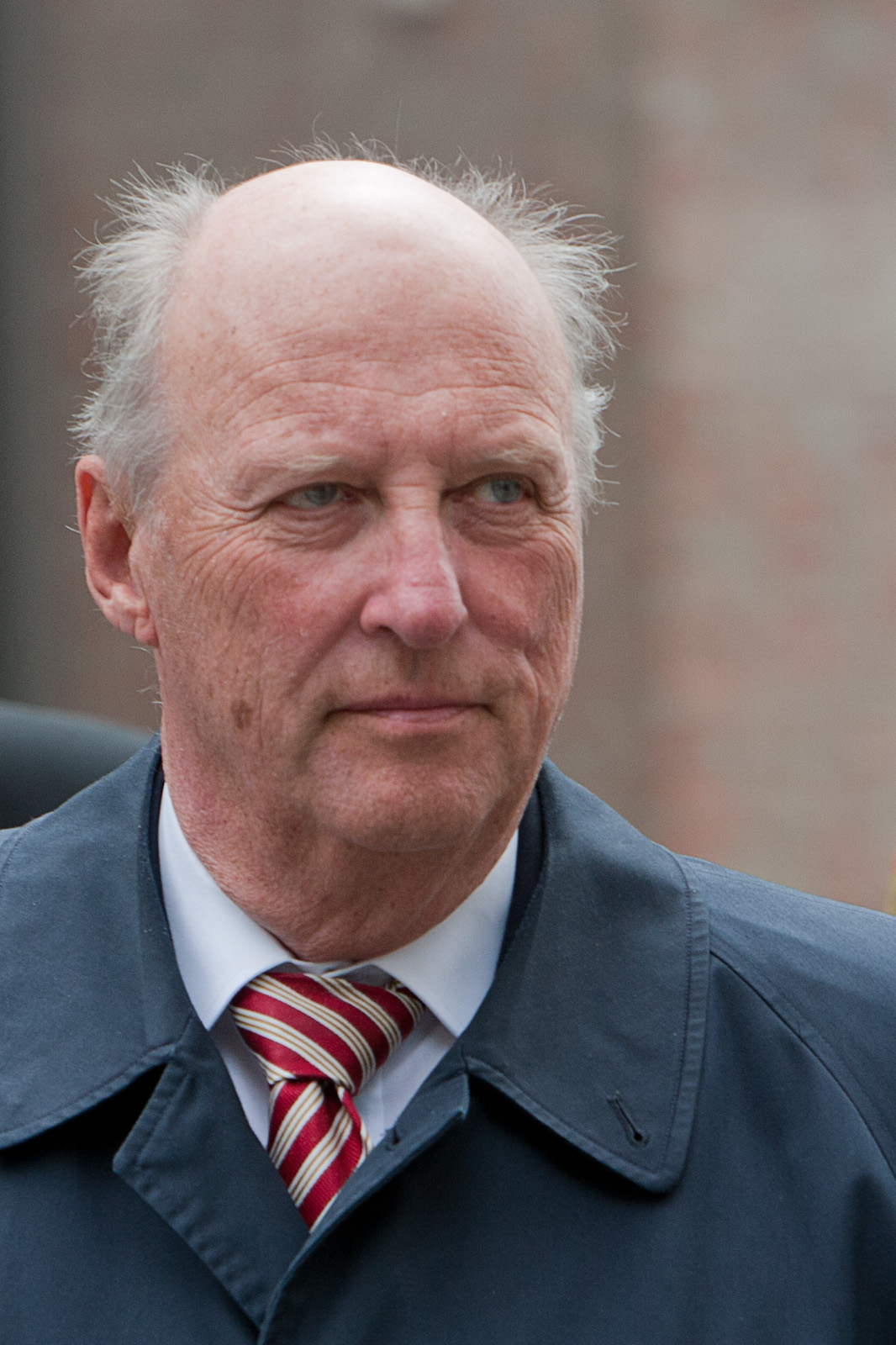
Харальд V

Высшим законодательным органом страны является однопалатный парламент — Стортинг. По основному закону страны Норвегия провозглашалась «свободным, независимым и неделимым государством», имеющим «монархическую, ограниченную и наследственную форму правления», причём изначально король обладал очень широкими полномочиями, которые постепенно уменьшались вместе с реформами конституции. Изначально король имел право назначать членов Совета, которые были ответственны только перед ним, однако с установлением в 1884 году парламентаризма, то есть ответственности правительства, опирающегося на парламентское большинство, перед Стортингом, он потерял это право. Установление такого порядка было очень долгим, начало было положено ещё в 1859 году внесением законопроекта о допущении членов правительства к заседаниям стортинга с правом совещательного голоса, и осложнялось межпартийными противоречиями между Венстре и Хёйре, в которой победили левые силы. Именно в эти годы две основные политические силы «окончательно сформировались как общенациональные, со своим представительством в парламенте». Победа левых сил привела к их приходу к власти последовавшему за этим расколу в связи с разногласиями в программах проведения реформ.
Избирательное право не сразу было всеобщим, первоначально им обладали лица мужского пола, достигшие возраста 25 лет и проживавшие на территории Норвегии уже более 5 лет граждане, которые ещё должны были соответствовать имущественному и профессиональному цензу, которые постепенно сокращались, и к 1898 году к голосованию уже было допущено всё мужское население страны. Женщины получали избирательные права поэтапно, сначала только имущая часть и в только коммунарных выборах (1901), а потом участие и в парламентских выборах стало возможным для всех женщин. Расширению избирательного права способствовало рождение и организация рабочего движения, которое привело к усилению влияния Норвежской рабочей партии, однако все реформы в основном инициировались Венстре.
До отделения церкви от государства в мае 2012 года король и хотя бы половина Государственного совета были обязаны исповедовать лютеранство, причём только последние имели права обсуждать вопросы, касающиеся государственной церкви. Король является символом норвежской нации, свою реальную власть он передаёт Государственному совету. И хотя по действующей версии Конституции он всё ещё обладает довольно широкими полномочиями, они «имеют чисто церемониальный характер». Власть короля не рассматривается как анахронизм, поэтому роль республиканских сил в партийном спектре чрезвычайно мала, хотя они в нём представлены и даже конституируются в новые партии, как например Норвежский республиканский альянс (2005).

### Парламент и правительство

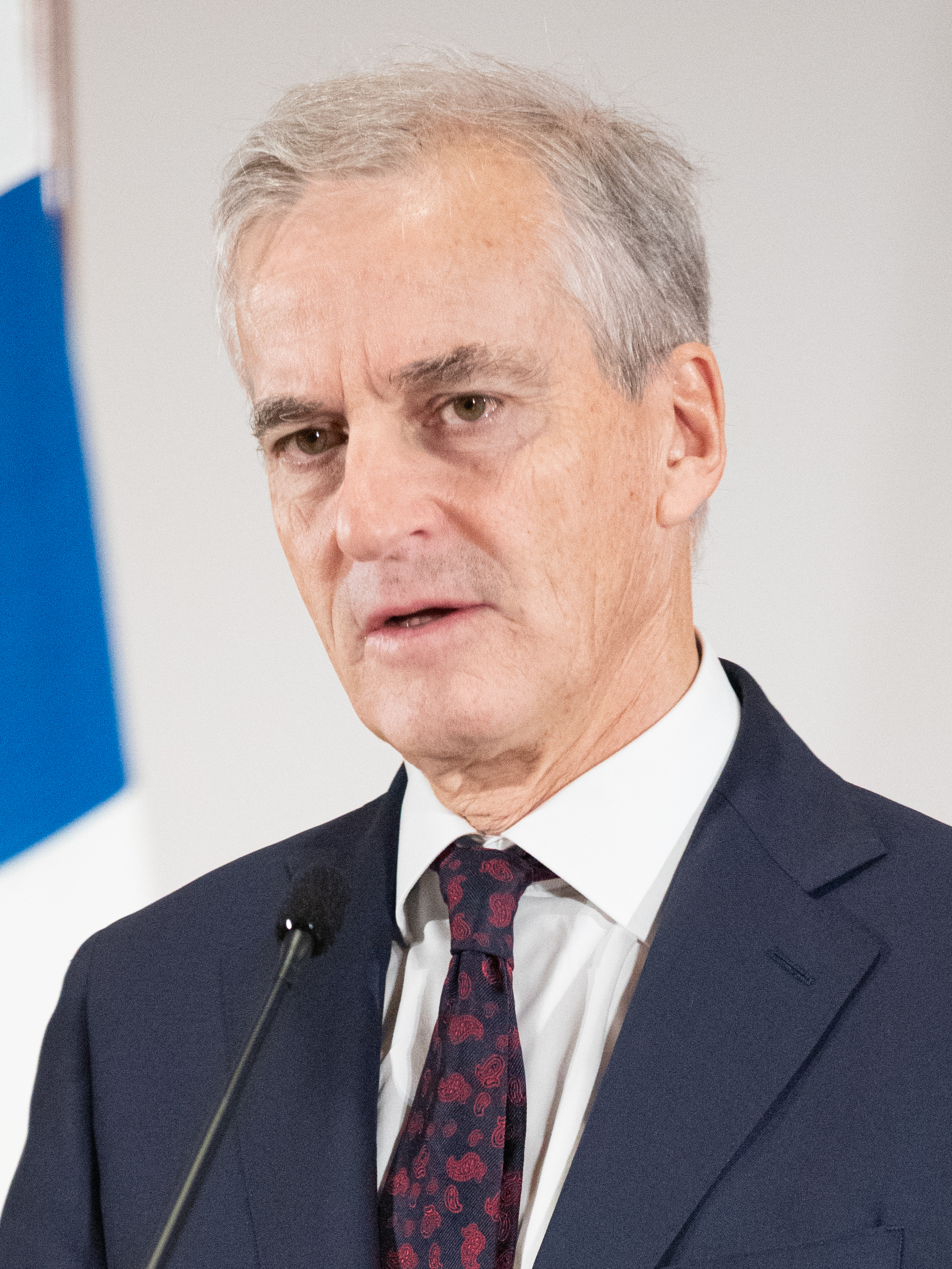
Йонас Гар Стёре

Высшая законодательная власть в стране принадлежит парламенту — Стортингу, состоящему из 169 депутатов. Помимо основного парламента, существует и Саметинг — высший орган народности саамов, в который также проводятся выборы. Основными задачами Стортинга являются уже упомянутый контроль над работой правительства, принятие бюджета и издание законов. Для облегчения организации работы депутаты объединяются во фракции, членство в которых необязательно, что является одним из проявлений отсутствия императивного мандата. Стортинг избирается раз в четыре года путём всеобщего демократического тайного голосования по пропорциональной избирательной системе. Парламент делится на две палаты — верхнюю и нижнюю, Лагтинг и Одельстинг, но на практике это разделение стало чистой формальностью и было отменено 20 февраля 2007 года, чтобы перестать действовать со следующего состава Стортинга после выборов 2009 года.
Исполнительная власть в стране принадлежит Правительству. Глава Правительства — премьер-министр, которым становится лидер победившей на выборах в парламент партии. С 2019 года правительственную коалицию формируют Консервативная партия, Партия прогресса, Либеральная партия и Христианская народная партия, пост премьер-министра занимает Йонас Гар Стёре.

#### Представительство в парламенте
На последних выборах в 2021 году места в парламенте распределились следующим образом:
- Рабочая партия — 48 мест
- Консервативная партия — 36 мест
- Партия прогресса — 21 мест
- Христианская народная партия — 3 мест
- Партия Центра — 28 мест
- Либеральная партия — 8 мест
- Социалистическая левая партия — 13 мест
- Партия зелёных — 3 место
- Красные — 8 место

### Политические партии

#### Правые
- Партия прогресса (норв. Fremskrittspartiet) — правопопулистская

#### Правоцентристские
- Консервативная партия (норв. Høyre) — либерально-консервативная

#### Центристские
- Христианская народная партия (норв. Kristelig Folkeparti) — христианско-демократическая
- Либеральная партия (норв. Venstre) — либеральная
- Партия Центра (норв. Senterpartiet) — аграрная

#### Левоцентристские
- Рабочая партия (норв. Arbeiderpartiet) — социал-демократическая
- Партия зелёных — экологистская

#### Левые
- Социалистическая левая партия (норв. Sosialistisk Vensterparti) — левосоциалистическая

#### Ультралевые
- «Красные» (норв. Rødt) — марксистская (включая маоистскую и троцкистскую традиции), объединение Красного избирательного альянса (норв. Rød Valgallianse) и Рабочей коммунистической партии

## Правовая система

### Суд
Высшая судебная инстанция — Верховный суд Норвегии, основанный в 1815 году, состоит из двадцати судей, суды апелляционной инстанции — суды законоговорителей (в 1797—1936 — высшие суды, overrett), суды первой инстанции — суды тингов, до 2002 года — уездные суды) и городские суды, суд по делам импичмента — государственный суд.

## Экономика

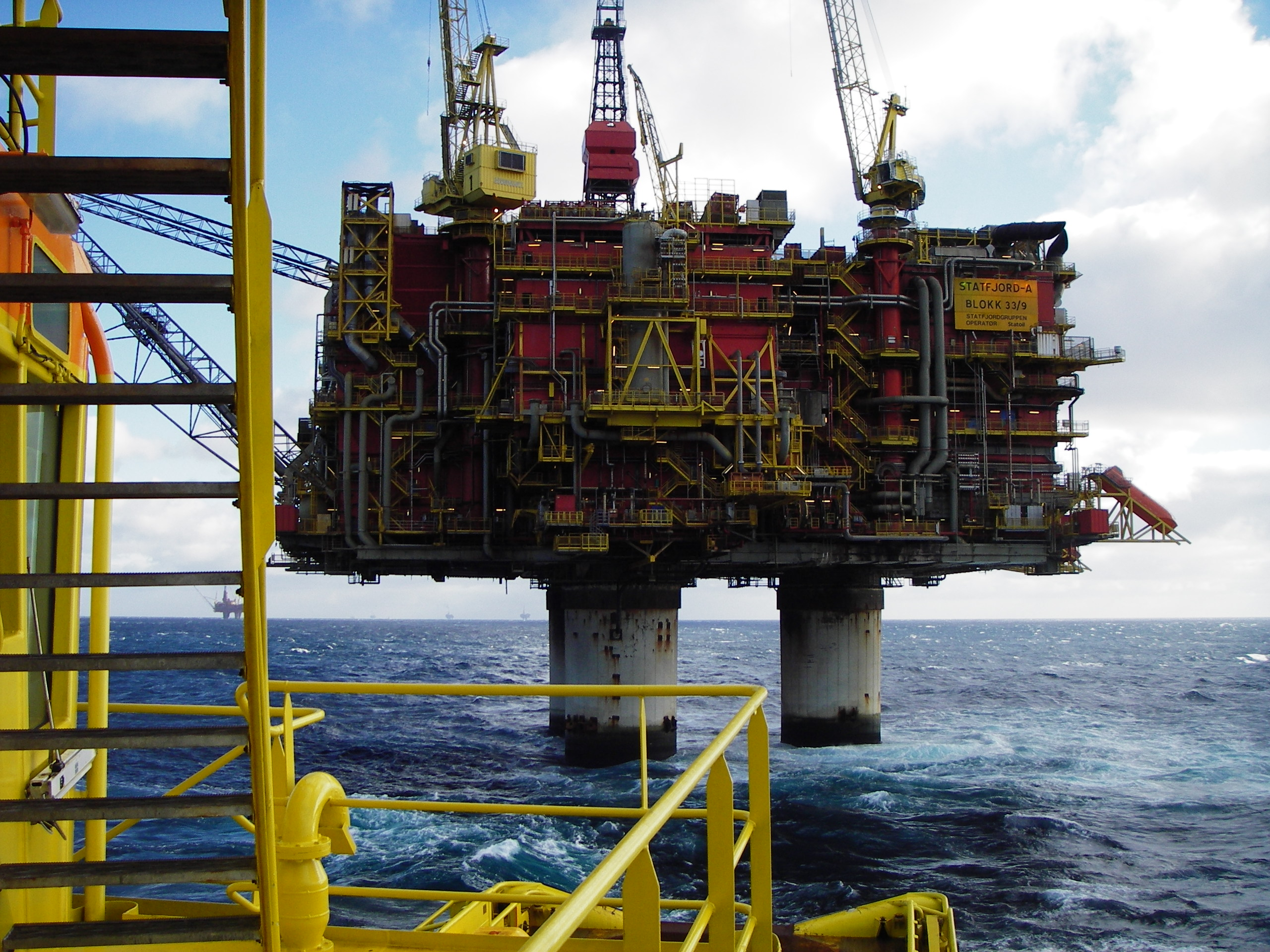
Норвежская нефтедобывающая платформа Statfjord

Норвегия — крупнейший производитель нефти и газа в Северной Европе. Доля нефтегазового сектора в ВВП — 23 % в 2015 году. Геологоразведка нефти на шельфе страны началась лишь в 1962 году компанией Phillips Petroleum (США). Первое крупное месторождение было открыто лишь в 1969 году. Первая промышленная добыча нефти началась в 1970 году, незадолго до нефтяного кризиса 1973 года. До этого экономика Норвегии основывалась на рыболовстве и фрахте судов.
65 % потребностей страны в энергии покрывают ГЭС (2013), что позволяет экспортировать бо́льшую часть нефти. Нефтяные фонды служат для накопления излишков доходов для последующих государственных трат. У страны имеются значительные минеральные запасы, большой торговый флот. Она отличается низкими инфляцией (3 %) и безработицей (3 %) по сравнению с остальными странами Европы.

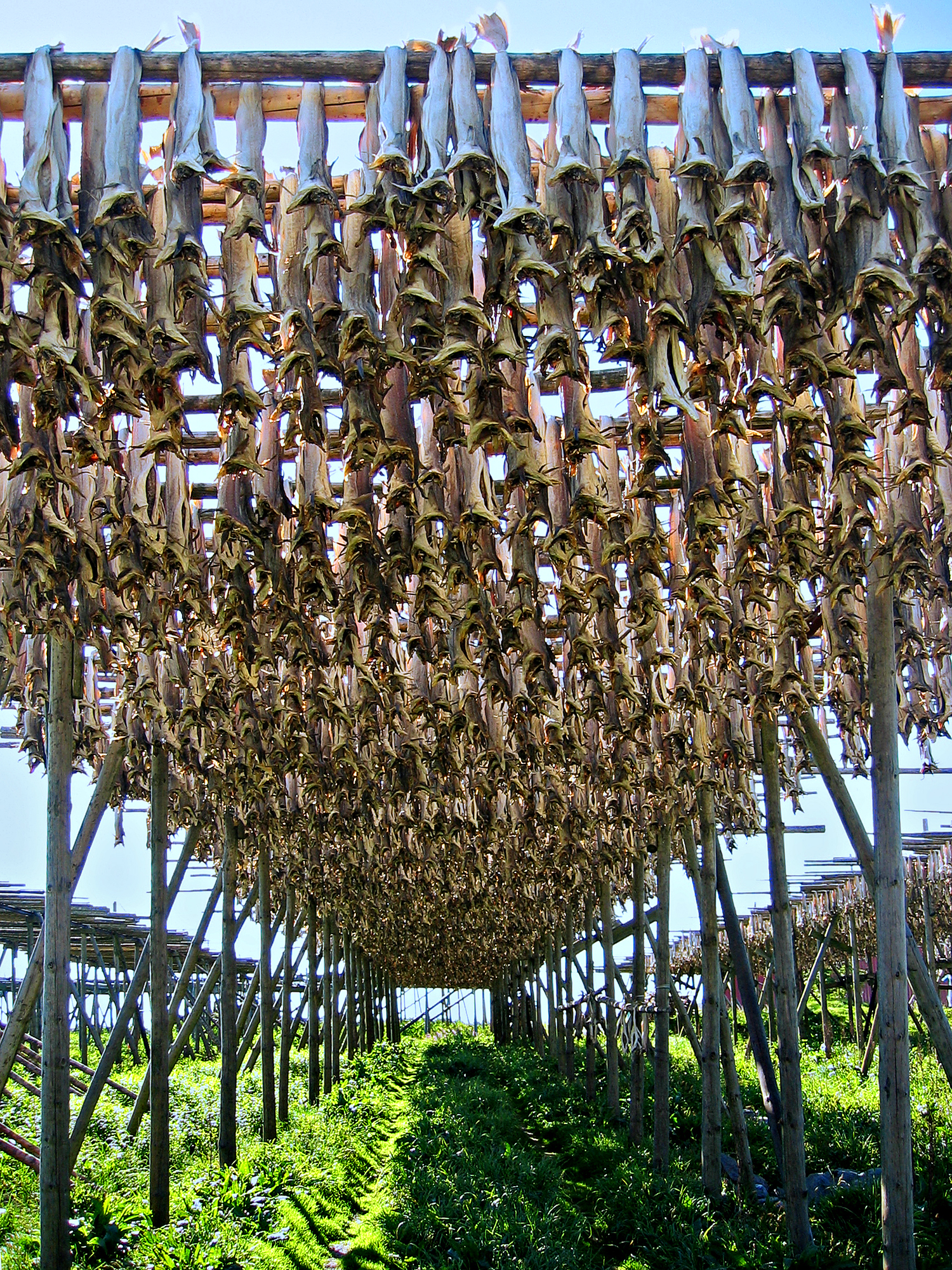
Рыба экспортируется с норвежских Лофотенских островов уже по крайней мере 1 000 лет

По размеру ВВП в настоящее время страна занимает 26-е место в мире (2006). В значительной степени её благосостояние зависит от газодобывающей и нефтеперерабатывающей промышленности. С середины 1990-х годов Норвегия стала вторым в мире, после Саудовской Аравии, экспортёром нефти. В этой отрасли промышленности работают 74 тыс. человек, многие работают в отраслях, связанных с нефтегазодобычей. Около половины экспортных и 1/10 часть правительственных доходов приносит торговля нефтью и газом, что составляет одну треть государственных доходов в целом (по данным 2005 года). Более четверти всех норвежских инвестиций приходится на строительство буровых платформ в Северном море — к западу от Бергена, где расположено одно из самых крупных месторождений природного газа. Норвежцами была построена самая большая в мире буровая платформа, водоизмещением в 1 млн тонн и высотой 465 метров. Стоимость оставшихся углеводородных ресурсов на норвежском континентальном шельфе оценивается в государственном бюджете в 4210 млрд крон (на 2006 год). В настоящее время добыто менее трети разведанных запасов углеводородов, принадлежащих Норвегии, при этом она — мировой лидер в области технологий, обеспечивающих безопасность при добыче нефти и газа. Главным достижением страны является принятие мер по созданию системы предотвращения выбросов углекислого газа. Сегодня передовыми месторождениями являются «Белоснежка» (Сневит) и «Ормен Ланге».
Страна обладает большими запасами леса, месторождениями железа, меди, цинка, свинца, никеля, титана, молибдена, серебра, мрамора, гранита. Норвегия — самый крупный в Европе производитель алюминия и магния. Самое крупное в Европе месторождение титановой руды расположено на юго-западе Норвегии.
Леса покрывают 27 % площади страны. Лесоводство составляет небольшую, но очень важную для местных фермеров отрасль промышленности. Богатые лесные ресурсы и наличие доступной электроэнергии обеспечили Норвегии ведущую роль на мировом рынке целлюлозы и бумаги. Около 90 % целлюлозы и бумаги, которые производятся в стране, идёт на экспорт. Норвежские предприятия выпускают различные виды целлюлозы, включая коротковолокнистую и длинноволокнистую сульфатную целлюлозу, которая является важным компонентом газетной и журнальной бумаги.
В химической промышленности страны выделяется компания Норск Гидро, которая является ведущим европейским поставщиком азотнокислых и комплексных удобрений, мочевины и селитры. Норвегия также является поставщиком винил-хлоридного мономера и поливинилхлорида (PVC), которые используются в качестве сырья для производства синтетических красок. Норвегия производит и другие технические товары. Краски, клеи, моющие средства и продукты тонкой химии составляют ещё один сектор норвежской химической промышленности.
Машиностроение специализируется на производстве оборудования для нефте- и газодобывающей и нефтеперерабатывающей отрасли. Платформы поставляются и в другие страны. Другая важная отрасль машиностроения — судостроение. Основная часть промышленного потенциала Норвегии сосредоточена на юге страны (4/5 пром. продукции); около 9/10 промышленных предприятий страны сосредоточено в портовых городах.
Рыбообрабатывающая промышленность для Норвегии почти так же важна, как и добыча нефти и газа. Основные центры переработки рыбы — Ставангер, Берген, Олесунн, Тронхейм. Значительная часть российских рыболовов отдаёт свой улов на переработку в Норвегию. Россия является и одним из крупнейших потребителей готовой рыбной продукции. Три последние десятилетия норвежская аквакультура развивалась быстрыми темпами. В стране накоплен богатый опыт по производству оборудования для выращивания рыбы (включая кормление и разведение), мониторинга и различных производственных технологий в области обработки рыбы.
Норвежская морская экономика охватывает широко развитую сеть отраслей, связанных с морскими перевозками и аквакультурой, предоставляющих всё увеличивающееся разнообразие товаров и услуг. По состоянию на 2023 год средний размер оплаты труда в Норвегии составляет 56 360 kr (4745,46 € брутто) и 41 649 kr (3508,12 € нетто) в месяц.

### Сельское хозяйство

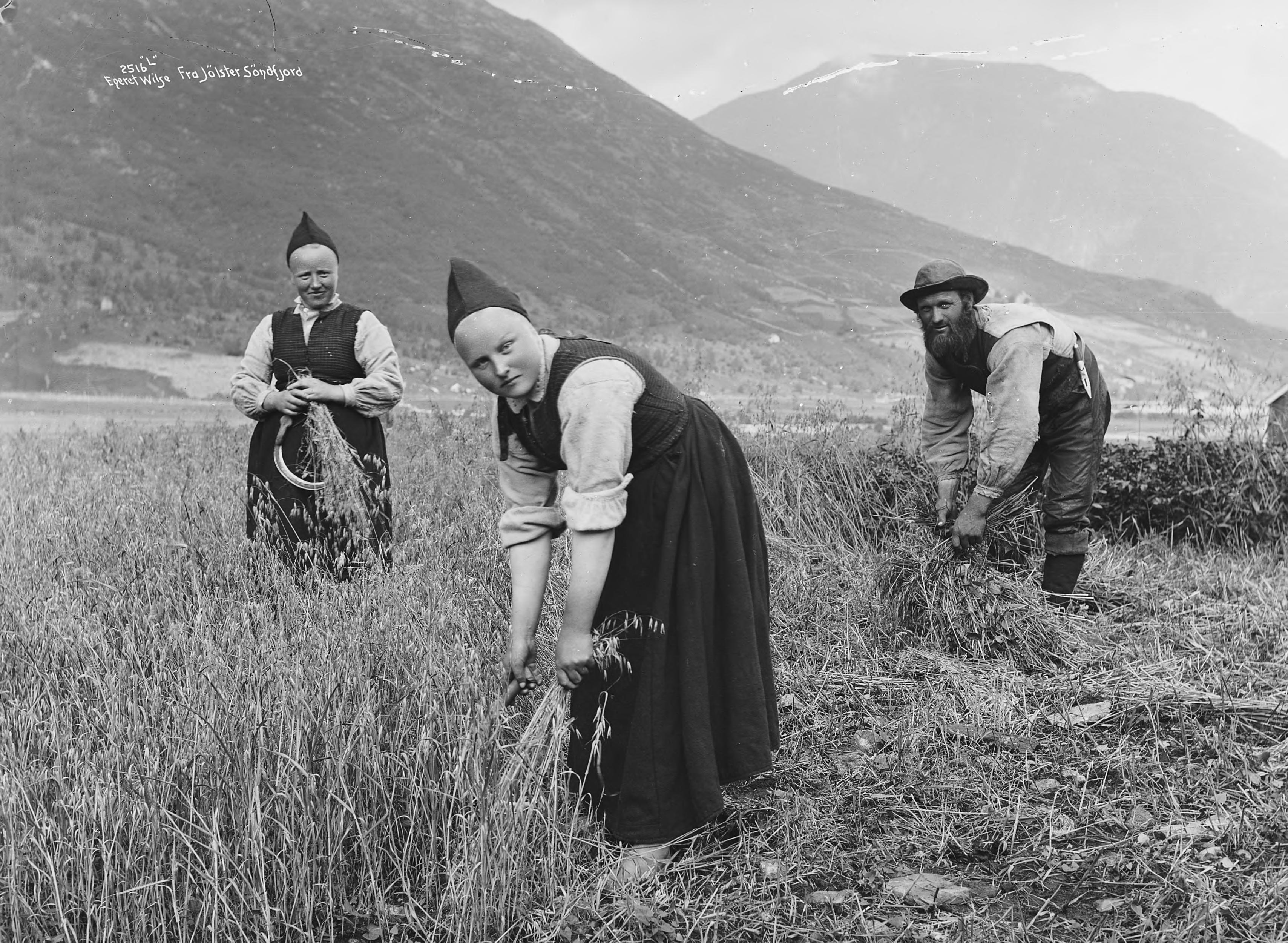
Сбор урожая в Норвегии, примерно 1890 г.

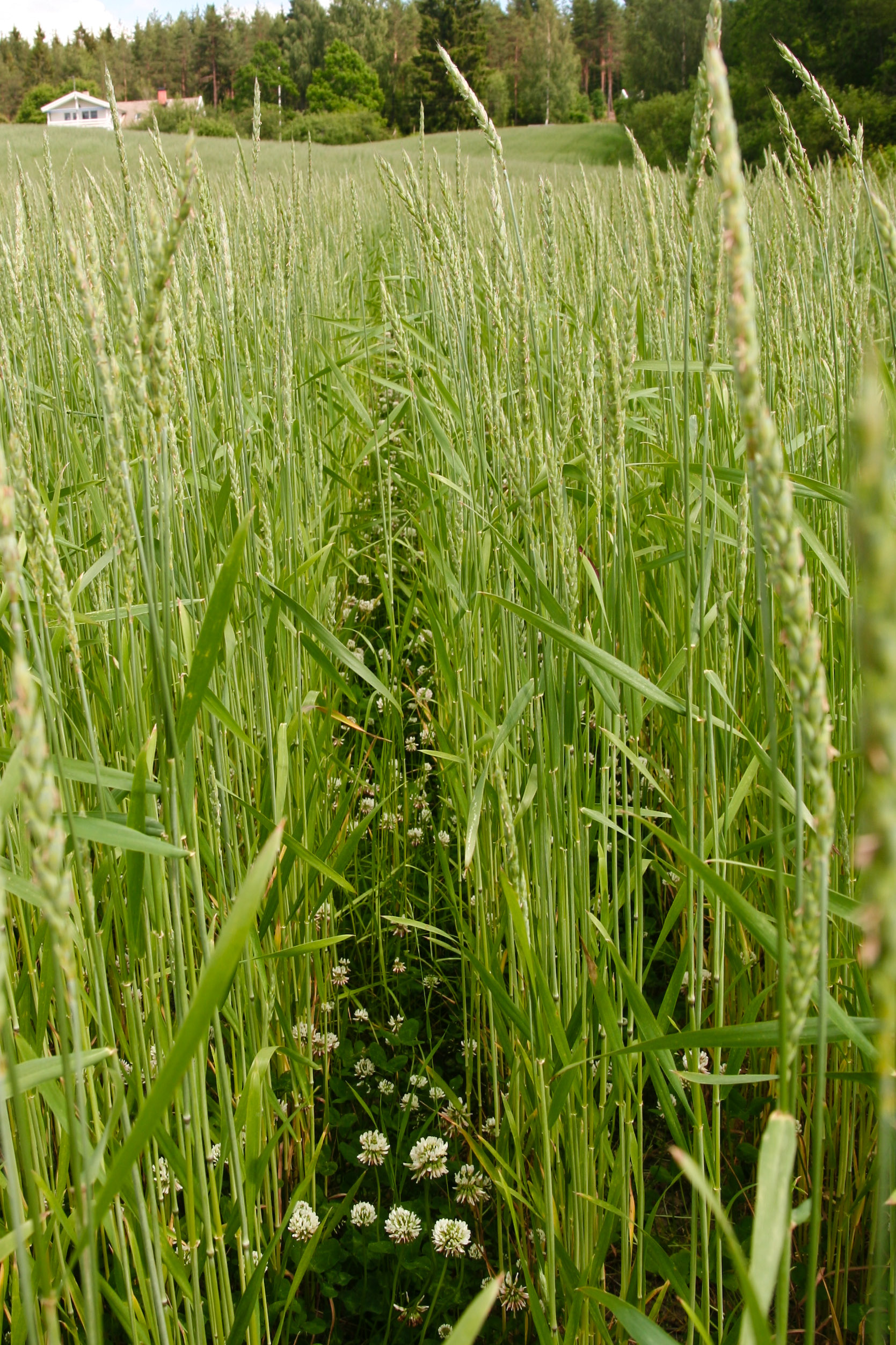
Посевы, Эдисволл, Норвегия

Доля сельского хозяйства в экономике Норвегии сократилась с развитием обрабатывающей промышленности, в 1996 году на сельское и лесное хозяйство приходилось лишь 2,2 % общей продукции страны. Развитие сельского хозяйства в Норвегии затруднено в силу природных условий — высокоширотного положения страны, сравнительно малого вегетационного периода, прохладного лета и невысокой плодородностью почв.
Земледелие в Норвегии находится в тяжёлом состоянии, несмотря на предоставляемые государством субсидии. По состоянию на 1996 год, доля обрабатываемых земель не превышала 3 % общей площади страны, а в сельском и лесном хозяйстве было занято 5,6 % трудоспособного населения страны. Число фермерских хозяйств достигает 200 000, причём большинство их имеет небольшие размеры: около половины всех хозяйств имеют наделы не более 10 гектаров и только 1 % фермеров владеют более чем 50 гектарами земли. Основные сельскохозяйственные регионы — Трёнделаг и район Осло-фьорда.
Ведущая отрасль в сельском хозяйстве страны — интенсивное животноводство (в основном, мясомолочного направления), дающее около 80 % всей продукции сельского хозяйства. В связи с этим, а также с климатическими условиями, выращиваются в основном кормовые культуры. Развито овцеводство. Во второй половине XX века производство пшеницы многократно увеличилось, с 12 тыс. тонн в 1970 году до 645 тыс. тонн в 1996 году. Несмотря на это, Норвегия обеспечивает себя сельскохозяйственными продуктами собственного производства лишь на 40 % и вынуждена импортировать зерновые культуры.

### Энергетика

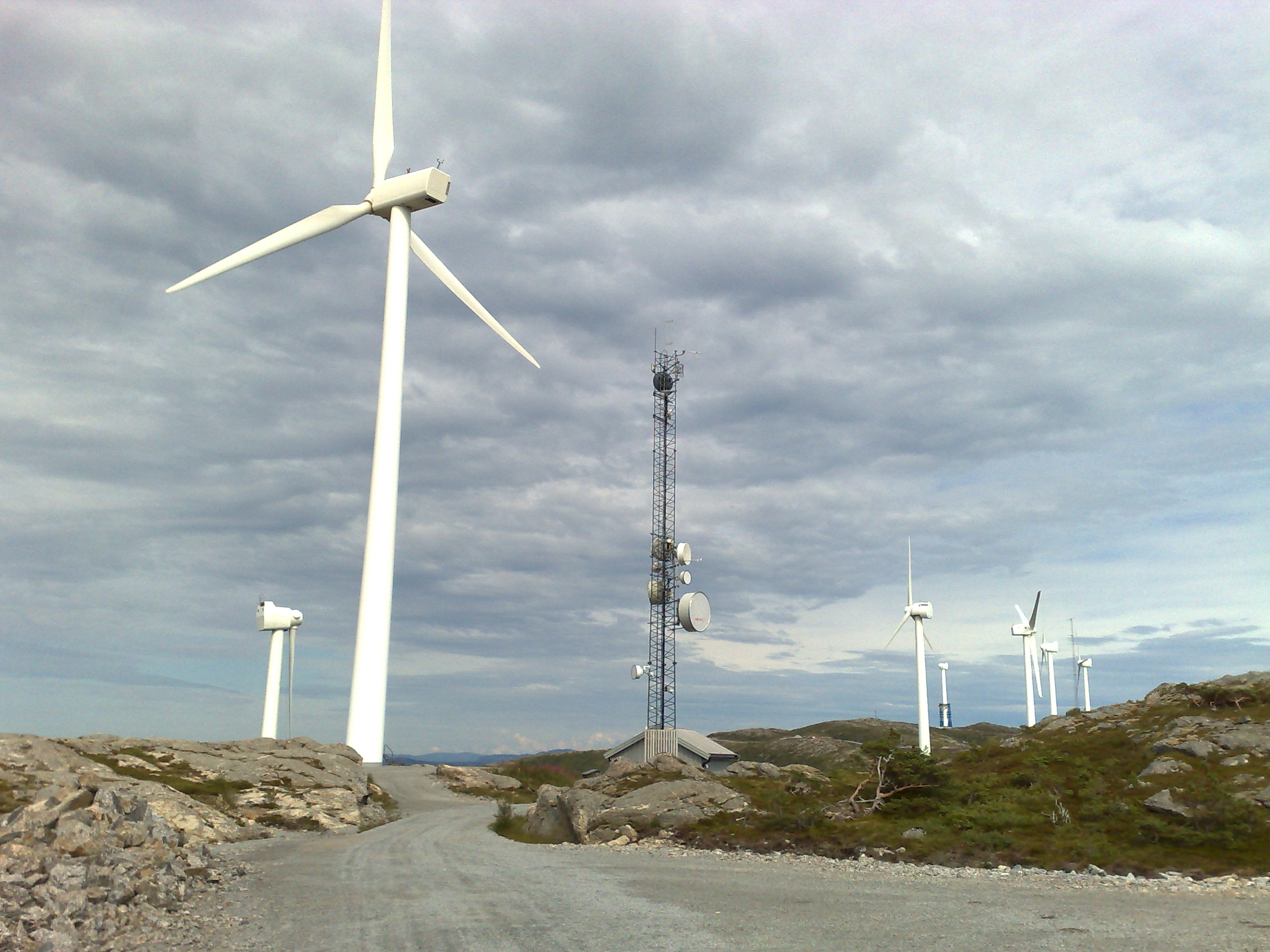
Ветряная электростанция Hundhammarfjellet, Норвегия

По производству электроэнергии на душу населения Норвегия занимает первое место в мире. При этом, несмотря на наличие больших запасов углеводородов, 99 % электроэнергии вырабатывается на гидроэлектростанциях, в связи с наличием значительных гидроресурсов в Норвегии. Треть произведённой в Норвегии электроэнергии потребляется металлургической промышленностью.
Атомная энергетика в Норвегии отсутствует, однако законы страны оставляют возможность строительства атомных электростанций.
С 2000-х годов замысел использовать атомную энергию имеет большую поддержку со стороны большинства промышленных лидеров страны. Компаниями Statkraft, Vattenfall, Fortum и Scatec рассматривается возможность строительства атомной электростанции с ториевыми топливными элементами. Не исключается и подключение к проекту российских партнёров.
Широкое распространение получают ветряные электростанции.

### Государственный пенсионный фонд Норвегии
Государственный пенсионный фонд Норвегии, также известный как Нефтяной фонд, был создан в 1990 году для инвестирования избыточных доходов норвежского нефтяного сектора. По состоянию на 2025 год фонд владеет долями в 8500 компаниях в 70 странах мира, стоимость его активов составляет чуть более 1,8 трлн $, что приблизительно равно 1,5 % от мирового фондового рынка, что делает его крупнейшим в мире национальным фондом благосостояния. По состоянию на конец 2024 года 71,4 % фонда было инвестировано в акции, 26,6 % в ценные бумаги с фиксированным доходом, 1,8 % в недвижимость и 0,1 % в возобновляемую энергетику. За 2024 года доходность государственного пенсионного фонда за границей составила 13 % или 2 511 млрд норвежских крон (243 млрд долларов США). По состоянию на 12 мая 2025 года, рыночная стоимость государственного пенсионного фонда Норвегии составляла 18 700 000 000 000 kr, или 1 804 522 886 870 $. По состоянию на май 2025 года, из фонда на каждого жителя Норвегии приходилось около 3 383 830 kr, или 325 000 $.

### Трудовые ресурсы
Уровень жизни
В 2011 году среднемесячная зарплата в Норвегии составила 38 100 крон, что в среднем на 3,8 % больше, чем в 2010 году. В среднем, мужчины зарабатывали на 6 тыс. крон больше, чем женщины — 40 800 и 34 800 крон соответственно. Доля женской зарплаты за год выросла с 85 % до 85,3 %. В государственном секторе разрыв в зарплатах женщин и мужчин практически не изменился и прирост произошёл в основном за счёт частного сектора. Безработица в Норвегии составляет лишь 3,9 % (по данным на сентябрь 2019 года), что значительно ниже, чем в соседних Финляндии и Швеции. Крупнейший профсоюзный центр — Норвежская конфедерация профсоюзов (Landsorganisasjonen i Norge), почти 900 тыс. членов, связан с Норвежской рабочей партией.

### Внешняя торговля
Норвегия является 36-й страной по объёму экспорта в мире: в 2017 году страна экспортировала товаров на 106 млрд $, а импортировала на 84,8 млрд $, положительное сальдо внешней торговли — 21,2 млрд $.
Главные экспортные товары: нефть (26 %), природный газ (26 %), рыба и рыбопродукты (до 10,5 %), продукция металлургии, химической промышленности и машиностроения. Главные покупатели: Великобритания (21,4 млрд $), Германия (16,4 млрд $), Швеция (9 млрд $), Нидерланды (7,88 млрд $) и Франция (7,5 млрд $).
Главные импортные товары: машины, оборудование и электроника (21,1 %), транспортные средства (19,4 %), металлургическое сырьё и полуфабрикаты (13 %), одежда, обувь, продовольственные товары (фрукты, овощи, алкогольные и безалкогольные напитки), упакованные лекарства. Главные поставщики: Швеция (10,1 млрд $), Германия (9,6 млрд $), Китай (8,17 млрд $), Южная Корея (5,71 млрд $) и США (5,5 млрд $).

## Транспорт

### Железнодорожный транспорт
Железнодорожная сеть Норвегии состоит из нескольких расходящихся из Осло магистралей, связывающих его с основными городами страны — Бергеном, Ставангером, Тронхеймом и Будё, а также со Швецией. Основная магистраль Осло — Берген имеет протяжённость 500 км. Ещё одна линия, небольшая по протяжённости на территории Норвегии, связывает Нарвик со Швецией. Главная железнодорожная сеть Норвегии по состоянию на 2017 год состоит из 4114 км пути (из них электрифицированы 2528 км), из которых 242 км — двухколейный путь и 64-километровая высокоскоростная железнодорожная магистраль (с максимальной скоростью движения 210 км/ч).

### Автомобильный транспорт
Общая протяжённость автомобильных дорог в Норвегии по состоянию на 2007 год составляет 92 946 км, из которых 27 343 км приходится на дороги национального значения, 27 075 км — на дороги регионального значения и 38 528 км — на дороги местного значения. Из них 74 % имеют твёрдое покрытие.
Общий автопарк Норвегии по состоянию на 2006 год насчитывал 2 599 712 автомобилей, в том числе 2 084 193 легковых, 26 954 автобуса и 488 655 грузовых и прочих.

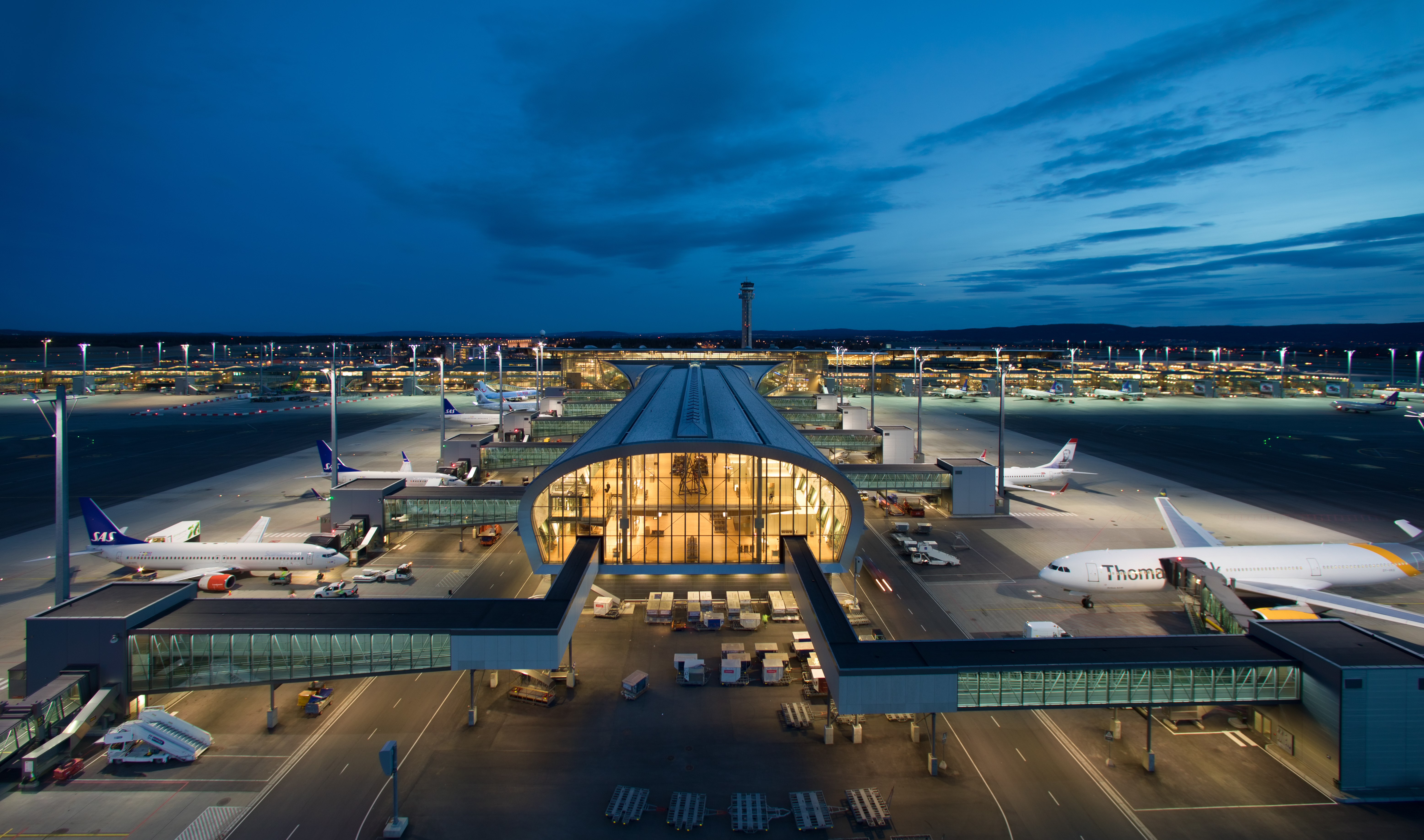
Крупнейший норвежский аэропорт Гардермуэн, расположенный рядом с Осло

### Воздушный транспорт
В Норвегии действуют 53 аэропорта с регулярными рейсами, из них статус международных имеют 8 — Гардермуэн (Осло), Флесланн (Берген), Сула (Ставангер), Тронхейм (ранее Вэрнес, Тронхейм), Торп (Саннефьорд), Тромсё (ранее Лангнес), Рюгге (Мосс), Вигра (Олесунн). Гражданский авиапарк страны по состоянию на 2005 год составляет 888 самолётов и 168 вертолётов. Общий объём внешних и внутренних пассажирских перевозок в 2005 году составил 34 803 987 человек, причём почти половина от этого количества, 15 895 722 человека, приходится на аэропорт Осло.

## Культура

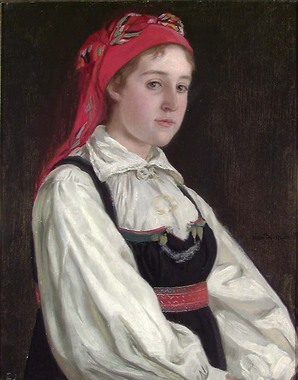
Изображение норвежской сельской женщины в традиционной одежде

Все студенты из Норвегии, ЕС, ЕЭЗ и Швейцарии могут учиться в норвежских университетах без платы за обучение. До 2023 года это также относилось к студентам из стран, не входящих в ЕС. И это касается всех государственных университетов, в том числе высокорейтинговых и популярных заведений, таких как Университет Осло. Тем не менее, правительство Норвегии приняло решение о введении платы за обучение для студентов из стран, не входящих в ЕЭЗ, обучающихся в Норвегии с осеннего семестра 2023 года. В то время как студенты из ЕС/ЕЭЗ/Швейцарии будут продолжать учиться бесплатно, всем остальным студентам, желающим получить степень, придётся платить за обучение. Это обязательство не распространяется на иностранных студентов по обмену и на студентов с постоянным видом на жительство в Норвегии.

### СМИ
- Медиаконцерн Schibsted

Среди крупнейших газет Норвегии выделяются ежедневные «Верденс ганг» (365 тыс. экземпляров), «Афтенпостен» (250 тыс.), «Дагбладет» (183 тыс.), широко подающая внешнеполитические материалы, и другие. Норвегия занимает одно из ведущих в мире мест по количеству периодических печатных изданий на душу населения. Норвежский газетный союз объединял 152 газеты в 1998 году. Большая часть изданий поддерживается или контролируется Консервативной партией — 44 издания общим тиражом 800 тыс. экземпляров.
Национальное информационное агентство — Норвежское телеграфное бюро — NTB (акционерное общество). Основано в 1867 году. NTB является главным поставщиком новостей для норвежских газет, радио — и телестанций. Государственное радио- и телевещание Норвегии (кроме кабельного и коммерческого телевидения) ведётся Норвежской радиовещательной корпорацией (Norsk Rikskringkasting, NRK), в которую входят радиоканалы NRK P1, NRK P2, NRK P3, телеканалы NRK1, NRK2 и NRK3. Коммерческий телеканал TV2 в Бергене, начавший вещание 5 сентября 1992 года, соперничает с NRK по популярности. Затем следуют телеканалы TVNorge и TV3. Недавно открылся новый норвежский телеканал MEtropol, специализирующийся на показе фильмов и развлекательных программ.

#### Отказ от аналогового вещания вFM-диапазоне
Норвегия стала первой в мире страной, которая полностью отказывается от аналогового радиовещания в FM-диапазоне. Отключение началось 11 января 2017 года. В соответствии с планом общенорвежские радиостанции до конца года должны будут перейти на цифровой сигнал (DAB); местным же вещателям на выполнение этой процедуры выделяется пять лет.

### Праздники
| Дата       | Название                                     | Норвежское название                        | Примечания    |
| ---------- | -------------------------------------------- | ------------------------------------------ | ------------- |
| 1 января   | Новый год                                    | Nyttårsdag                                 | выходной день |
| 21 января  | День рождения принцессы Ингрид Александры    | HKH Prinsesse Ingrid Alexandras fødselsdag |               |
| 6 февраля  | День саамского народа                        | Samefolkets dag                            |               |
| 21 февраля | День рождения короля Харальда                | HM Kong Haralds fødselsdag                 |               |
| варьирует  | Вербное воскресенье                          | Palmesøndag                                | выходной день |
| варьирует  | Великий четверг                              | Skjærtorsdag                               | выходной день |
| варьирует  | Страстная пятница                            | Langfredag                                 | выходной день |
| варьирует  | 1-й день Пасхи                               | 1. påskedag                                | выходной день |
| варьирует  | 2-й день Пасхи                               | 2. påskedag                                | выходной день |
| 1 мая      | Общественный праздник                        | Offentlig høytidsdag                       | выходной день |
| 8 мая      | День освобождения в 1945 году                | Frigjøringsdag 1945                        |               |
| 17 мая     | День Конституции                             | Grunnlovsdag                               | выходной день |
| варьирует  | Вознесение Христово                          | Kristi himmelfartsdag                      | выходной день |
| варьирует  | 1-й день Троицы                              | 1. pinsedag                                | выходной день |
| варьирует  | 2-й день Троицы                              | 2. pinsedag                                | выходной день |
| 7 июня     | День расторжения унии со Швецией в 1905 году | Unionsoppløsningen 1905                    |               |
| 4 июля     | День рождения королевы Сони                  | HM Dronning Sonjas fødselsdag              |               |
| 20 июля    | День рождения кронпринца Хокона              | HKH Kronprins Haakons fødselsdag           |               |
| 29 июля    | День смерти короля Олафа Святого             | Olsok                                      |               |
| 19 августа | День рождения кронпринцессы Метте-Марит      | HKH Kronprinsesse Mette-Marits fødselsdag  |               |
| 24 декабря | Рождество                                    |                                            |               |
| 25 декабря | 1-й день Рождества                           | 1. juledag                                 | выходной день |
| 26 декабря | 2-й день Рождества                           | 2. juledag                                 | выходной день |

### Спорт

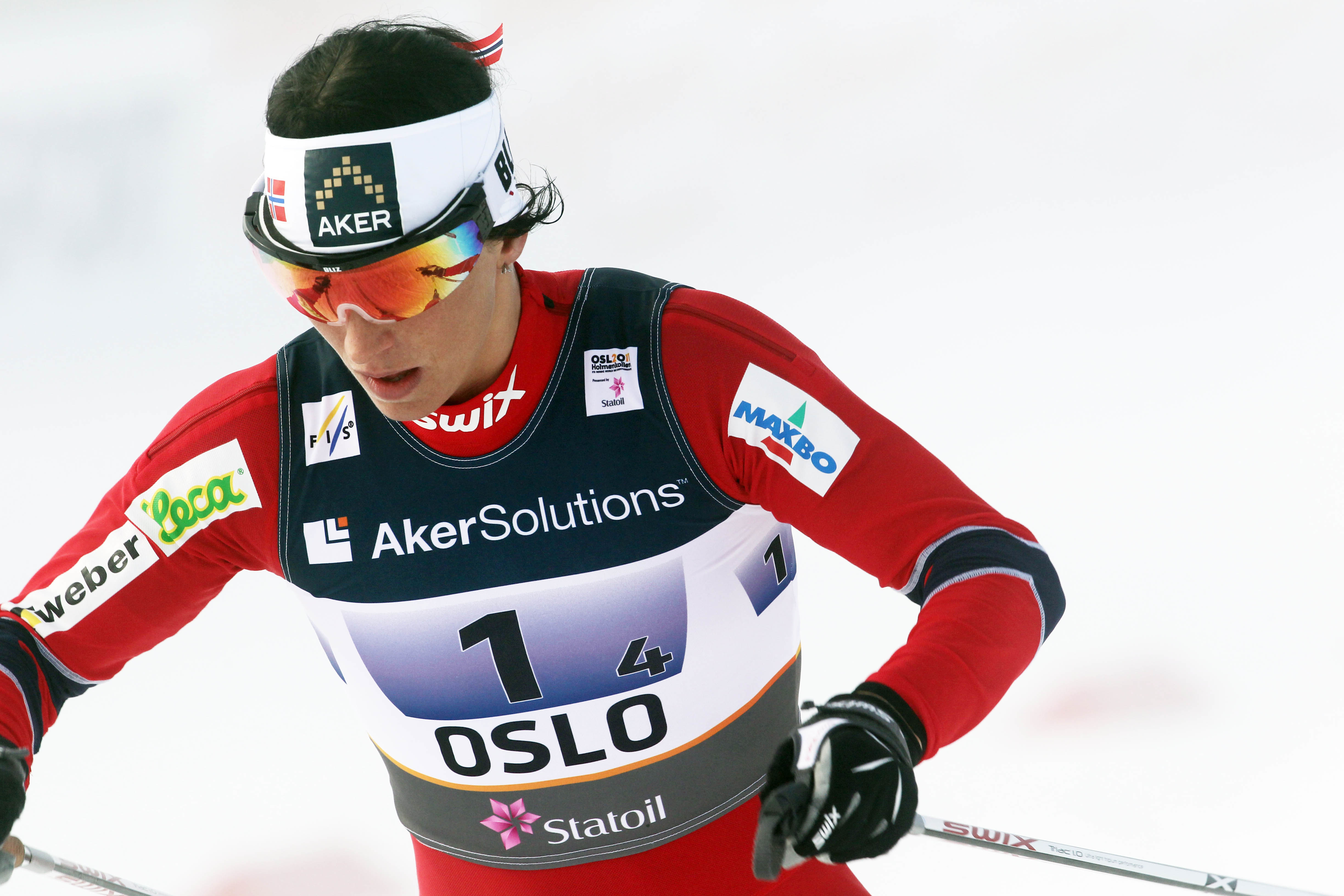
Марит Бьёрген

Норвегия участвовала почти во всех летних Олимпийских играх, начиная с игр в Париже 1900 года, и всех зимних Олимпийских играх, начиная с игр в Шамони 1924 года. К 2022 году с 163 медалями всего (в том числе 61 золотой) на летних играх и 405 медалями (в том числе 148 золотыми) на зимних играх в общем медальном зачёте Олимпийских игр Норвегия замыкает первую двадцатку стран в летних играх и является первой на зимних играх.
Норвегия дважды сама была хозяйкой зимних Олимпийских игр. В 1952 году Олимпиада прошла в Осло, а в 1994 году — в Лиллехаммере.
Национальный олимпийский комитет Норвегии был образован в 1900 году.
Преимущественно развиты зимние виды. Больше всего медалей норвежцы завоевали в соревнованиях по лыжным гонкам и конькобежному спорту. Сборная по биатлону, наряду c Россией и Германией — одна из сильнейших в мире. Самый выдающийся современный биатлонист — Уле-Эйнар Бьёрндален, единственный в мире восьмикратный олимпийский чемпион по биатлону и многократный призёр других соревнований. Хоккей, однако, развит слабо и уступает более популярному футболу. Высшим достижением сборной по футболу является выход в 1/8 финала чемпионата мира 1998 года во Франции. Большая часть игроков сборной выступает в чемпионате Англии. В чемпионате Норвегии традиционно лидируют «Русенборг» (26-кратный чемпион), «Бранн», «Волеренга», «Викинг» и др. В 1990-х годах «Русенборг» успешно выступал в Лиге чемпионов, дойдя в сезоне 1996/97 до 1/4 финала, а в 2008 году выиграл Кубок Интертото. Знаменитые футболисты — Уле Гуннар Сульшер, Туре Андре Фло, Джон Карью, Йон Арне Риисе, Эрлинг Браут Холанн и др. Однако, «Русенборг» не выигрывал национальный чемпионат начиная с 2018 года, когда доминирование перешло к клуб Молде и Будё-Глимт.
Норвежский шахматист Магнус Карлсен с 2013 по 2023 год был чемпионом мира и имеет высший в истории рейтинг Эло.

### Музыка
Археологические раскопки на территории страны позволяют судить о древнем происхождении норвежской музыки. Существует множество народных инструментов — различные разновидности скрипок, арф и флейт. Этническая музыка Норвегии крайне разнообразна. В частности, она включает лирико-эпические мотивы, создававшиеся во времена викингов.

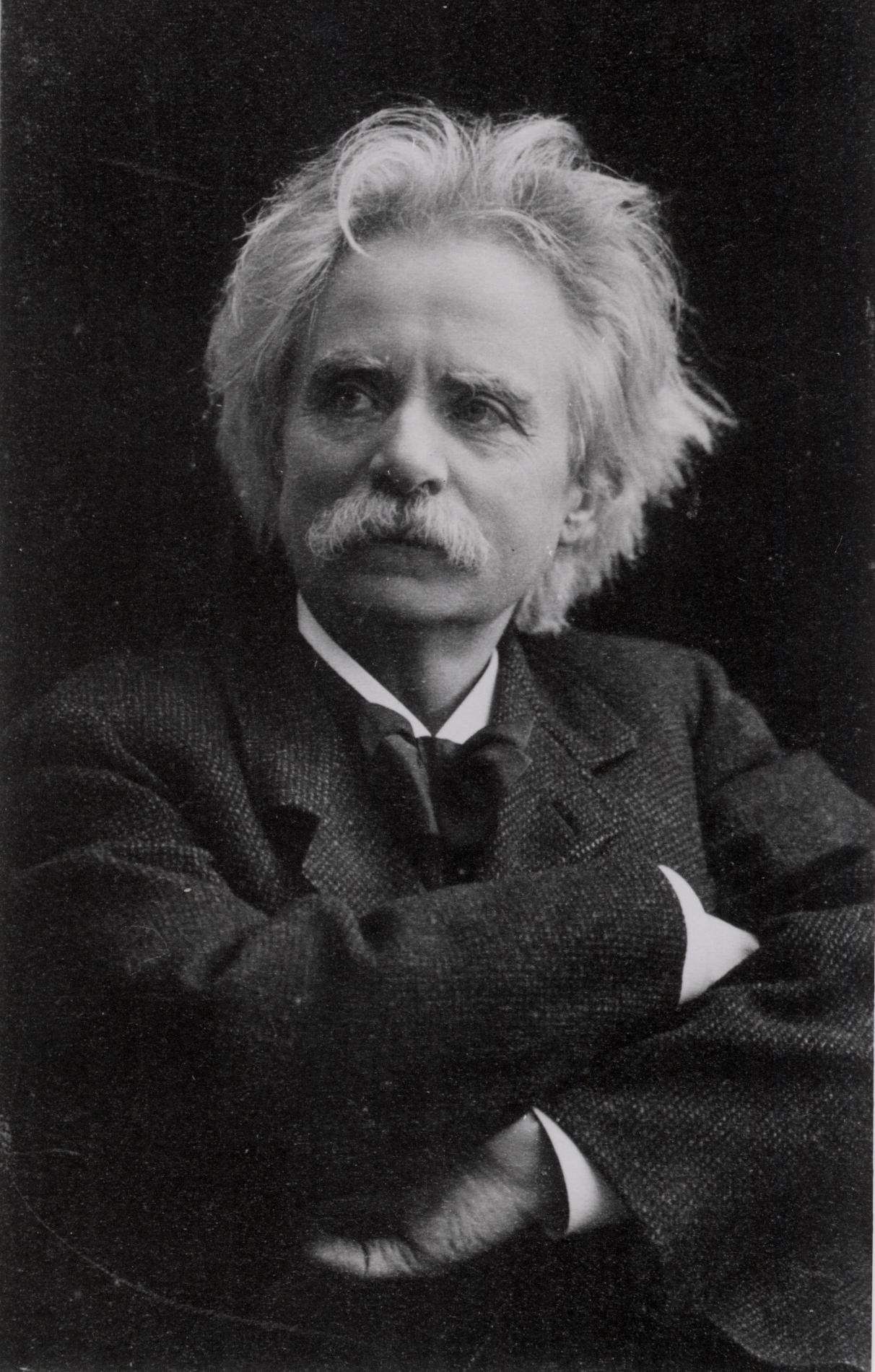
Эдвард Григ

Норвежская академическая музыка начала развиваться несколько позже, чем в большинстве других стран западной Европы, что во многом связано с более чем 400-летней зависимостью от Дании. В конце XVIII века приобретает известность семейство органистов-композиторов Линнеманов («норвежские Бахи»). Основоположниками национальной музыкальной школы часто называют Хальфдана Хьерульфа, создателя норвежского романса; Уле Булля, композитора-импровизатора и виртуозного скрипача; Рикарда Нурдрока, пропагандиста национальной музыки, автора национального гимна. Наиболее значительным норвежским композитором можно назвать Эдварда Грига, заложившего основные традиции норвежского романтизма. Кроме того, заметный вклад в развитие норвежской музыки внесли Кристиан Синдинг, официально названный «крупнейшим национальным композитором после Грига»; Ф. Вален (ученик Арнольда Шёнберга), применявший в своём творчестве принципы додекафонии; Альф Хурум, Харальд Северуд и другие. Родина композитора и исполнителя Кетиля Бьёрнстада и Акселя Кольстада.
В конце 1970-х — начале 1980-х годов в Норвегии зарождается «новая волна», представленная такими группами как Kjøtt, De Press, The Aller Værste!, Blaupunkt.
Самой популярной и узнаваемой норвежской музыкальной группой является группа a-ha, созданная в 1982 году в городе Осло. A-ha — один из ведущих коллективов стиля синти-поп (электропоп), появившегося на излёте «новой волны».
Норвежская электронная музыка представлена такими исполнителями, как Kygo, Röyksopp, Сусанне Су́ннфёр и др.
«Певчей птичкой из Норвегии» американская пресса окрестила оперную и популярную исполнительницу Сиссель Хюрхьебё, известную преимущественно благодаря своему участию в церемониях открытия и закрытия проходивших в Норвегии Зимних Олимпийских игр 1994 года и вокализу, звучащему в кинофильме Джеймса Кэмерона «Титаник».
В Норвегии существует развитая метал-сцена, особенно сцена блэк-метал и викинг-метал. Большое количество блэк-метал групп, в том числе родоначальников этого стиля, родом из Норвегии. Среди самых известных стоит отметить: Antestor, Burzum, Darkthrone, Mayhem, Immortal, Dimmu Borgir, Emperor, Gorgoroth, The Kovenant, Satyricon, Storm, Windir. Кроме того, в Норвегии весьма популярны симфоник-метал и готик-метал: Theatre of Tragedy, Leaves’ Eyes, Tristania, Sirenia, Mortemia, и др.
Наиболее значительным музыкантом в норвежском джазе можно назвать саксофониста Яна Гарбарека, работающего в огромном стилистическом диапазоне: фри-джаз, этно-джаз, симфоническая музыка.
Рой Хан, владелец уникального бархатного голоса и бывший вокалист пауэр-металлической группы Kamelot, также родом из Норвегии. В 2014 году внимание музыкальных критиков привлекла юная исполнительница джазовых композиций Анджелина Джордан.
Среди музыкальных групп, совмещающих несколько стилей, можно выделить Katzenjammer.
Норвегия трижды побеждала на конкурсе «Евровидение» (1985, 1995, 2009 годов).

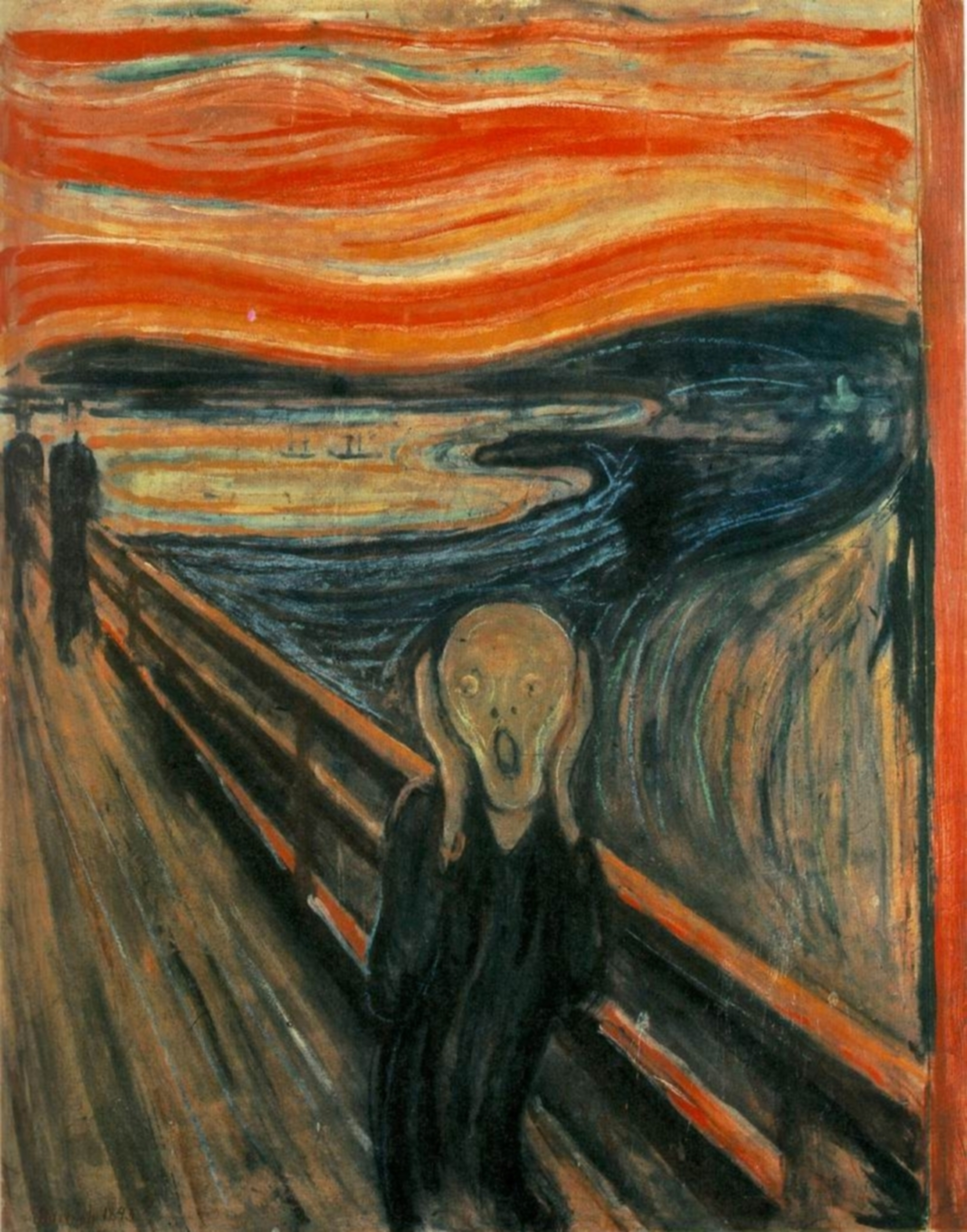
«Крик» — знаменитое полотно норвежского живописца Эдварда Мунка

### Литература

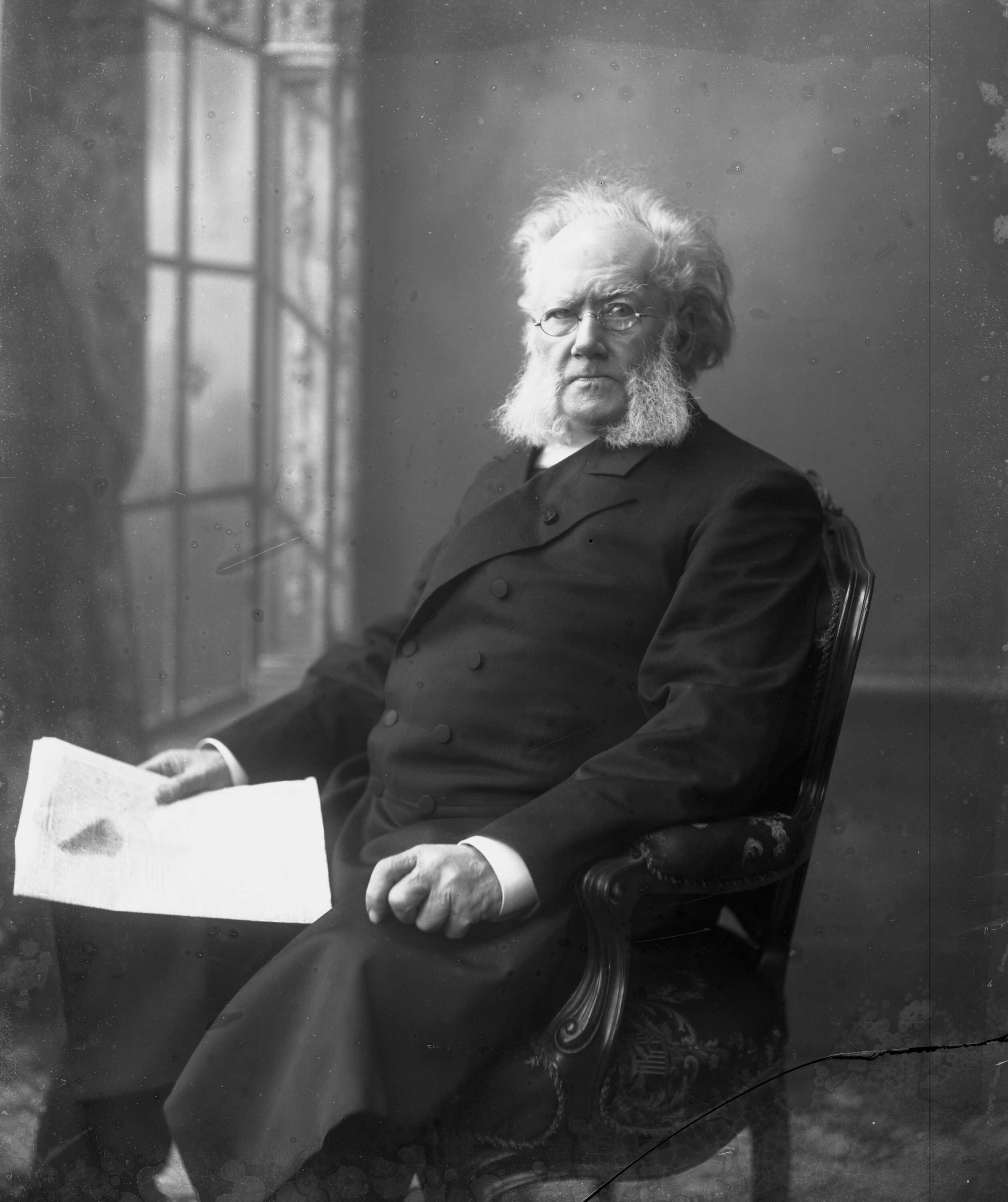
Генрик Ибсен

### Кухня

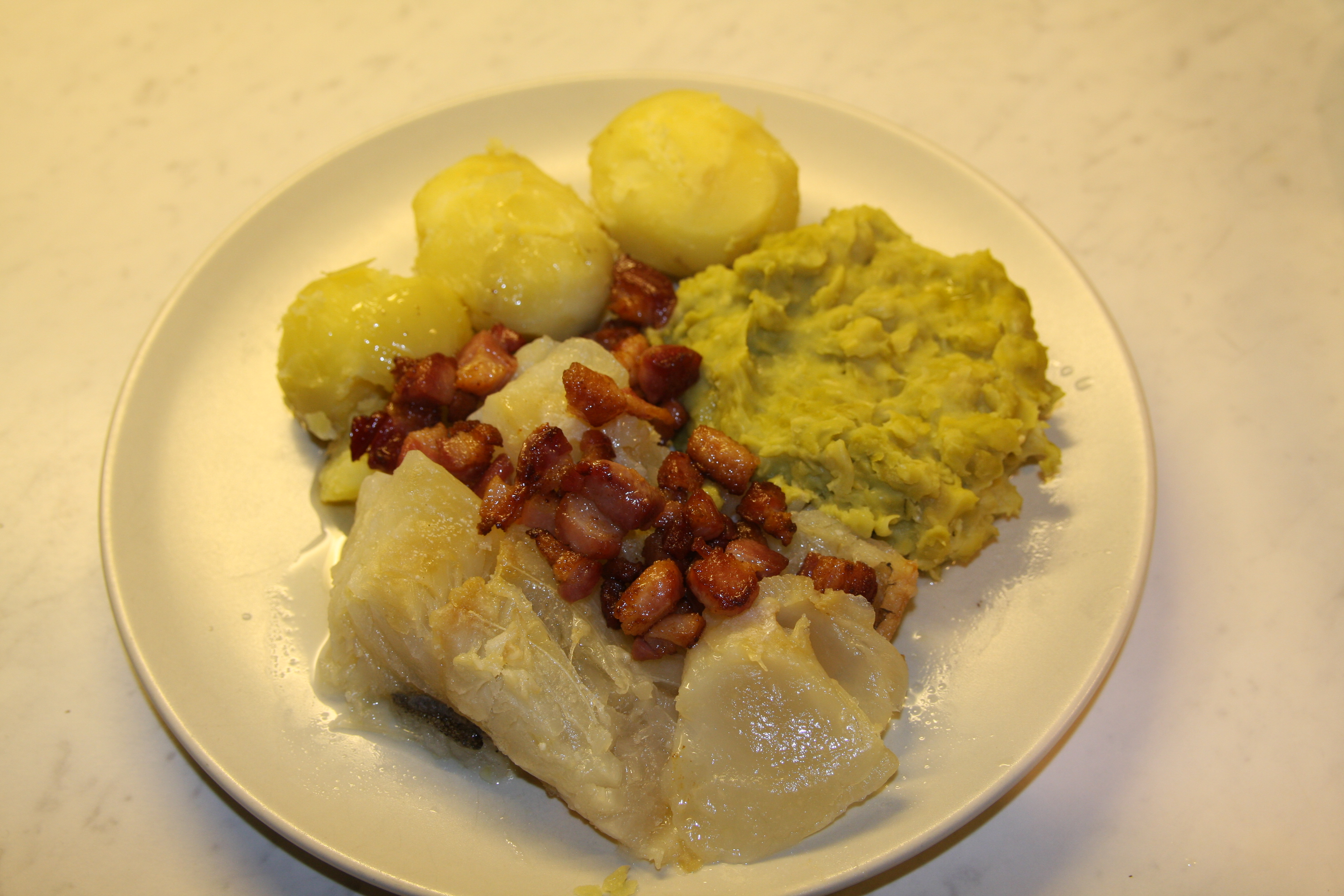
Лютефиск

Норвежская кухня обусловлена в первую очередь холодным скандинавским климатом. Основными компонентами норвежской кухни являются рыба, мясо, каши, хлеб и молочные продукты.
Для сохранения запасов на зиму широко употребляется консервирование продуктов, как то: вяление, маринование, брожение. К наиболее типичным блюдам можно отнести лютефиск (замоченная в щелочном растворе и вымоченная затем в воде сушёная рыба), форикол (мясо ягнёнка с капустой и картофелем), ракфиск (забродившая форель), смёрбрёд (открытые бутерброды). Традиционным норвежским алкогольным напитком является аквавит.

## Знаменитые путешественники
Норвегия прославлена своими многочисленными путешественниками. Известнейшими из них, внёсшими наибольший вклад в географическую и другие науки являются:
- Эрик Рыжий (950—1003) — мореплаватель и первооткрыватель, основавший первое поселение в Гренландии. Прозвище «рыжий» получил за цвет волос и бороды. Отец Лейфа и Торвальда Эрикссонов, первооткрывателей Америки;
- Фритьоф Нансен (1861—1930) — полярный исследователь, учёный-зоолог, основатель новой науки — физической океанографии, политический деятель, лауреат Нобелевской премии мира за 1922 год;
- Руаль Амундсен (1872—1928) — полярный путешественник и исследователь. Первый человек, достигший Южного полюса (14 декабря 1911 года). Первый исследователь, совершивший морской переход и Северо-восточным (вдоль берегов Сибири), и Северо-западным морским путём (по проливам Канадского архипелага). Погиб в 1928 году во время поисков экспедиции Умберто Нобиле;
- Тур Хейердал (1914—2002) — один из наиболее известных путешественников XX в, совершил ряд экспедиций на судах, построенных по технологиям древнего мира. Первой крупной экспедицией Хейердала стало плавание на плоту «Кон-Тики». Следующим достижением норвежца стали экспедиции на папирусных лодках «Ра» и «Ра-II». Успех «Ра-II» был расценён как свидетельство того, что ещё в доисторические времена египетские мореплаватели могли совершать путешествия в Новый Свет. В обеих экспедициях принимал участие советский телеведущий и путешественник Юрий Сенкевич. Помимо указанных проектов, Тур вместе с единомышленниками проводил исследования на о. Пасхи, Мальдивских и Канарских островах, в СССР и других регионах мира. Его исследования внесли существенный вклад в историю, этнографию и другие науки.
- Ларс Монсен (род. 21 апреля 1963, Осло) — норвежский путешественник и журналист, известный всему миру своими грандиозными экспедициям в дикую природу. У него за плечами покорение Аляски, Клондайка и Скандинавии.